# Quartieri di Vicenza
Nella città di Vicenza attorno al nucleo centrale del centro storico - esistente già in epoca romana e racchiuso dalla prima cinta di mura durante l'Alto Medioevo - durante il Basso Medioevo nacquero alcuni borghi urbani, che furono racchiusi nel XIV secolo dalle mura scaligere, poi nel XV dalle mura e fortificazioni veneziane; al di fuori di queste, durante l'età moderna, si formarono altri borghi che restarono suburbani.
A partire dalla prima metà del XX secolo, ma soprattutto nel corso della seconda, la città assunse la sua configurazione attuale, dovuta alla forte espansione della popolazione, al notevole aumento della viabilità e del traffico, all'espansione delle strutture produttive e del settore terziario, quindi alla costruzione di abitazioni e di edifici di ogni genere.
Il territorio comunale è diviso ufficialmente in sette circoscrizioni amministrative nelle quali sono compresi, a loro volta, borghi urbani e suburbani, quartieri, zone urbanistiche e frazioni.
I quartieri sono le zone abitate che si individuano per particolari caratteristiche geografiche e topografiche, funzionali e storiche. La maggior parte dei quartieri di Vicenza si sono sviluppati nel corso del XX secolo fuori dalle mura storiche e lungo le strade principali in uscita dalla città; altri sono stati costruiti sulla base di piani urbanistici, soprattutto negli anni settanta del Novecento.
I loro nomi talora hanno origini storiche (come ad esempio Santa Croce e San Bortolo, nati al di fuori delle rispettive porte delle mura) oppure derivano dal progetto urbanistico (come Laghetto o Villaggio del Sole), talora dalla parrocchia principale (come Sant'Andrea o San Pio X), altre volte sono denominazioni di uso corrente (come il quartiere dei Ferrovieri). Non sempre ne sono ben definiti i confini, nel caso di quartieri contigui.
Le frazioni sono paesi, esistenti prima del Novecento e sviluppatisi lungo le strade in uscita dalla città nel raggio di 5–6 km, che sono stati a pieno titolo inclusi nell'ambito urbano; attualmente anche le frazioni sono definite quartieri e assieme a questi, dal punto di vista amministrativo, fanno parte delle circoscrizioni.

## Quartieri e frazioni

### A sud del centro storico

#### Monte Berico

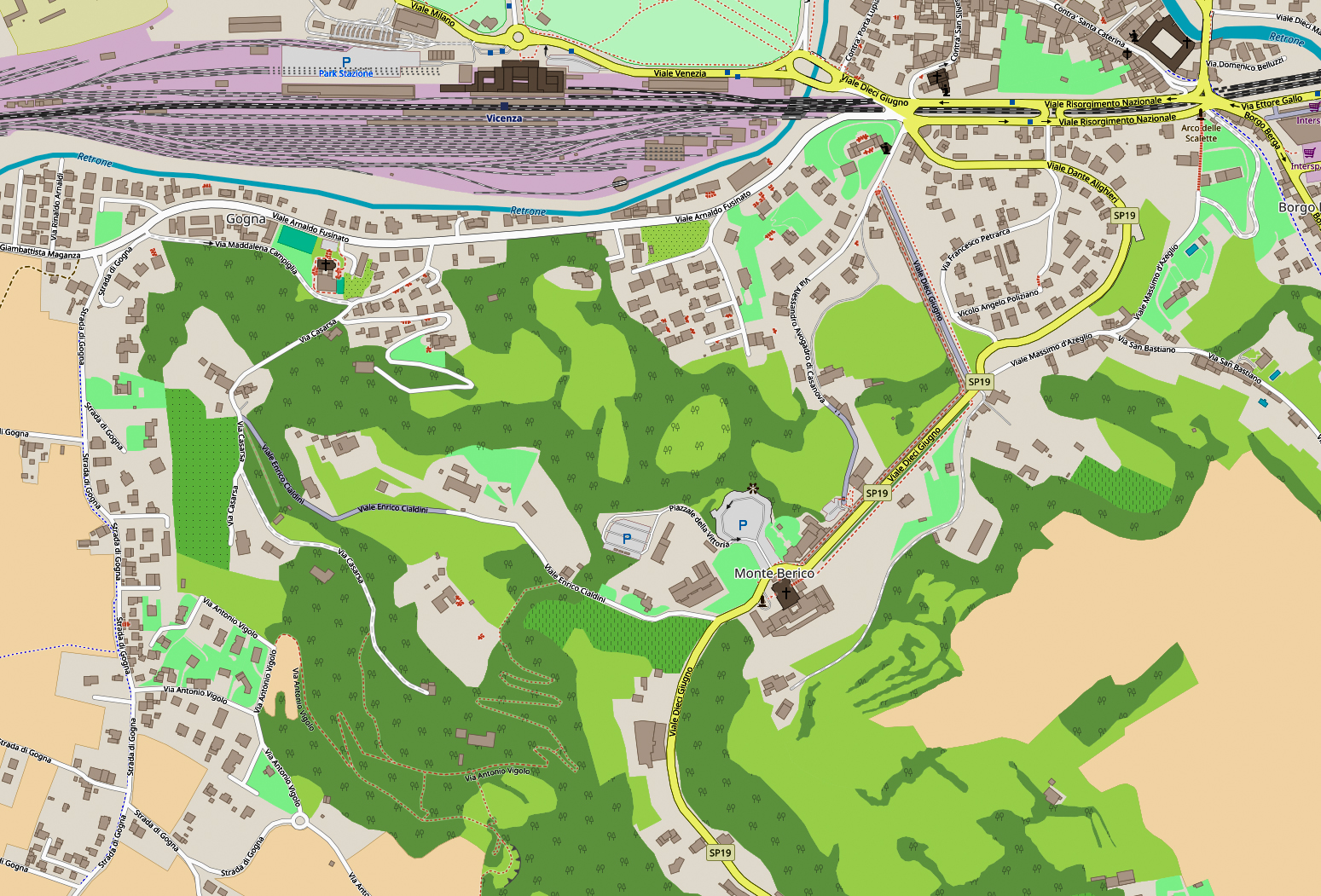
Mappa del quartiere di Monte Berico e della zona di Gogna (a ovest)

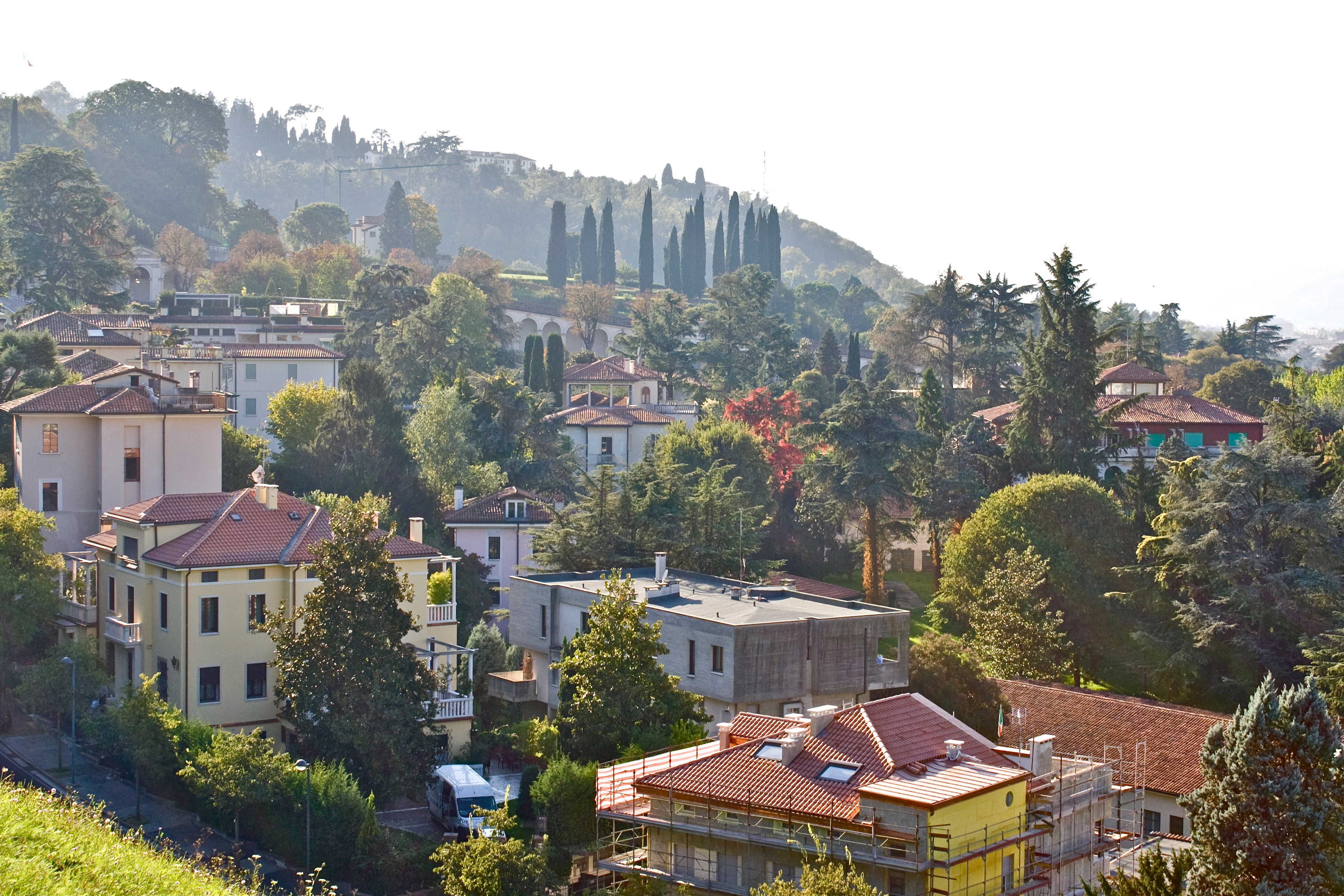
Il quartiere di Monte Berico

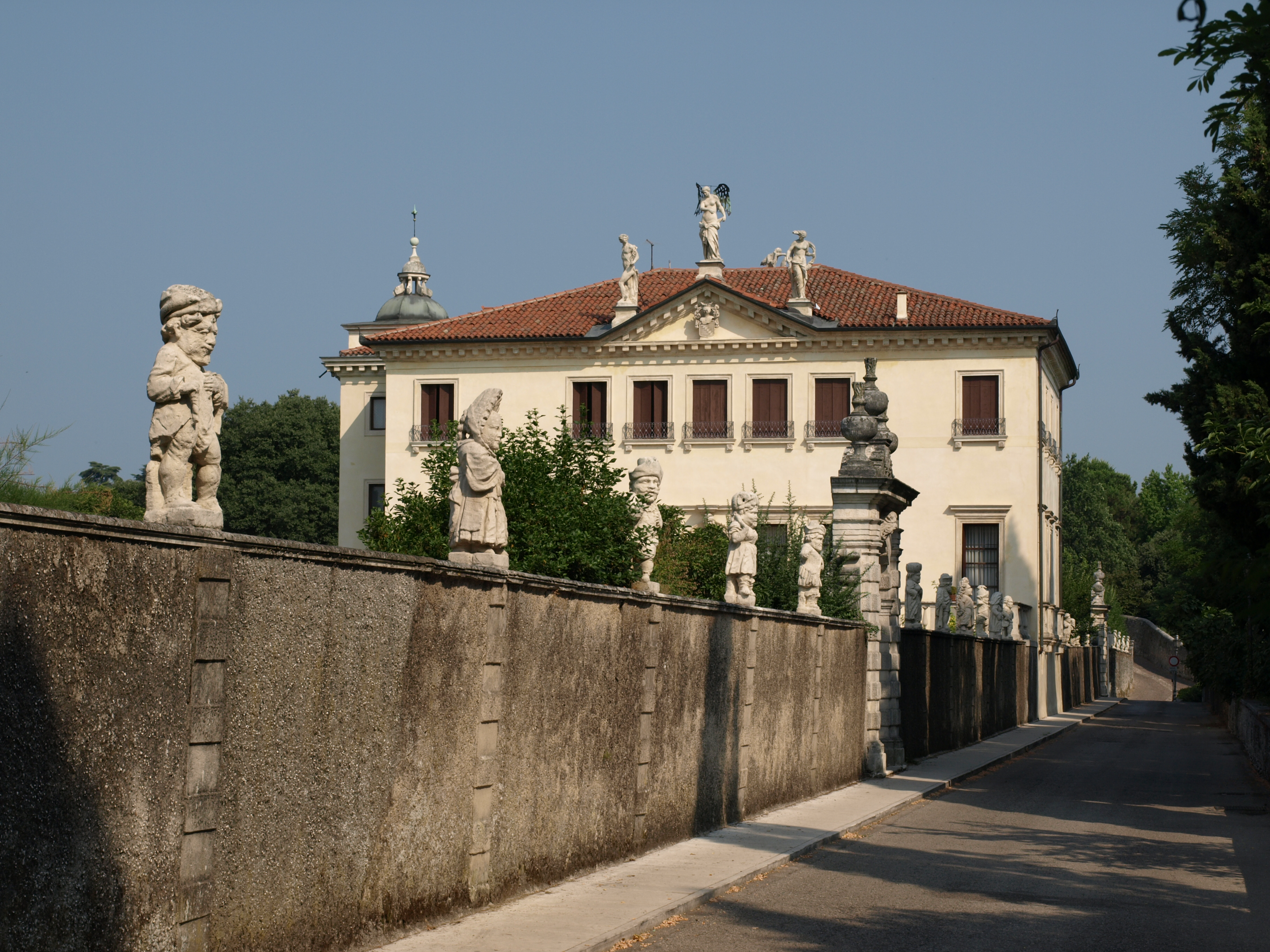
Villa Valmarana "ai Nani"

Il quartiere è delimitato a nord dalla stazione della ferrovia Venezia-Milano costeggiata da viale Fusinato e da viale del Risorgimento Nazionale, a est dalla pista ciclabile della Riviera Berica, a sud dai Colli Berici, a ovest dalla strada di Gogna.
Nel corso della prima metà del Novecento - sul terreno a gradoni prima coltivato a vigneto come in un grande anfiteatro aperto sulla città - tutto il versante settentrionale del monte, compreso tra il percorso delle Scalette e quello dei Portici e delimitato in alto da viale Massimo d'Azeglio, fu occupato da un nuovo quartiere costituito da ville signorili con ampi giardini e da case di civile abitazione, costruite con stili anche molto diversi tra di loro.
Il quartiere è attraversato da due strade in salita, viale Dante e via Petrarca, alle quali il nome venne dato con deliberazioni comunali del 1911. A est si sale per le Scalette, a ovest per viale X giugno, così denominato in memoria della battaglia del 1848; più ad ovest ancora alcune traversali di viale Fusinato.
Luoghi interessanti sono il Santuario della Madonna di Monte Berico, punto centrale del Monte e grande meta di pellegrinaggi e di passeggiate dei vicentini, le Scalette e i Portici, il Piazzale della Vittoria, Villa Guiccioli, ora sede del Museo del Risorgimento e della Resistenza con un ampio parco e un sentiero che scende nella Valletta del Silenzio.
Alla fine di via San Bastiano, che scorre parallela e al di sopra della Riviera Berica, si trova la settecentesca Villa Valmarana "Ai Nani"; molte altre sono le ville sul Monte, in genere non visitabili. Diversi anche gli istituti religiosi: oltre al convento dei Servi di Maria annesso al santuario, anche il monastero delle Carmelitane di Santa Teresa del Bambin Gesù e due grandi complessi delle Dorotee.

### A sud lungo la Riviera Berica, tra i Colli Berici e il Bacchiglione

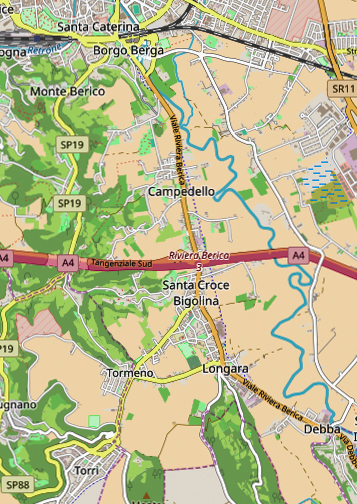
Mappa della Circoscrizione 2

A sud del centro storico, della Circoscrizione 2 fanno parte - oltre al quartiere di Monte Berico - le frazioni che si sviluppano lungo l'ex strada statale 247 Riviera, ora strada provinciale Riviera Berica (SP 247); la strada inizia da Porta Monte, ai piedi delle Scalette di Monte Berico, costeggia il lato orientale dei Colli Berici, incrocia la tangenziale Sud di Vicenza e l'A4 Torino-Trieste, continua fino alla frazione di Debba, ove il Comune di Vicenza confina con quello di Longare. La provinciale continua, prima costeggiando ancora i Berici e poi entrando nella pianura aperta, fino a Noventa Vicentina.
Quartieri e frazioni
- Borgo Berga (suburbano)
- Campedello
- Santa Croce Bigolina
- Longara
- Debba

Storicamente questa zona ha avuto importanza soprattutto per il transito di persone e merci.
Fin dall'epoca romana fu percorsa dalla strada che dalla città di Este portava a Vicenza; nel corso dell'Alto Medioevo fu costellata di ospizi per viaggiatori e pellegrini, durante il Basso Medioevo la zona era chiamata "coltura Berica" o "coltura de Campedelo" come campagna in funzione della città; all'epoca della Serenissima fu caratterizzata dalla via di trasporto fluviale del Bacchiglione, nel Novecento dalla tranvia che collegava la città con il Basso Vicentino, ora sostituita dalla pista ciclabile della Riviera Berica.

#### Borgo Berga (suburbano)

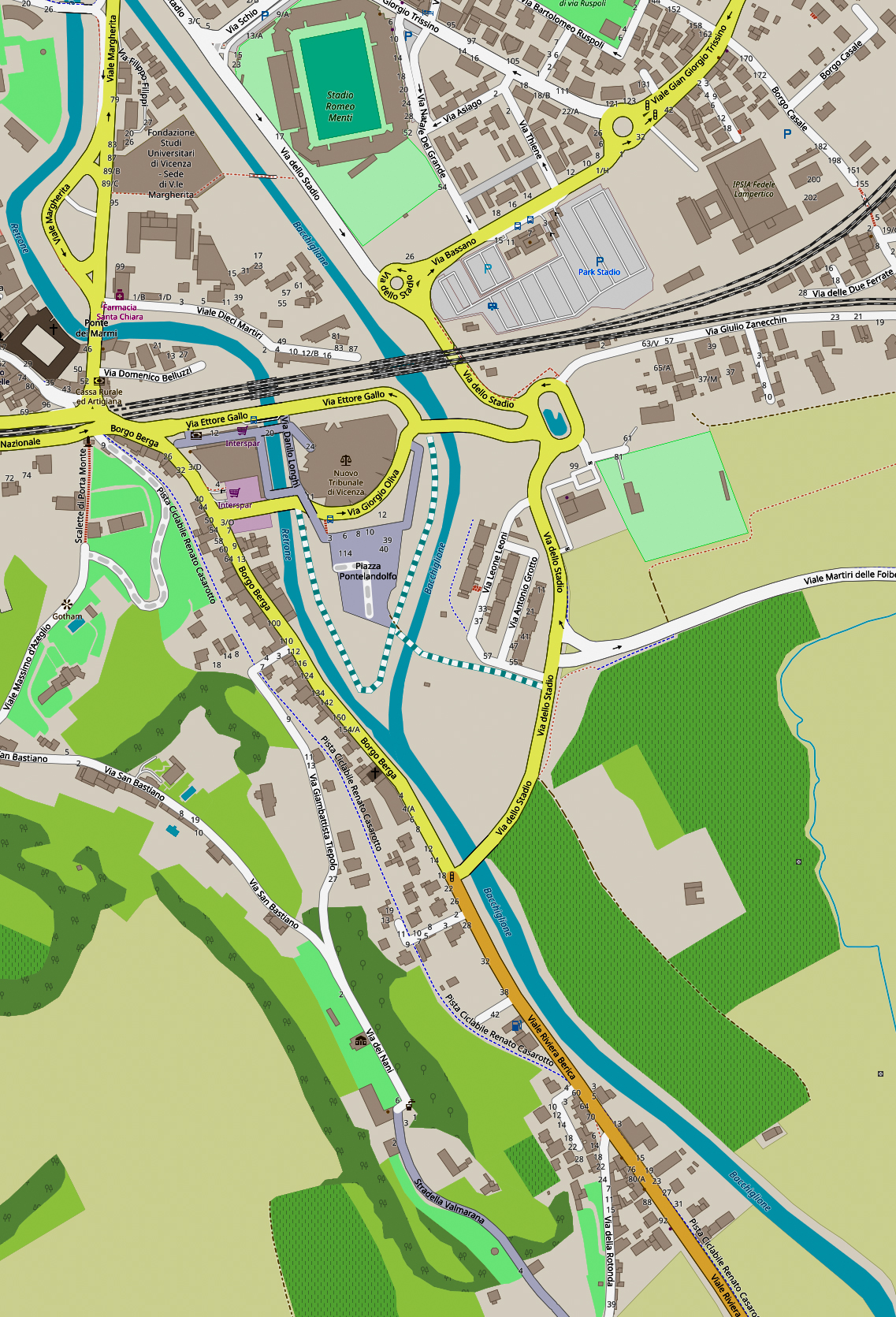
Mappa di Borgo Berga suburbano

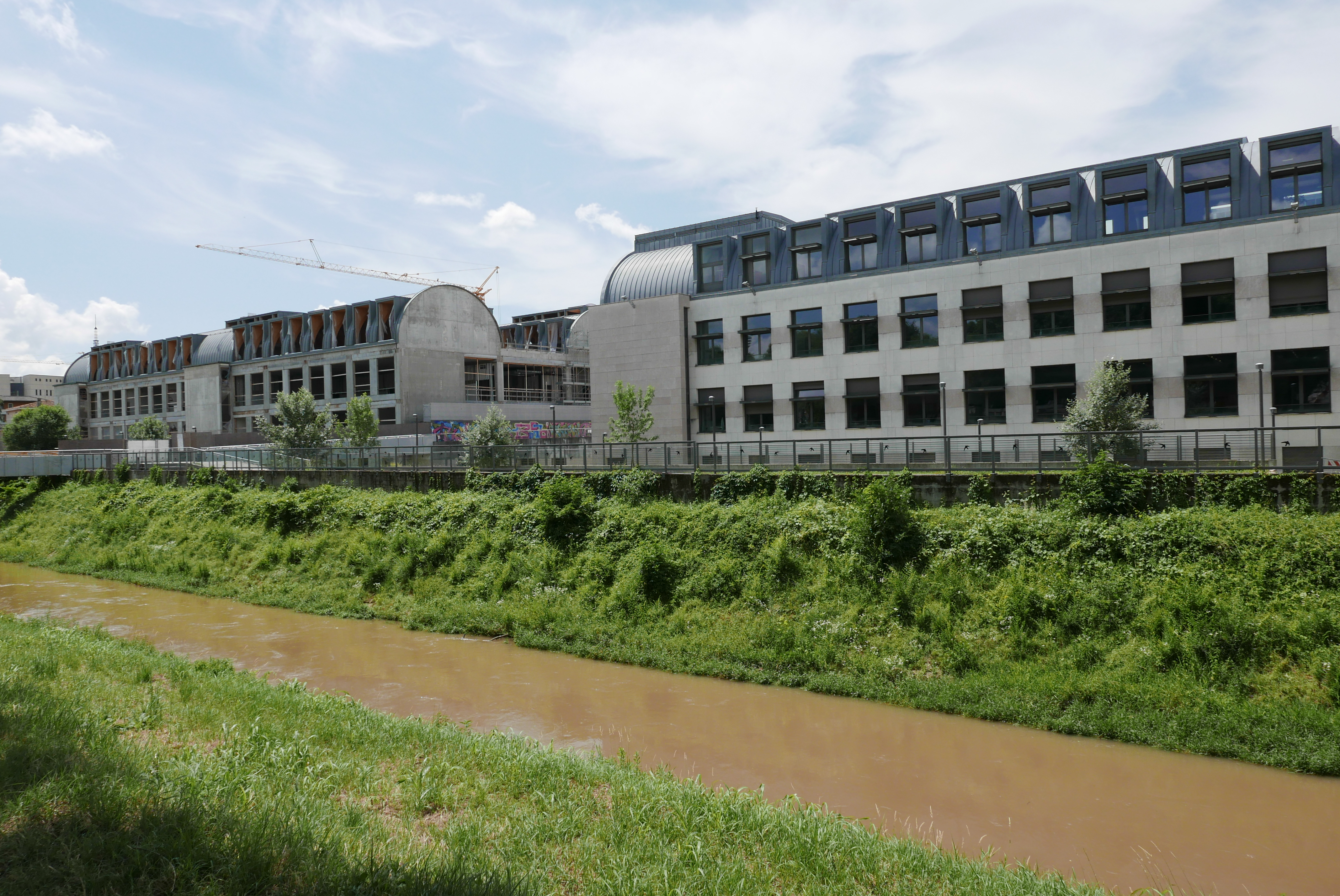
Edifici del Polo Universitario

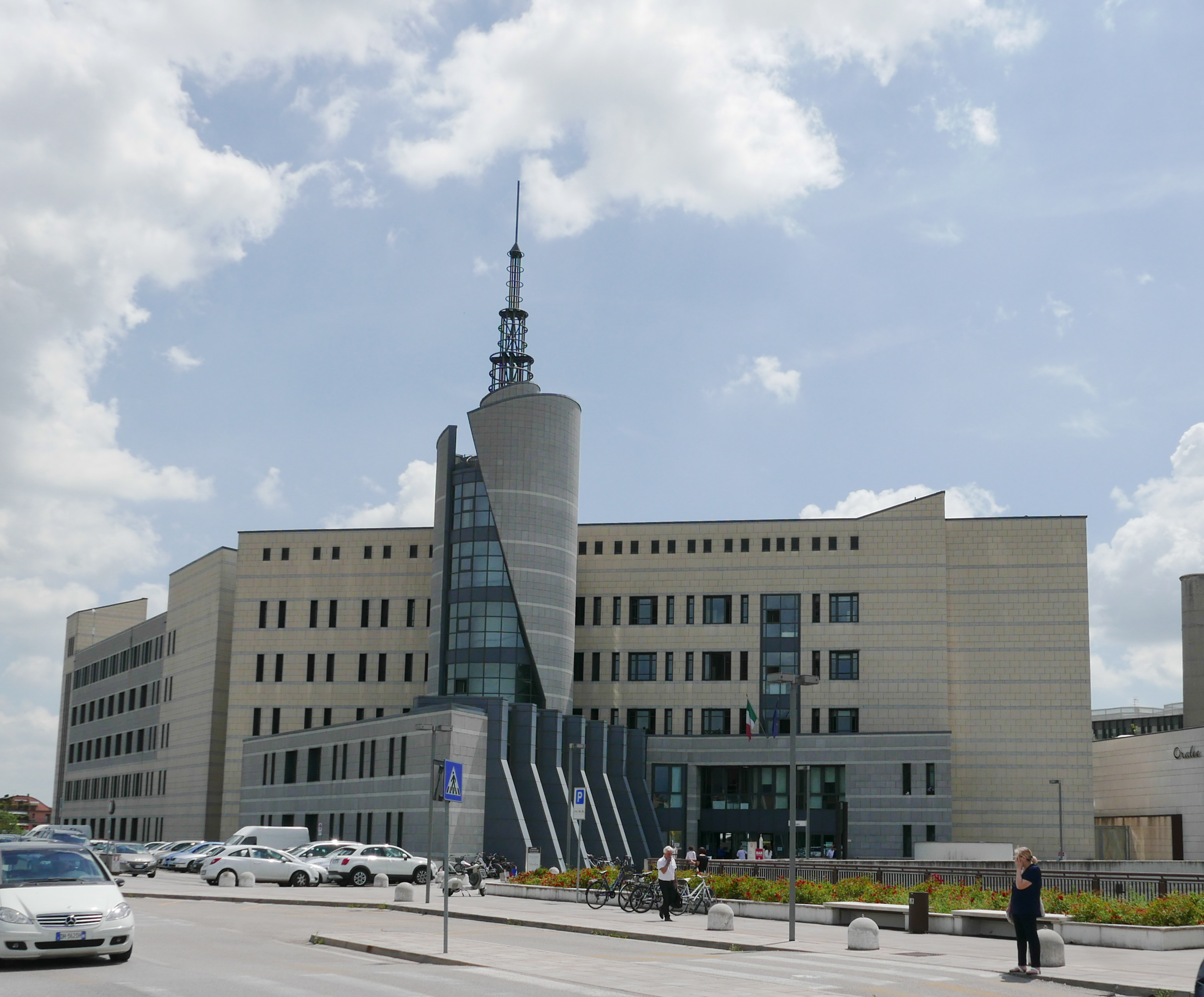
Il Palazzo di Giustizia di Vicenza

Il quartiere è delimitato a est dal fiume Bacchiglione, a ovest da viale Margherita e dalla pista ciclabile della Riviera Berica fino al "Canton del Galo".
Del Borgo suburbano sino alla fine dell'Ottocento facevano parte solo le poche case che vanno da Porta Monte alla chiesa di Santa Caterina in Porto; nel corso degli ultimi 140 anni la configurazione di tutto il territorio è stata completamente stravolta.
Tra il 1870 e il 1880, per ridurre il pericolo delle esondazioni in città, il corso del Bacchiglione fu fatto scorrere in un canale artificiale e la confluenza con il Retrone fu spostata all'inizio della Riviera Berica, di fronte alla chiesa di Santa Caterina in Porto. Nel 1876 furono costruiti un ponte e un tratto del viale Margherita che unì porta Monte a Borgo Padova.
Nell'area compresa tra viale Margherita e il fiume Bacchiglione, denominata "Mezzalira ex CosMa", a partire dal 2009 fu iniziata la costruzione di grandi edifici in cui ha sede il polo universitario di Vicenza delle Università degli Studi di Verona e di Padova.
Nella vasta area compresa tra il Bacchiglione ed il Retrone prima della loro confluenza, in precedenza occupata dal "Cotonificio Rossi", nel 2010 è stata ultimata la costruzione, iniziata nell'estate del 2006, del nuovo Palazzo di Giustizia di Vicenza.
Nel 2012 è stato aperto l'anello viario del Tribunale, concepito per alleggerire il carico di traffico nella zona di Borgo Berga, e costruiti nuovi parcheggi a servizio della zona. Contestualmente al tribunale sono stati realizzati e si stanno realizzando nuovi edifici direzionali, commerciali e residenziali.

#### Campedello

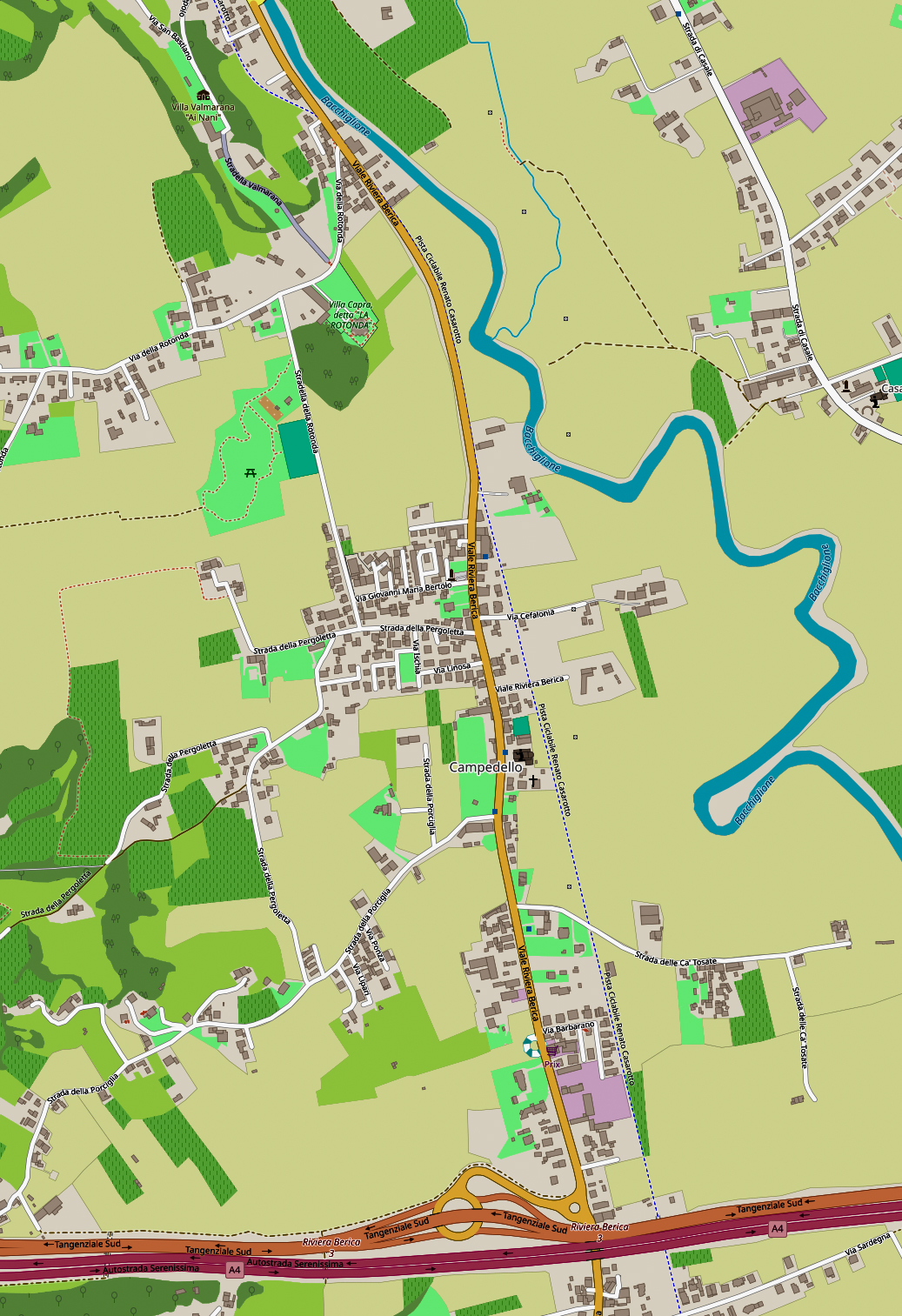
Mappa di Campedello

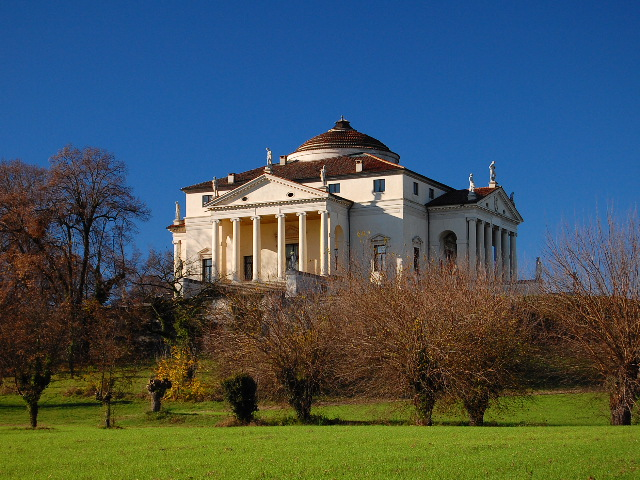
La Rotonda

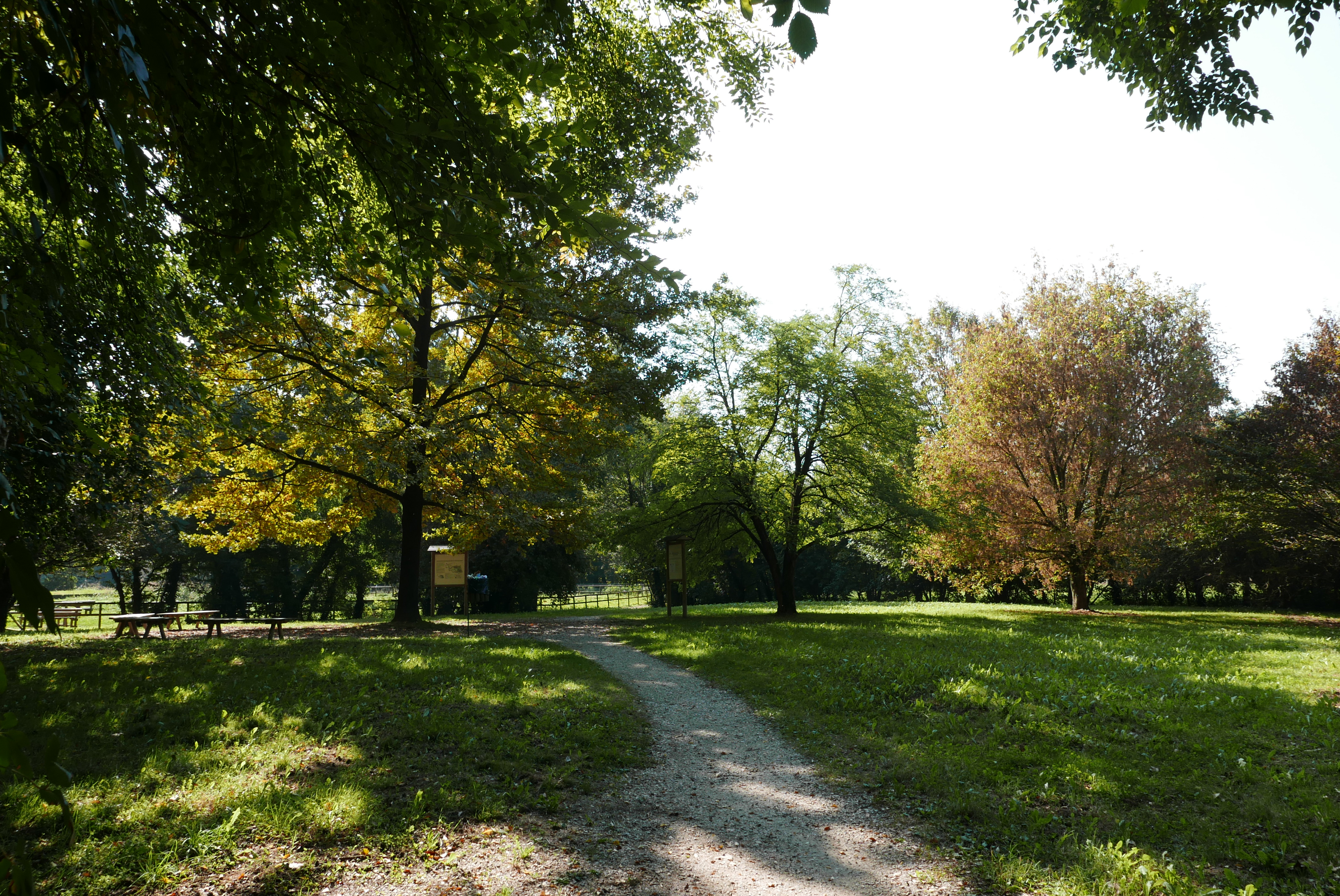
Oasi Valletta del Silenzio

La frazione di Campedello è delimitata a nord da via della Rotonda che partendo dall'"Hosteria al Galo" entra nella Valletta del Silenzio, a est da un tratto del Bacchiglione che la separa dalla frazione di Casale, a sud dal tratto dell'autostrada A4 che la divide dalla frazione di Longara, a ovest dai Colli Berici. La presenza, nella parte più settentrionale, della Villa Almerico Capra detta la Rotonda ha impedito una contiguità di sviluppo dell'abitato con la parte suburbana del vicino Borgo Berga, aiutandolo peraltro a mantenere un'identità.
La Valletta del Silenzio è un'area protetta di grande interesse per il patrimonio naturalistico, caratterizzata dalla presenza di canali, siepi e filari di alberi, colture agricole tipiche della pianura veneta. Un ripido "sentiero natura" porta dalla Valletta al parco di Villa Guiccioli.
Nel dopoguerra la frazione ha avuto un notevole incremento edilizio, e quindi della popolazione residente; in particolare venne costruito in via Bertolo il "Villaggio Giuliano" dove, alla fine del 1955, vennero ad abitare alcune centinaia di esuli giuliani e dalmati che da un decennio erano ospitati in città nel palazzo Cordellina.
L'edificio più importante è, naturalmente, Villa Almerico Capra detta La Rotonda, ammirabile dalla Riviera Berica poco prima di Campedello. Fatta costruire da Paolo Almerico, che la commissionò ad Andrea Palladio nel 1566-1567, è uno dei più celebri edifici dell'epoca moderna, la villa più famosa del Palladio e, probabilmente, di tutte le ville venete. Fa parte dal 1994 dei patrimoni dell'umanità dell'UNESCO.
Oltre ad essa e all'Oasi naturalistica della Valletta del Silenzio, interessanti sono anche la chiesa parrocchiale del Sacro Cuore di Gesù, le ville Pagello Boschetti ora Rodighiero, Todaro De Villata Boschetti ora Dolcetta, e Trissino Arsego ora Dal Lago, detta del Plebescito.

#### Santa Croce Bigolina, Tormeno e Longara

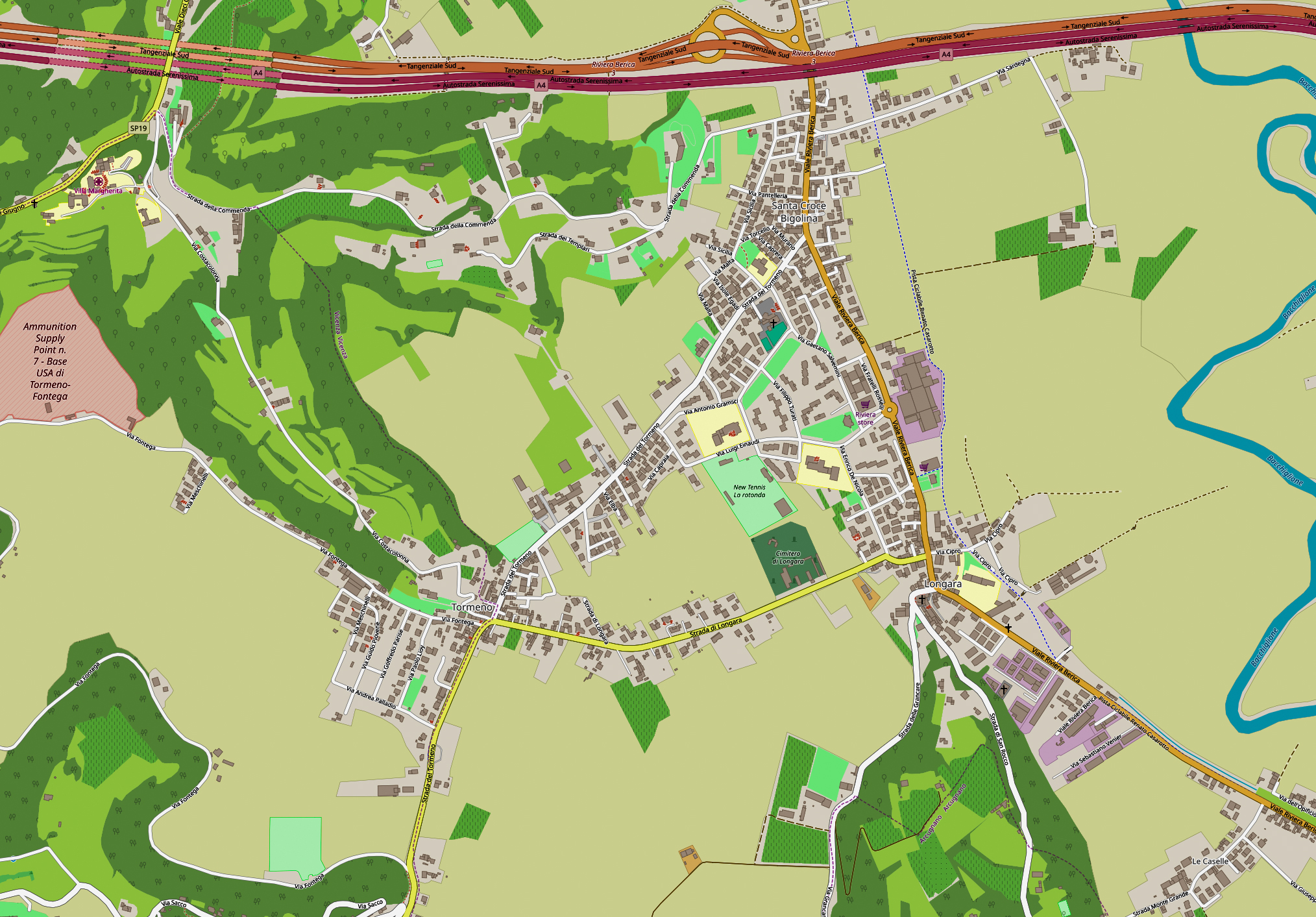
Mappa di Santa Croce Bigolina, Tormeno e Longara

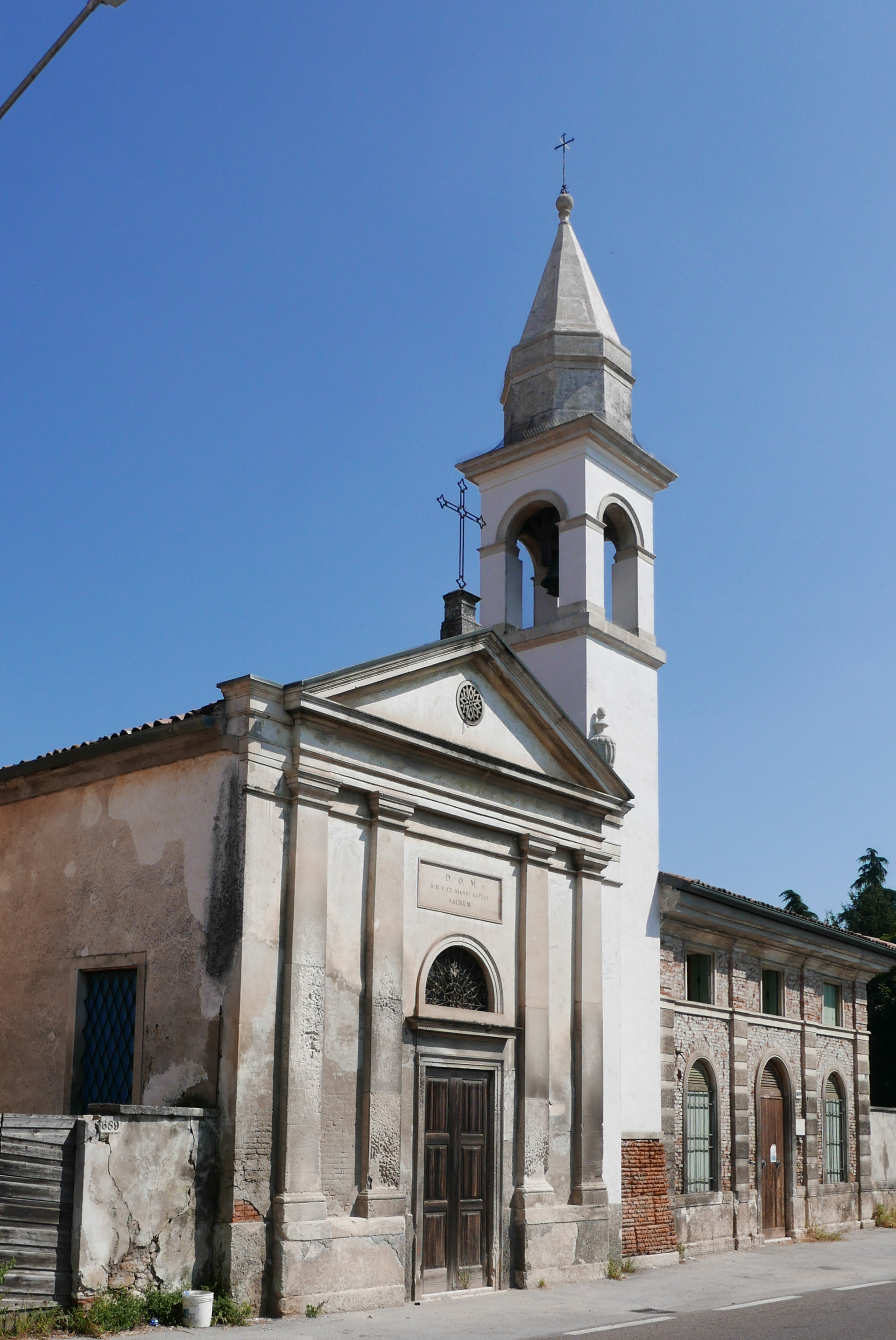
Cappella di villa Squarzi

Le tre frazioni, ormai collegate tra loro dall'intensa urbanizzazione della seconda metà del Novecento, sono posizionate in un'area delimitata a nord dal tratto dell'autostrada A4, a est dal Bacchiglione, a sud dalla frazione di Debba e dalla valle di Fimon, a ovest dai Colli Berici.
A Santa Croce Bigolina la strada della Riviera Berica si biforca e il tratto a destra - la strada del Tormeno - porta all'omonima frazione, divisa tra i comuni di Vicenza e di Arcugnano, per poi proseguire verso il lago di Fimon. Il nome "Tormeno" sulla base di antichi manoscritti sembra indicare il "termine", cioè il confine tra il territorio di Vicenza e quello di Arcugnano.
Santa Croce Bigolina è la frazione con il maggior numero di abitazioni popolari, buona parte delle quali costruite negli anni sessanta e settanta come villaggio PEEP.
Nel XIII secolo a Longara si erano insediati i cavalieri Templari che qui edificarono un oratorio - dedicato a San Giovanni Battista - detto "alla Commenda", da cui il nome della strada secondaria che risale il colle fino a Villa Margherita sulla dorsale dei Berici.
Vicino alla chiesa parrocchiale, di origine medievale, si stacca dalla Riviera un'altra strada che sale a San Rocco di Villabalzana. Di fronte a questo bivio la villa di campagna della famiglia Squarzi, uno dei primi esempi di architettura scamozziana, ampliata nel Settecento da Carlo Borella; nel Novecento l'edificio fu adibito ad asilo nido e scuola per l'infanzia.
Luoghi interessanti sono la chiesa parrocchiale di Longara dedicata ai Santi Filippo e Giacomo, la villa Squarzi Fogazzaro, con l'annesso oratorio affacciato sulla Riviera Berica, e la villa Povegliani Capra.

#### Debba

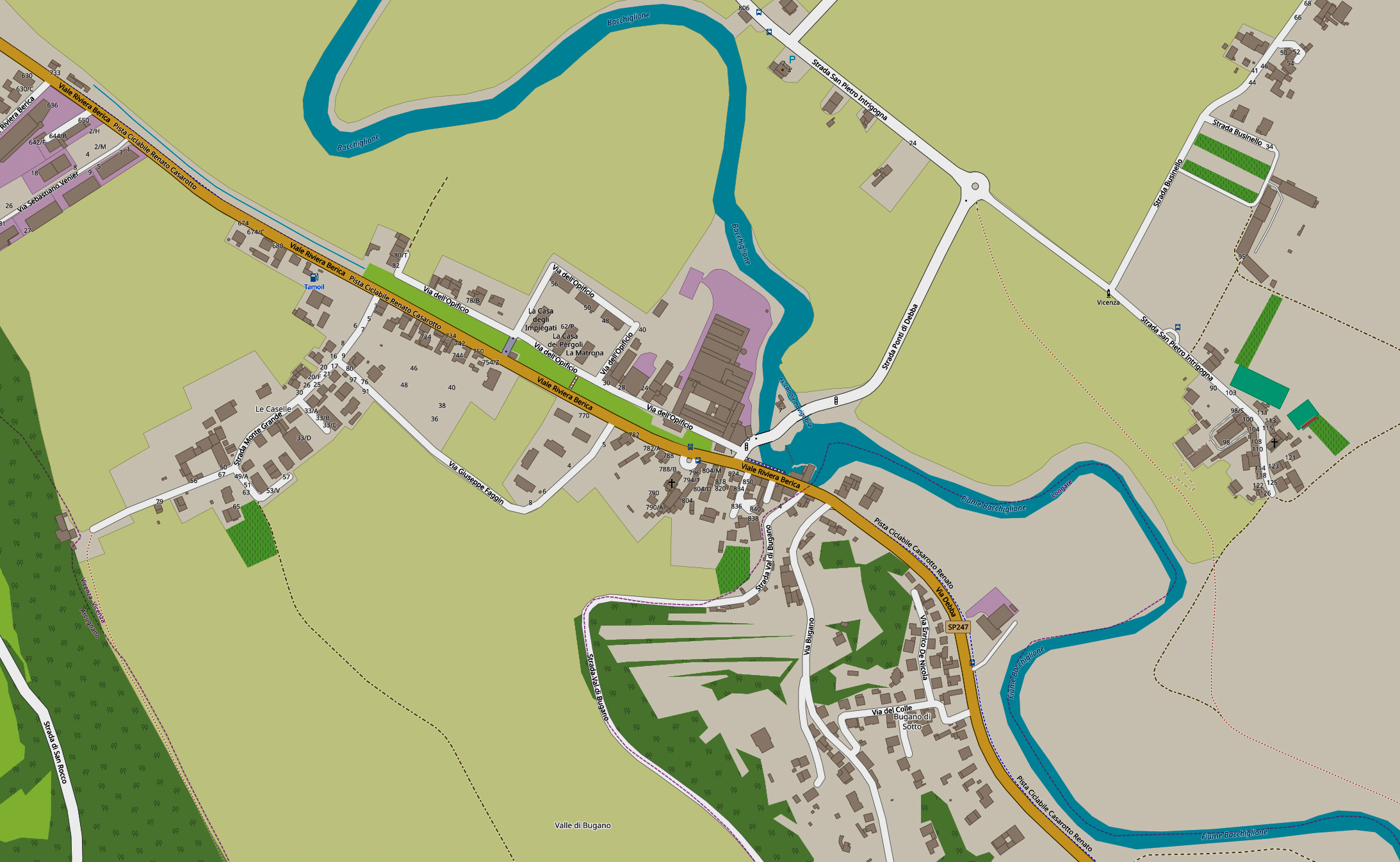
Mappa di Debba e di San Pietro Intrigogna

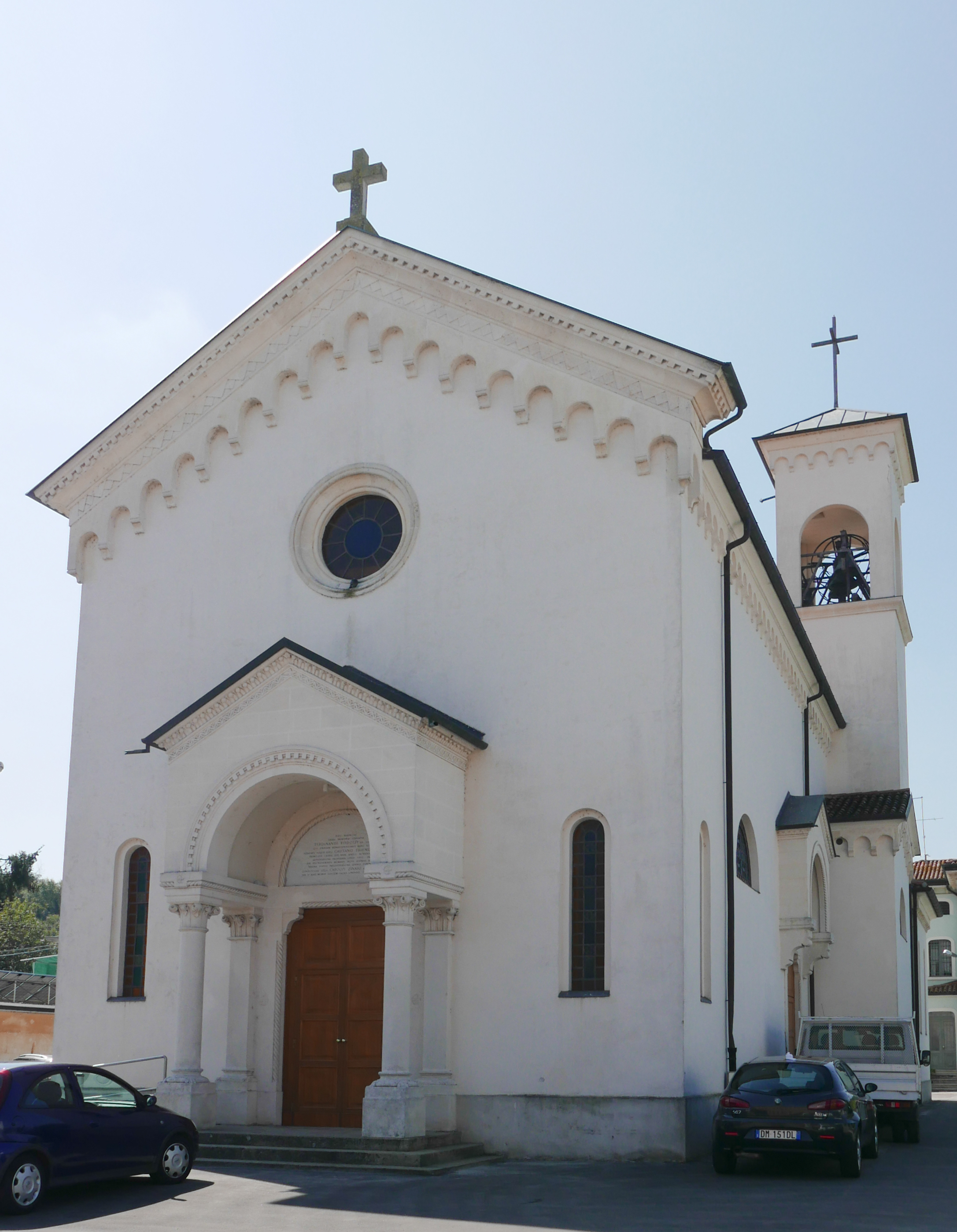
Chiesa di S. Gaetano

La parte storicamente più importante del territorio di Debba (l'opificio, le case operaie, la chiesa parrocchiale) appartiene al Comune di Vicenza; sulla curva della strada provinciale, subito dopo la chiesa parrocchiale, l'abitato continua con quello di Bugano, amministrato dal Comune di Longare.
A ovest il territorio della frazione Debba è delimitato dal tratto dei Colli Berici, a est dal Bacchiglione che lo separa da San Pietro Intrigogna, a nord da Longara, queste ultime due località anch'esse frazioni del Comune di Vicenza.
Stretto tra colline e fiume, il paese non ha avuto grandi possibilità di sviluppo edilizio, situazione aggravata dall'essere un po' paese "di frontiera" tra due comuni e quindi parzialmente trascurato dal punto di vista amministrativo.
La frazione è nota anche per i "ponti di Debba" che attraversano il Bacchiglione e che collegano l'omonima strada statale con San Pietro Intrigogna e con lo svincolo di autostrada e tangenziale di Vicenza Est.
Edifici e luoghi interessanti sono la chiesa parrocchiale di San Gaetano, l'ex Cotonificio Rossi, i ponti e la "conca" che consentivano alle imbarcazioni di superare il dislivello presente nell'alveo del fiume Bacchiglione.

### A est della città e lungo la strada per Padova

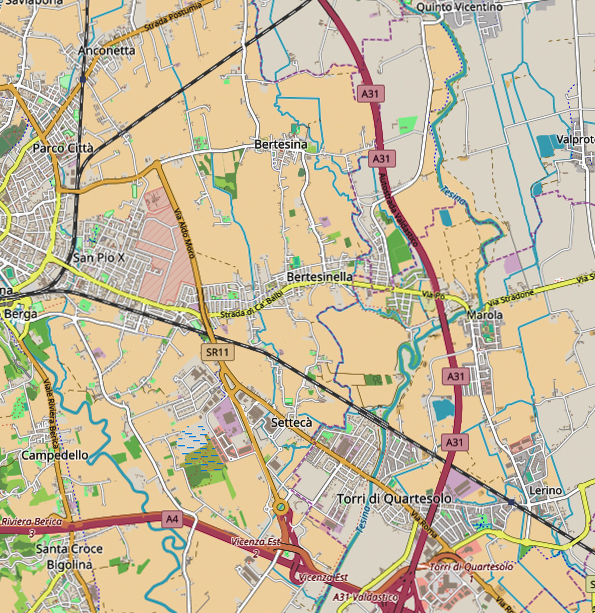
Mappa zona est

Si tratta di un insieme di quartieri e di frazioni posti sulle antiche strade che, nel Basso Medioevo, uscivano dalle porte delle mura scaligere orientali: la Porta di Camarzo, posta vicino al monastero di San Pietro e che immetteva in Borgo Casale (suburbano), quella di Camisano o delle Torricelle o di Padova, che volgeva in direzione di Padova e la porta delle Roblandine, alla fine dell'attuale contrà San Domenico.
Sono quindi:
- Borgo Porta Padova e Borgo Casale (suburbani)
- Quartiere Sant'Andrea
- Quartiere San Pio X
- Stanga
- Settecà, Ca' Impenta e Villaggio della Pace
- Casale e San Pietro Intrigogna
- Bertesina
- Bertesinella

Sotto l'aspetto amministrativo, a parte i due suburbani Borgo Padova e Borgo Casale, fanno parte della Circoscrizione 3.

#### Borgo Porta Padova e Borgo Casale (suburbani), Quartiere Sant'Andrea

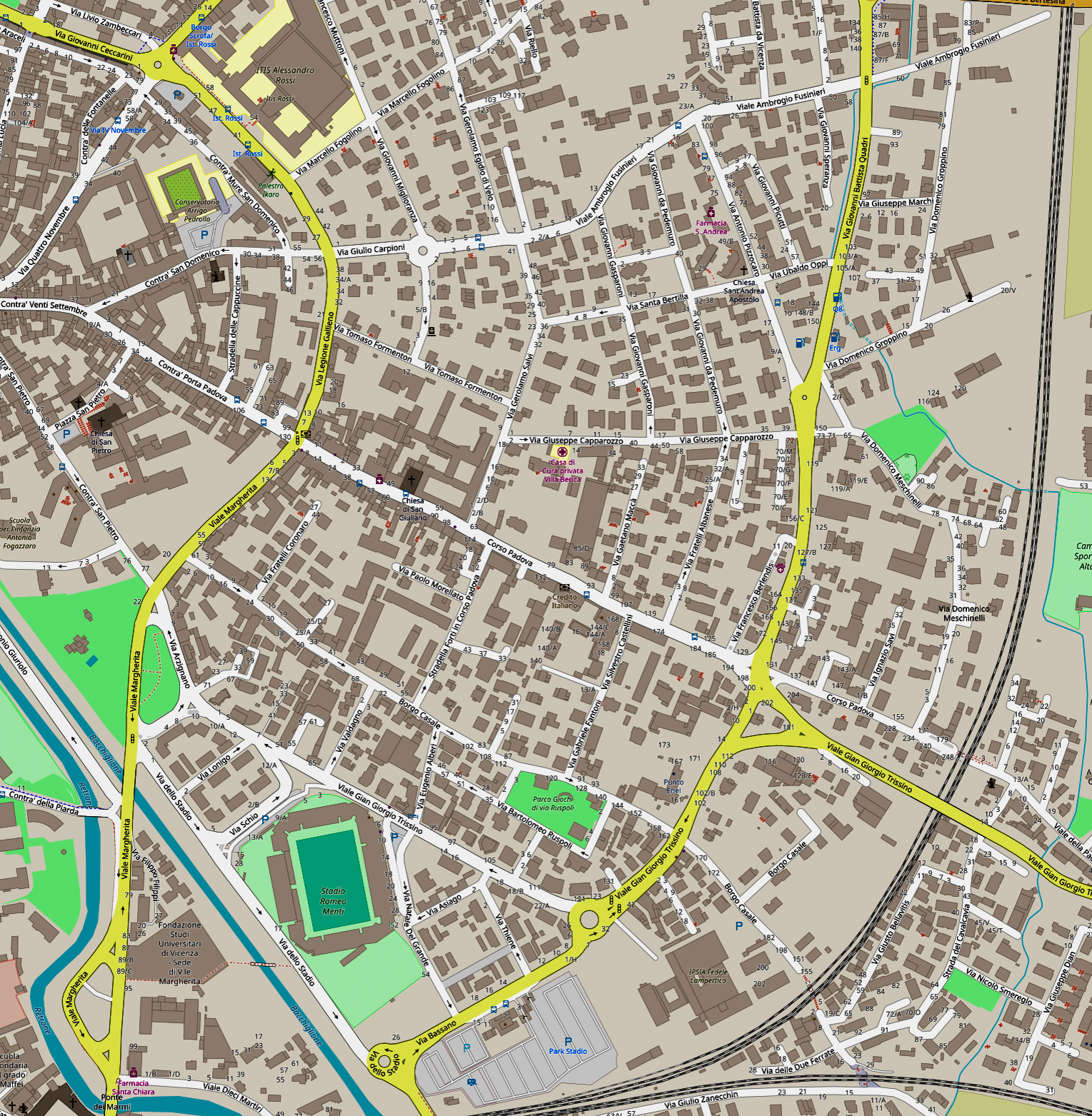
Mappa di Borgo Padova, Borgo Casale e Sant'Andrea

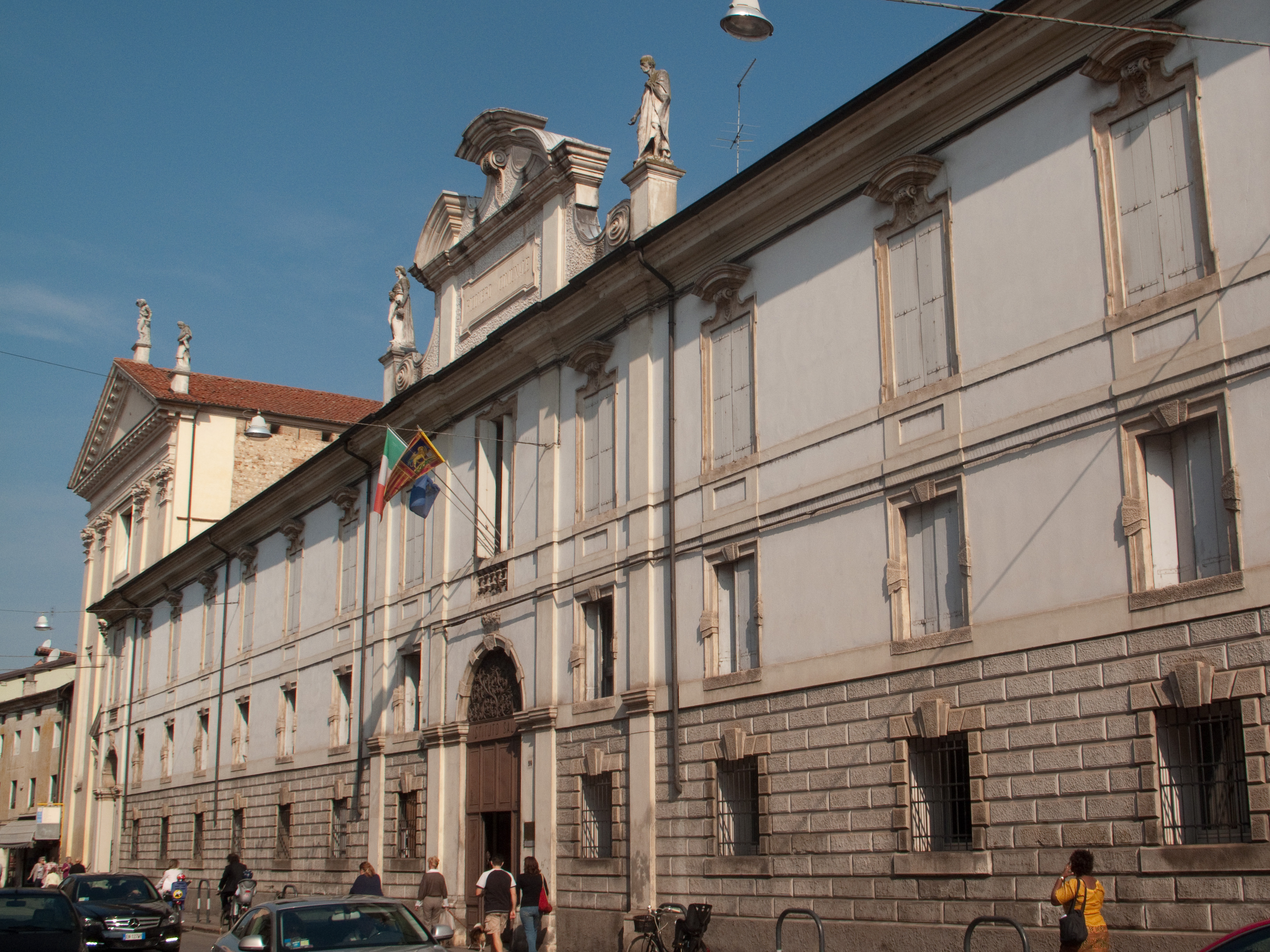
Istituto Salvi in corso Padova

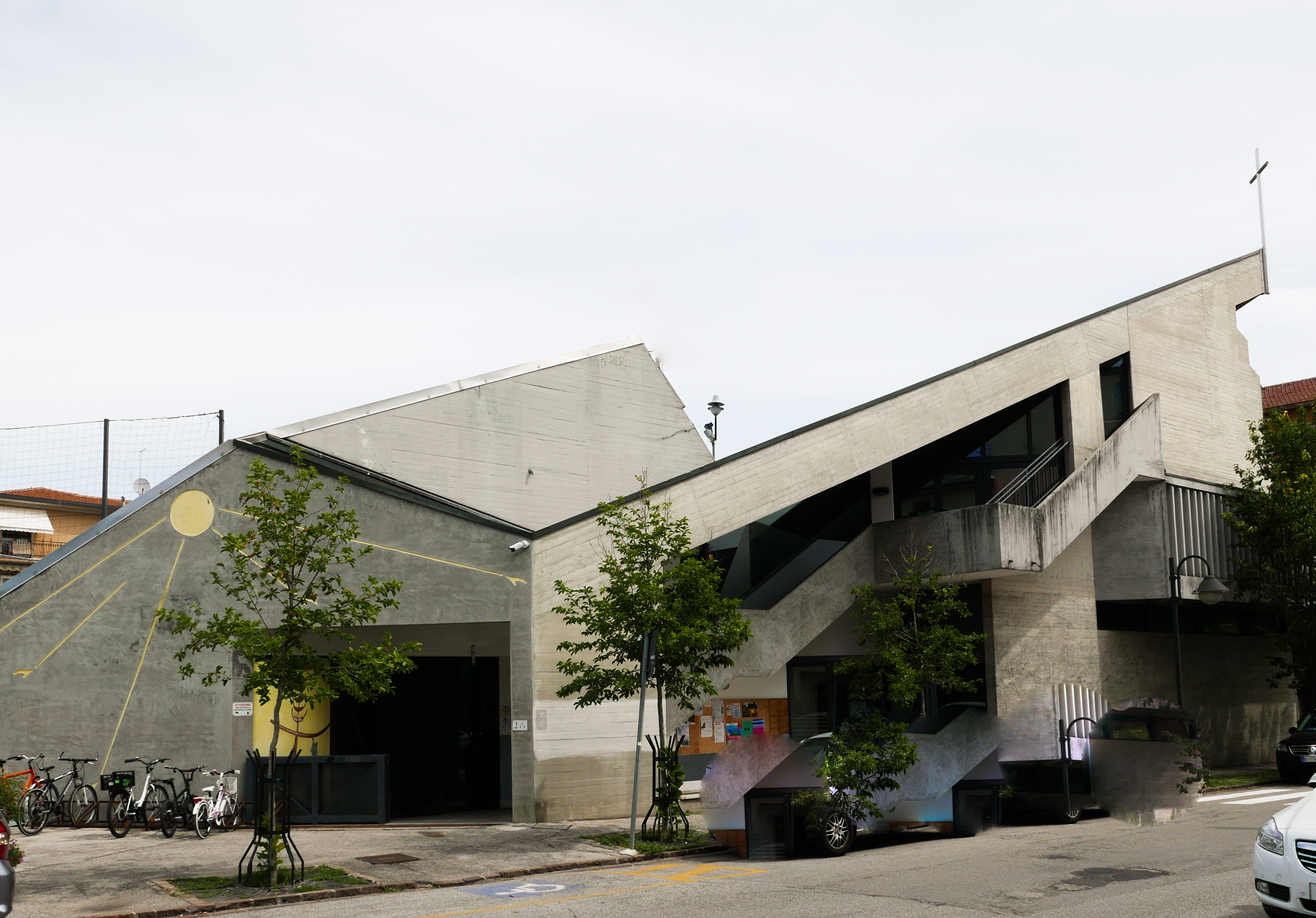
Chiesa parrocchiale di Sant'Andrea

L'insieme è delimitato a ovest dalla circonvallazione interna (via Legione Gallieno e viale Margherita) che segue il tracciato delle mura scaligere orientali, oltre che dal tratto del Bacchiglione creato nella seconda metà dell'Ottocento, a sud e ad est dalla ferrovia Vicenza-Treviso che corre parallela alla circonvallazione esterna di viale Gian Giorgio Trissino e viale Quadri, a nord dalle vie Giulio Carpioni, Francesco Maffei e Ambrogio Fusinieri.
Si tratta di una zona composta sostanzialmente da edifici derivanti dalla ristrutturazione dei borghi suburbani o, per la maggior parte, creati ex novo nel Novecento.
Luoghi interessanti sono, affacciati su corso Padova, la chiesa di San Giuliano e l'Istituto Salvi per persone anziane. Poco più a est si trova la Casa di Cura Villa Berica.
Nella parte di Borgo Casale si trovano lo stadio comunale di calcio Romeo Menti e l'IPSIA Fedele Lampertico.
Quanto al Quartiere di Sant'Andrea, nel 1959 l’Amministrazione Comunale di Vicenza adottò il Piano Regolatore, in cui era previsto anche lo sviluppo residenziale dell'area a campagna compresa tra via Fusinieri, la linea ferroviaria Vicenza – Treviso, via Capparozzo e via Salvi, zona che apparteneva, come giurisdizione religiosa, alla parrocchia di San Pietro.
Dapprima sorsero costruzioni di limitata entità, poi la forte richiesta abitativa privilegiò prevalentemente la tipologia condominiale. Favorì l'aggregazione dal punto di vista sociale la costituzione nel 1971 di una rettoria intitolata, per evidenziare il legame con la parrocchia madre, a Sant'Andrea apostolo, il fratello di Pietro; l'anno seguente la rettoria divenne parrocchia autonoma e il giorno di Pasqua 1981 fu inaugurata la nuova chiesa, il cui stile moderno si rifà alle linee del rinnovamento liturgico espresse dal Concilio Vaticano II.

#### Quartiere San Pio X

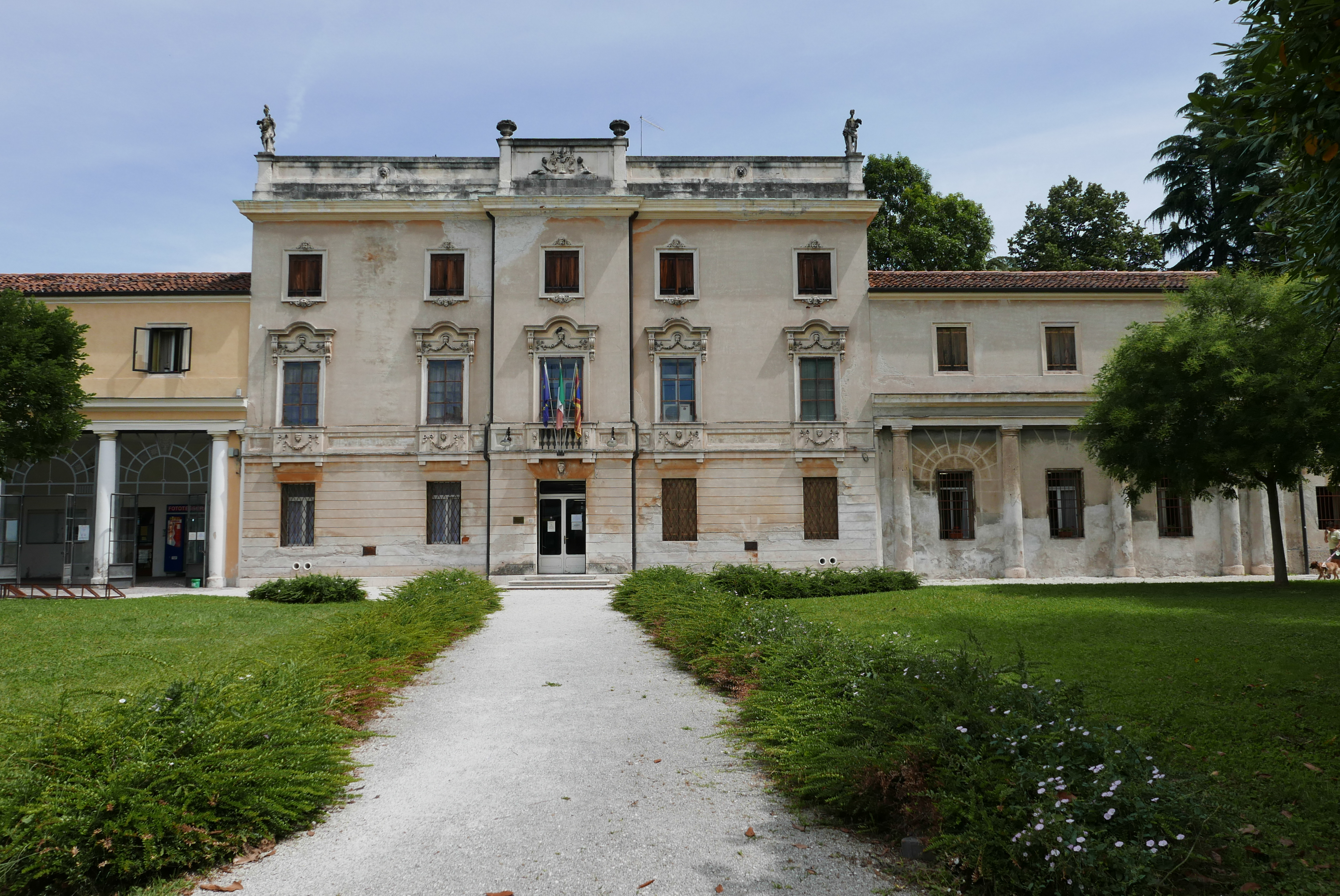
Villa Tacchi a San Pio X

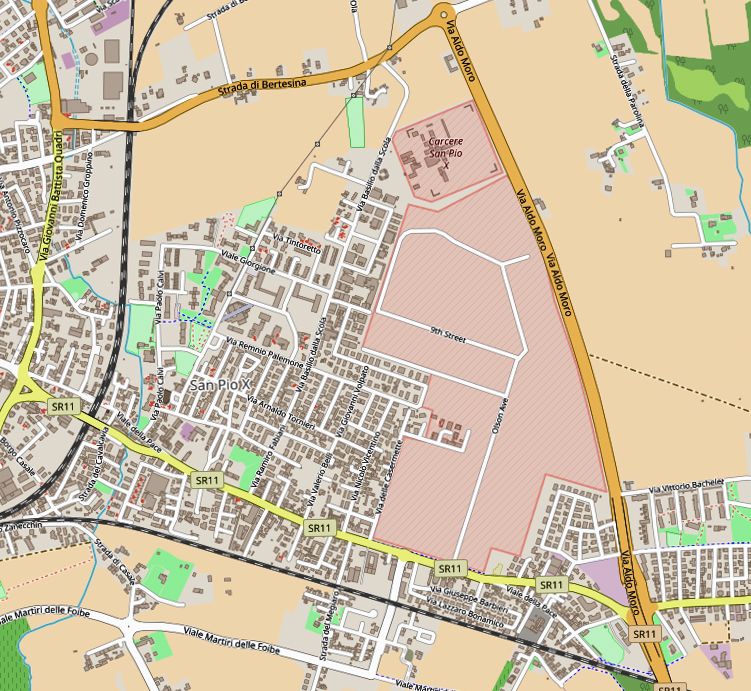
Quartiere di San Pio X

Quartiere sorto tra gli anni cinquanta e settanta con la creazione di un apposito PEEP, si trova nella parte est della città delimitato da viale della Pace, strada Bertesina e dalla caserma Ederle.
La zona è approvvigionata di servizi quali scuole di ogni ordine e grado, piscina scoperta, sede della circoscrizione 3, biblioteca di zona (notevole è anche la presenza di americani, vista la vicinanza con la caserma Ederle).
Interessanti sono la Villa London Tacchi, la chiesa parrocchiale dedicata a San Pio X e l'oratorio di San Giuseppe. Il quartiere ospita anche numerosi parchi giochi, un campo sportivo per il gioco del calcio, tre palestre atte al gioco della pallavolo e del basket, e il parco secolare di Villa Tacchi al cui interno è ospitata la biblioteca di zona.
A metà degli anni cinquanta fu costruita anche la Caserma Ederle, dotata di un'ampia recinzione che delimitò il quartiere. Al di là del cavalcaferrovia in zona Settecà, qualche anno più tardi fu costruito il Villaggio della Pace per militari e residenti americani.

#### Quartiere La Stanga o Madonna della pace

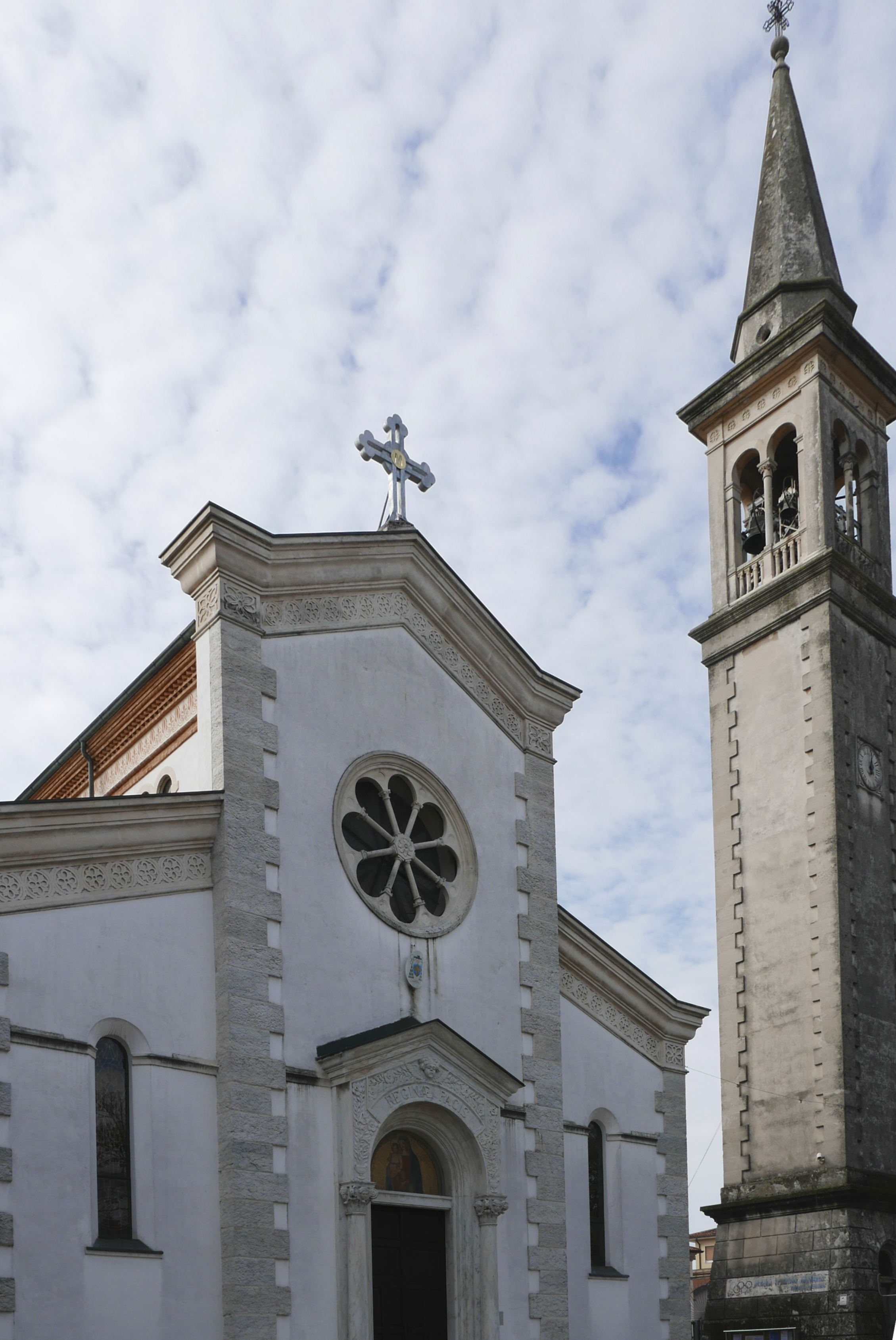
Madonna della Pace

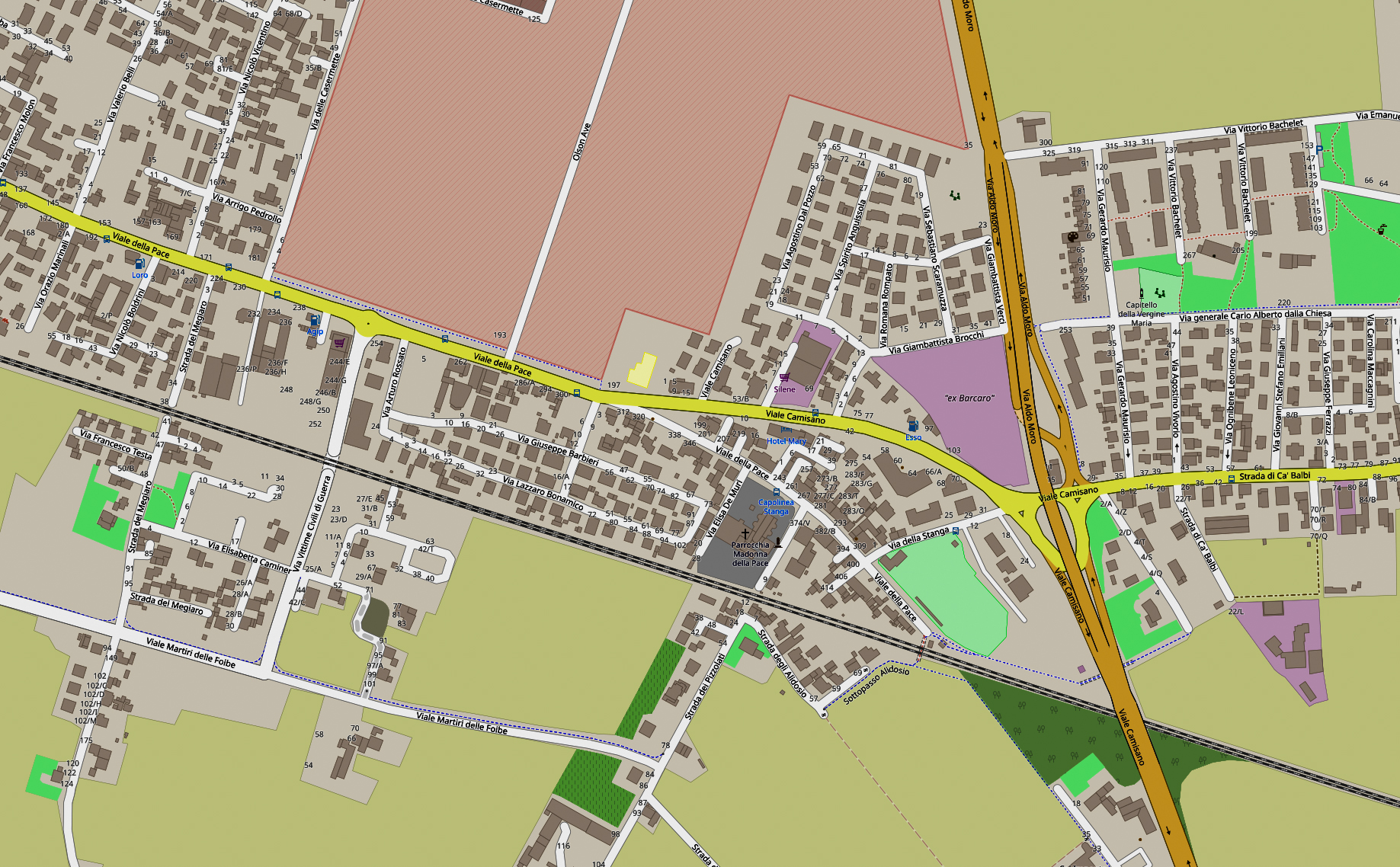
Mappa della Stanga e Madonna della Pace

Il nome dell'ottocentesca contrada della Stanga ricorda la vecchia sbarra che a quel tempo bloccava il transito della strada proveniente da Padova per riscuotere il dazio o, comunque, indicava il limite della località.
Il quartiere si trova all'uscita della città verso est, subito dopo quello di San Pio X, con il quale i confini civili ed ecclesiastici sono piuttosto incerti; a est è delimitato dalla circonvallazione esterna di via Aldo Moro e a sud dalla ferrovia Vicenza-Padova.
La chiesa parrocchiale di Santa Maria Regina della Pace riveste un particolare valore civile e religioso, essendo stata voluta e realizzata alla fine della prima guerra mondiale come tempio votivo, dedicato alla Madonna Regina della Pace. È luogo di culto per una comunità di circa 10.000 abitanti, comprendente anche la comunità degli americani cattolici residenti in caserma o nel vicino Villaggio della Pace.
Al di là del viale della Pace si trova la Caserma Ederle. Già base dell'Esercito Italiano, nel 1955 ospitò le prime truppe americane che lasciavano l'Austria. Viene utilizzata dall'Esercito degli Stati Uniti come base dell'United States Army Africa e guarnigione di diverse unità operanti in Europa.

#### Bertesina

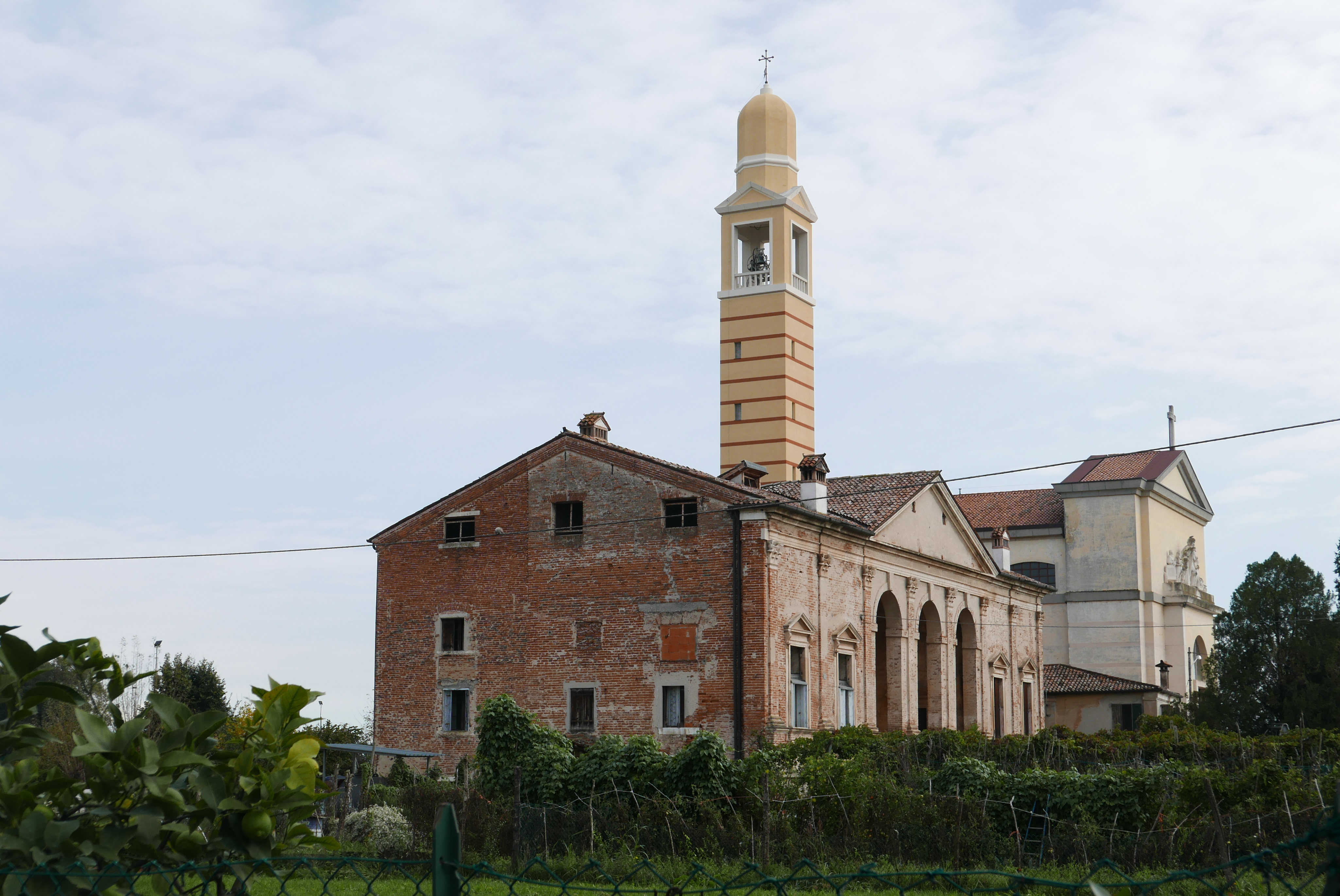
Villa Gazzotti e chiesa parrocchiale di Bertesina

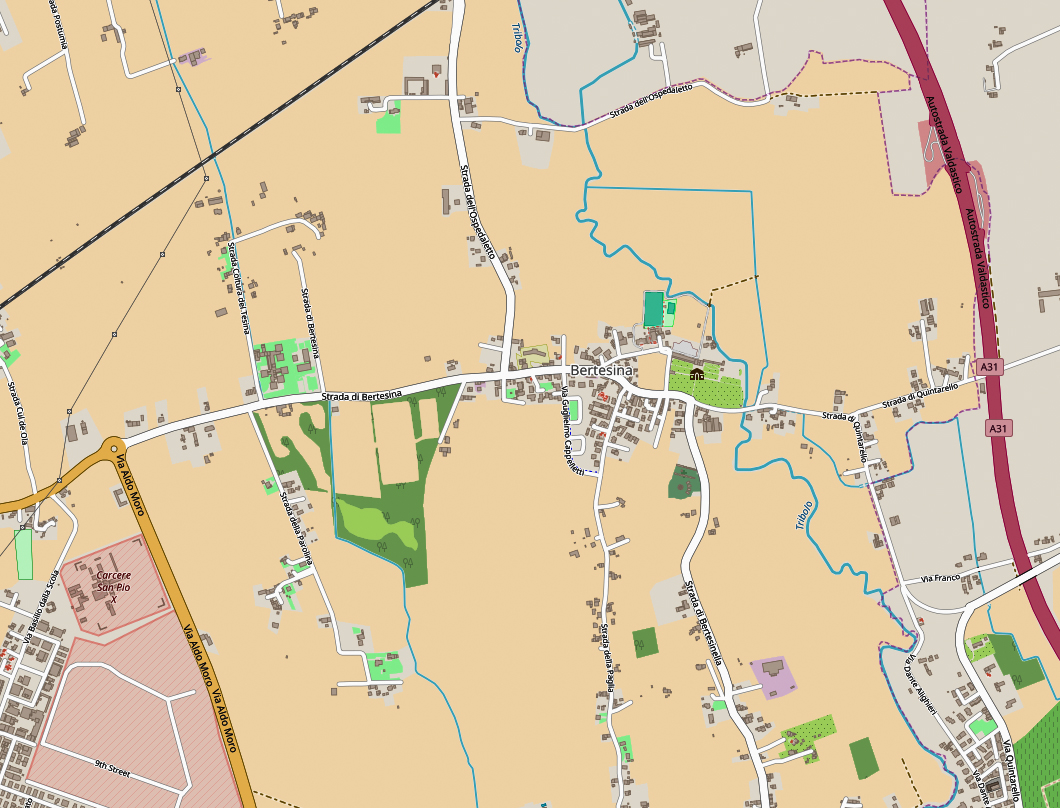
Bertesina

Bertesina mantiene il suo aspetto di zona rurale, caratterizzata da abitazioni di altezza non elevata e abbondante presenza di terreni agricoli che ne fanno una delle zone a più bassa densità di popolazione del Comune di Vicenza.
Prima di essere un quartiere era una frazione di Vicenza con una sua Casa del Comune. Grandi proprietà terriere, di famiglie il cui nome è ancora legato alle ville antiche caratterizzano questo piccolo quartiere: famosa è Villa Gazzotti, sicuramente opera del 1543 di Andrea Palladio; notevole anche la Villa Ghislanzoni del Barco Curti del secolo XVI, ripresa e rinnovata nel 1764.
L'abitato si sviluppa in longitudine lungo l'omonima strada di Bertesina, tra la circonvallazione di via Aldo Moro e i confini con il comune di Quinto Vicentino, è delimitato a nord dalla ferrovia Vicenza - Treviso che lo separa dalla frazione di Ospedaletto e a sud dall'abitato di Bertesinella. La zona è percorsa da nord a sud dal fiume Tesina.

#### Bertesinella e Cà Balbi

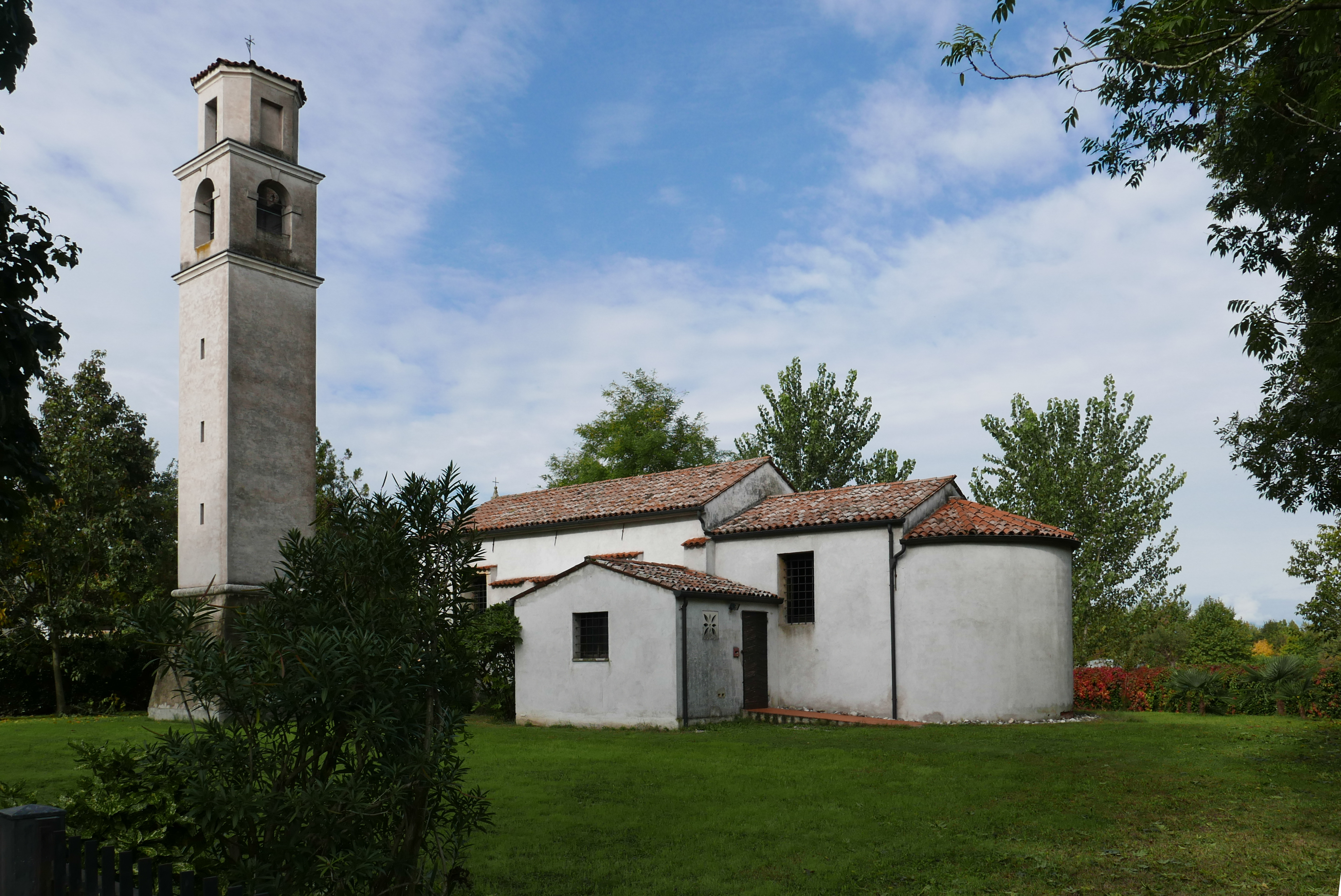
Chiesa di San Benedetto a Bertesinella

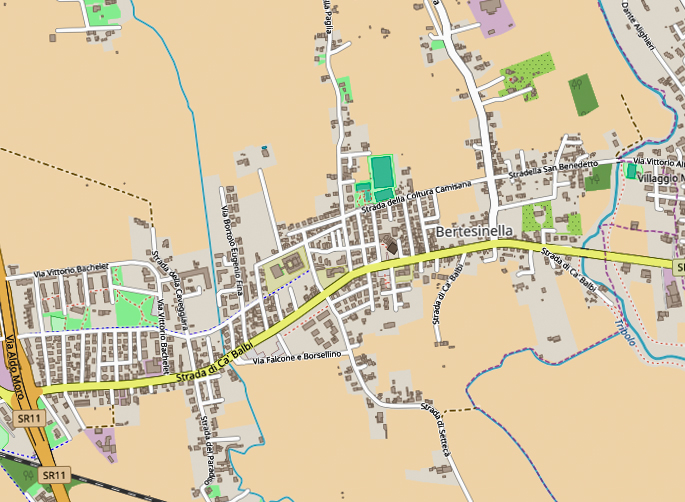
Bertesinella e Cà Balbi

Negli ultimi decenni l'abitato si è molto sviluppato, principalmente lungo strada Ca' Balbi, confinando con la frazione di Bertesina a nord, il quartiere della Stanga a ovest, la frazione Setteca' e il comune di Torri di Quartesolo a sud e il comune di Quinto Vicentino a est.
Il nucleo più antico si trovava nell'area cui oggi si accede da stradella San Benedetto, dove esisteva un insediamento con la chiesetta dedicata a questo santo e il monastero benedettino, dipendente dall'abbazia dei santi Felice e Fortunato che durante il Medioevo era proprietaria di buona parte dei terreni della zona, dove aveva bonificato e aveva sviluppato le coltivazioni agricole.
In età contemporanea Bertesinella, prima di essere un quartiere, era una frazione di Vicenza, facente capo a Bertesina dal punto di vista civico e religioso.
Fino agli anni cinquanta del Novecento la strada si svolgeva tutta in aperta campagna con poche case sparse qua e là, più frequenti verso la fine, dove costituiscono il piccolo centro di Bertesinella. Il nome stesso della strada della Paglia - la via che da Bertesina arriva al centro del quartiere - in quegli anni ricordava i "casoni", dalle pareti fatte di canne palustri cementate e rivestite di argilla e coperte di paglia, che costituivano le misere dimore dei contadini.

#### Ca' Impenta, Setteca', Villaggio della Pace

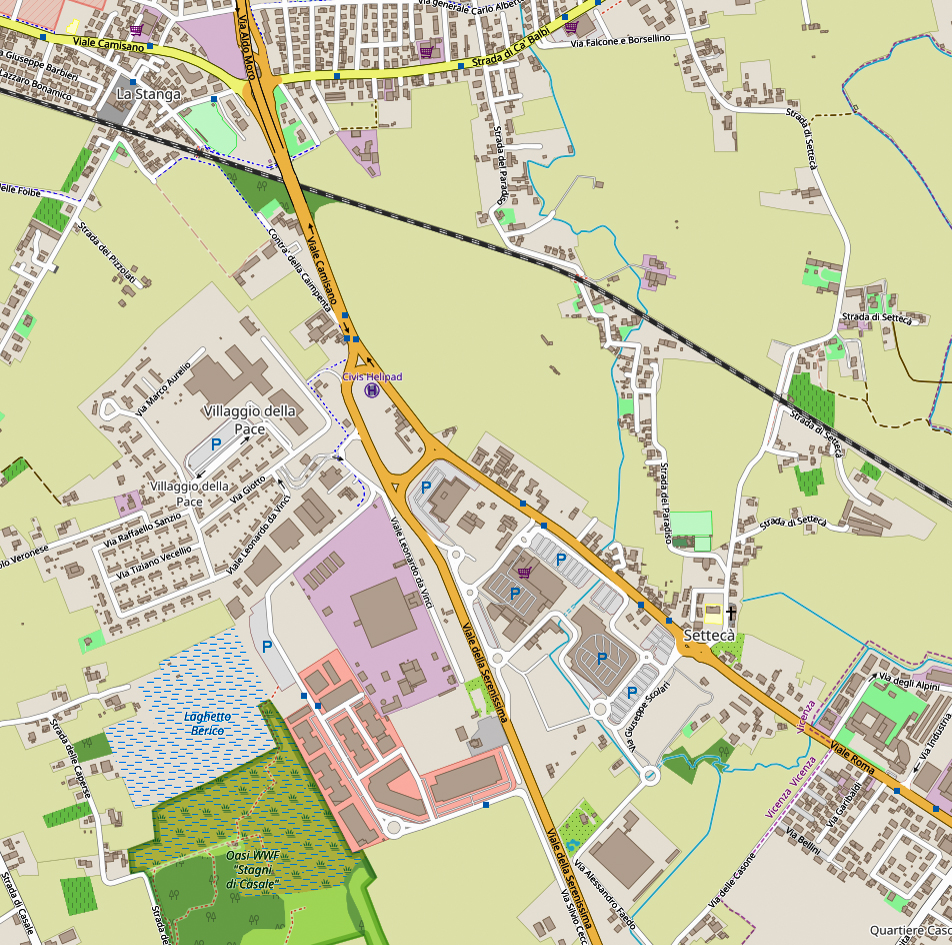
Ca' Impenta, Settecà, Villaggio della Pace

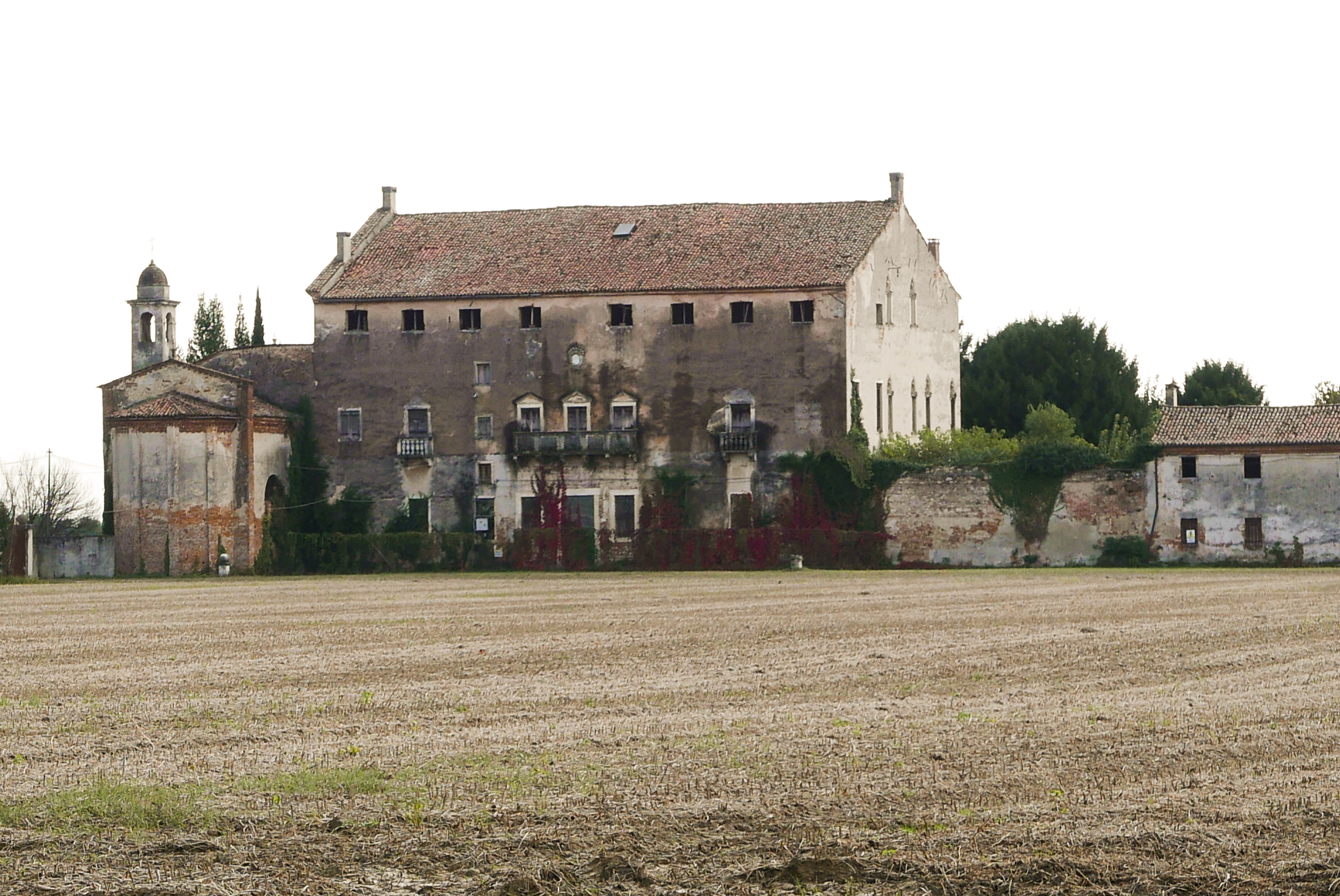
Ca' Impenta, villa e oratorio

La zona è delimitata dalla ferrovia Milano-Venezia a nord, dalle strade dei Pizzolati e di Casale a ovest, dall'Oasi naturalistica degli stagni di Casale a sud e dal Comune di Torri di Quartesolo a est. Si tratta di una zona fino a pochi decenni fa di aperta campagna, ora composta da un insieme di realtà molto eterogenee.
"Ca' Impenta" è la Villa Trissino Muttoni, della seconda metà del Quattrocento; l'appellativo, che significa “casa dipinta“, un tempo veniva attribuito anche a tutta la vasta zona di campagna circostante e deriva dagli affreschi che decoravano la facciata della villa, ora scomparsi. Durante l'insurrezione di Vicenza del 1848, qui aveva sede il quartiere generale austriaco e nella notte dell'11 giugno fu firmata la resa della città tra il generale De Hess e il colonnello Albèri, plenipotenziario del generale Durando. Con decreto ministeriale del 1969 la villa è stata sottoposta a vincolo storico artistico architettonico.
Il nome di "Setteca'" deriva dal piccolo numero di case che, ancora nel Medioevo, esistevano in questa zona di campagna. Negli ultimi decenni del Novecento, al di là della Padana Superiore si è sviluppata una grande attività commerciale e produttiva. Data la vicinanza con il casello autostradale della autostrada A4, nel sentire comune il nome di Setteca' è quasi dimenticato e sostituito da quello di "Vicenza Est".
Il "Villaggio della Pace" è un complesso di alloggi per i militari americani della Setaf di stanza a Vicenza nella Caserma Ederle, inaugurato nel 1959.

#### Casale e San Pietro Intrigogna

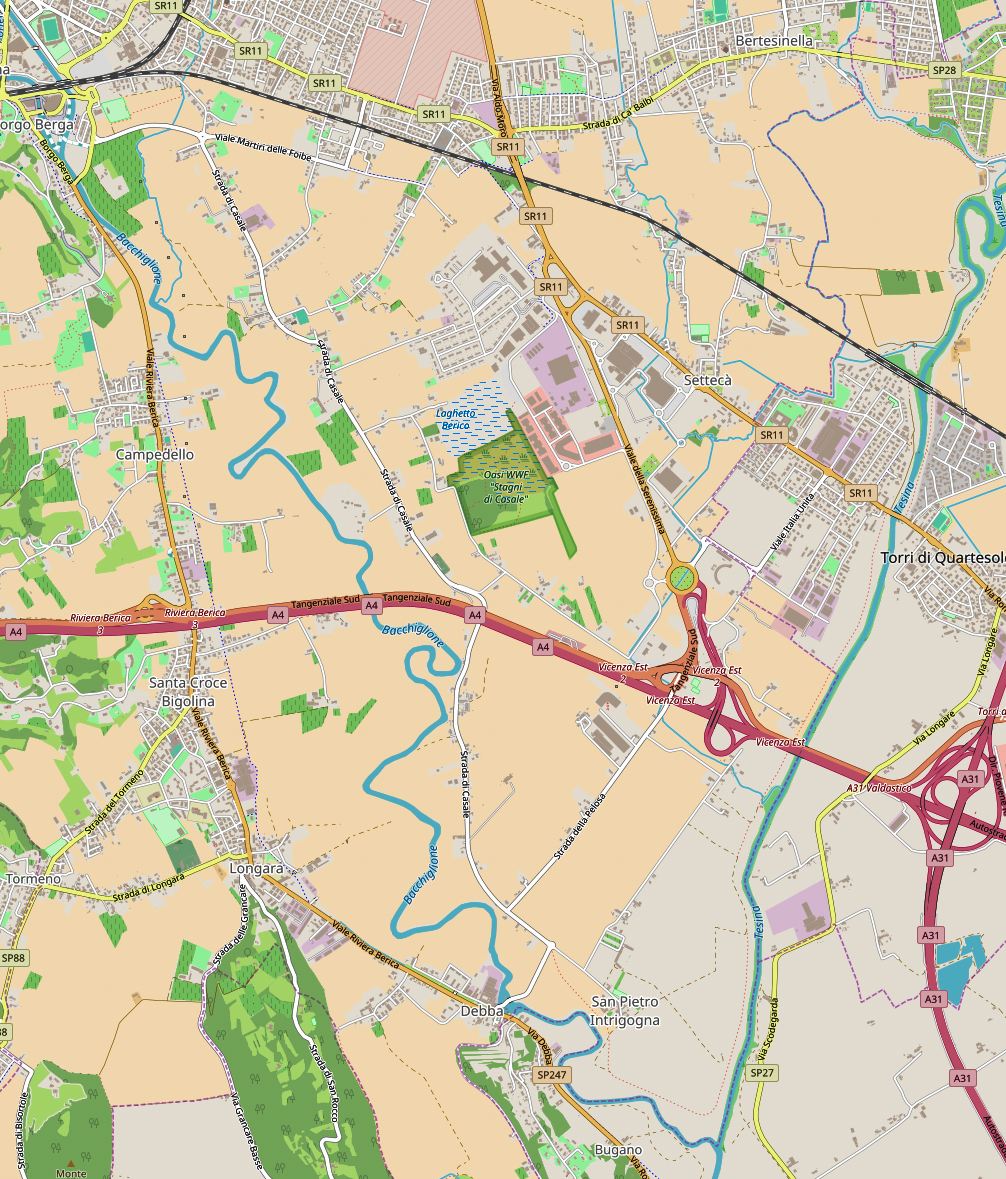
Mappa di Casale e San Pietro Intrigogna

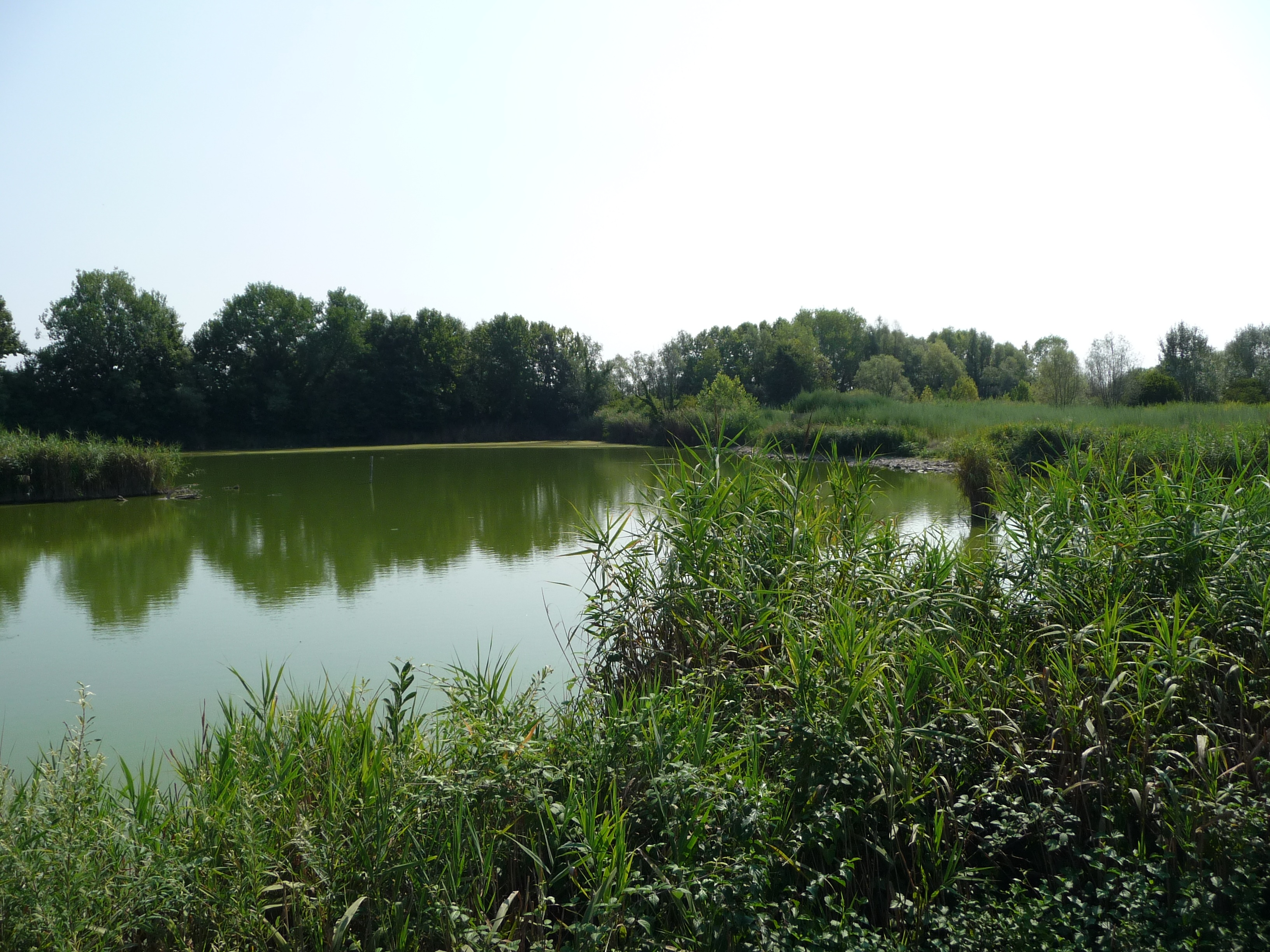
Oasi WWF Stagni di Casale

"Casale" e "San Pietro Intrigogna" sono due frazioni nella zona sud del comune di Vicenza, zona appartenente, durante il Medioevo e l'età moderna, alla "coltura di Camisano". Oltre ad esse vi sono altri piccolissimi nuclei abitati, come Casaletto e Ca' Perse.
La zona è percorsa per più di 5 km. dalla strada di Casale che, inizia presso l'ex passaggio a livello della ferrovia Vicenza-Treviso, costeggia il corso del fiume Bacchiglione sulla sua sponda sinistra fino all'altezza della strada Pelosa; da qui prosegue per circa 800 m come strada di San Pietro Intrigogna fino ad arrivare all'omonima frazione. A poca distanza dalla strada di Casale corre quella delle Ca' Perse, lungo la quale si trova anche l'Oasi del WWF, una delle poche zone umide della pianura padana, molto importante sia per la tipica vegetazione palustre che per la fauna, riccamente rappresentata da invertebrati e anfibi, da uccelli e mammiferi, alcuni dei quali a rischio di estinzione e protetti dalle norme europee in materia.

### A nordest e lungo la Via Postumia

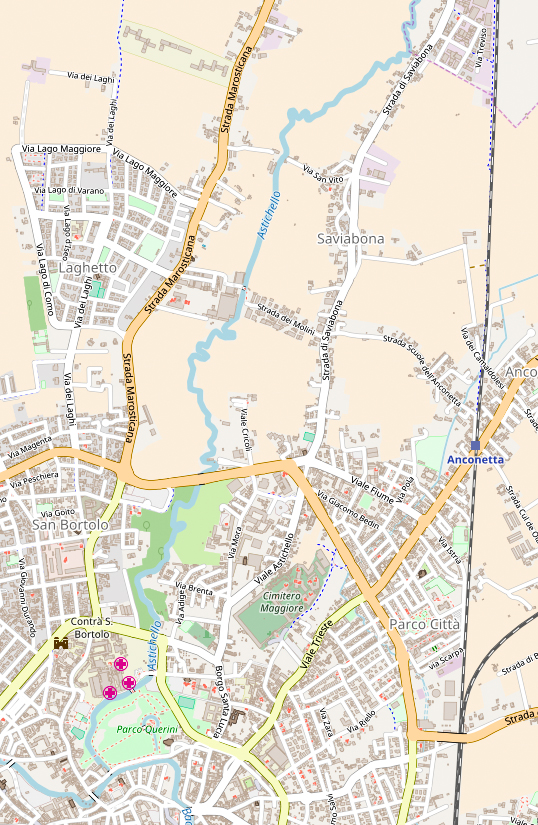
Mappa della Circoscrizione 4

Dopo la costruzione delle mura scaligere orientali intorno al 1370, per secoli fuori della città sono rimasti, seppure con poche abitazioni, i suburbani Borgo Santa Lucia e Borgo Scroffa, il primo lungo la strada che, uscendo da Porta Santa Lucia, portava poi sulla Via Postumia, il secondo con un gruppo di case intorno alla villa dell'aristocratica famiglia Scroffa.
Dopo l'abbattimento delle mura nel 1927 il quartiere si è unificato e nel secondo dopoguerra si è enormemente sviluppato lungo le due strade che ora escono dalla città: la prima è contrà Borgo Santa Lucia, che continua lungo viale Astichello e poi continua come strada di Saviabona; la seconda è viale Trieste, che continua come Strada statale 53 Postumia fino al Comune di Bolzano Vicentino.
I quartieri e le frazioni sono dunque: 
- Quartiere Araceli (Borgo Santa Lucia e Borgo Scroffa)
- Zona Astichello
- Saviabona
- Quartiere San Francesco / Parco Città
- Anconetta
- Ospedaletto

Tutta la zona è compresa nella circoscrizione amministrativa 4 del Comune di Vicenza.

#### Quartiere Araceli (Borgo Santa Lucia e Borgo Scroffa)

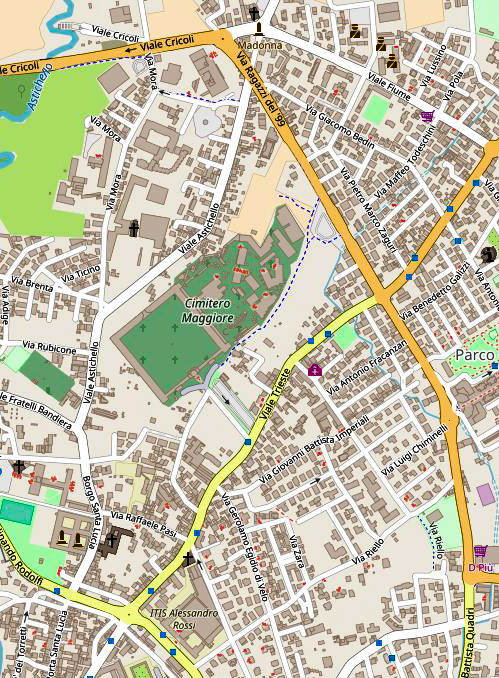
Quartiere Araceli

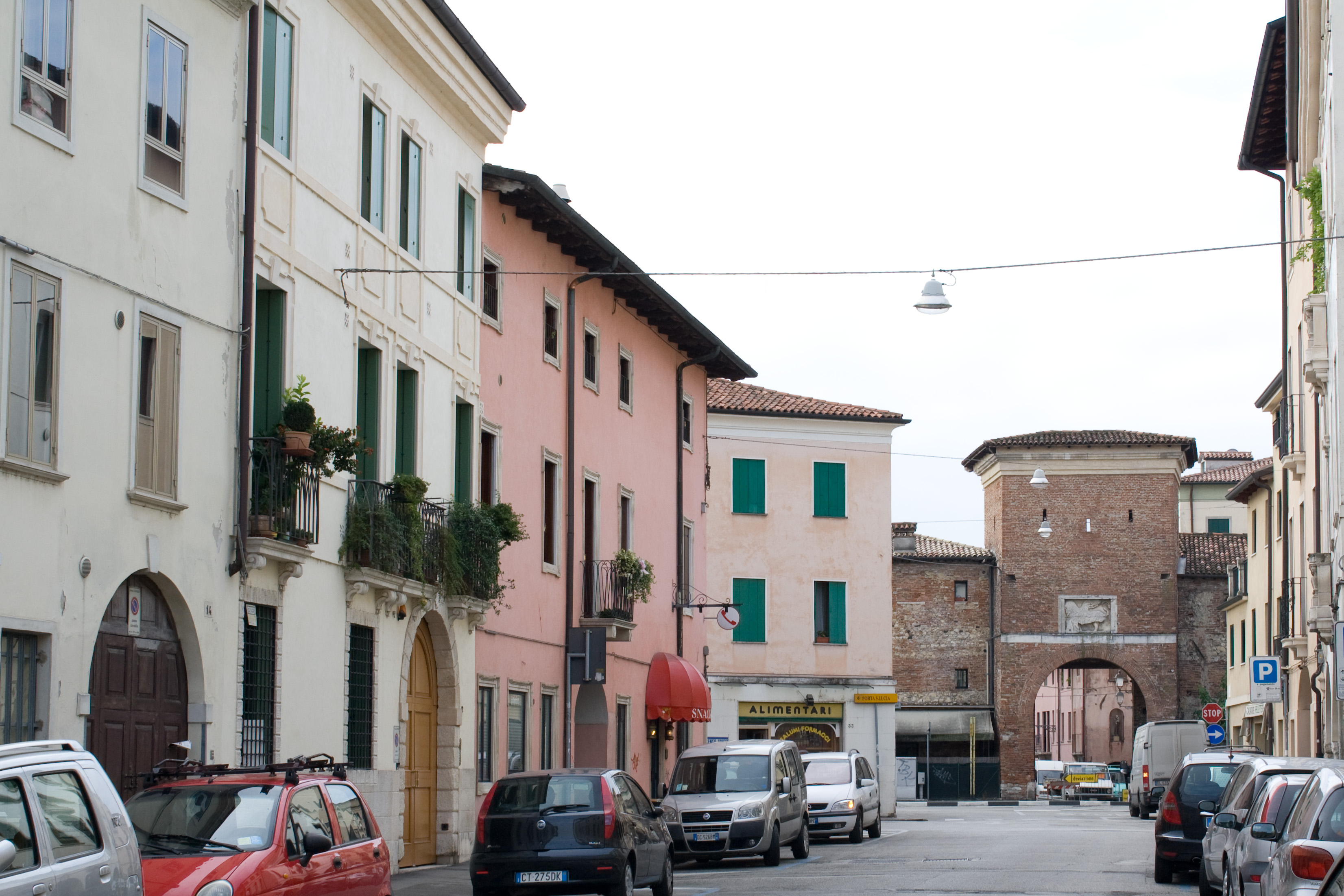
Borgo Santa Lucia

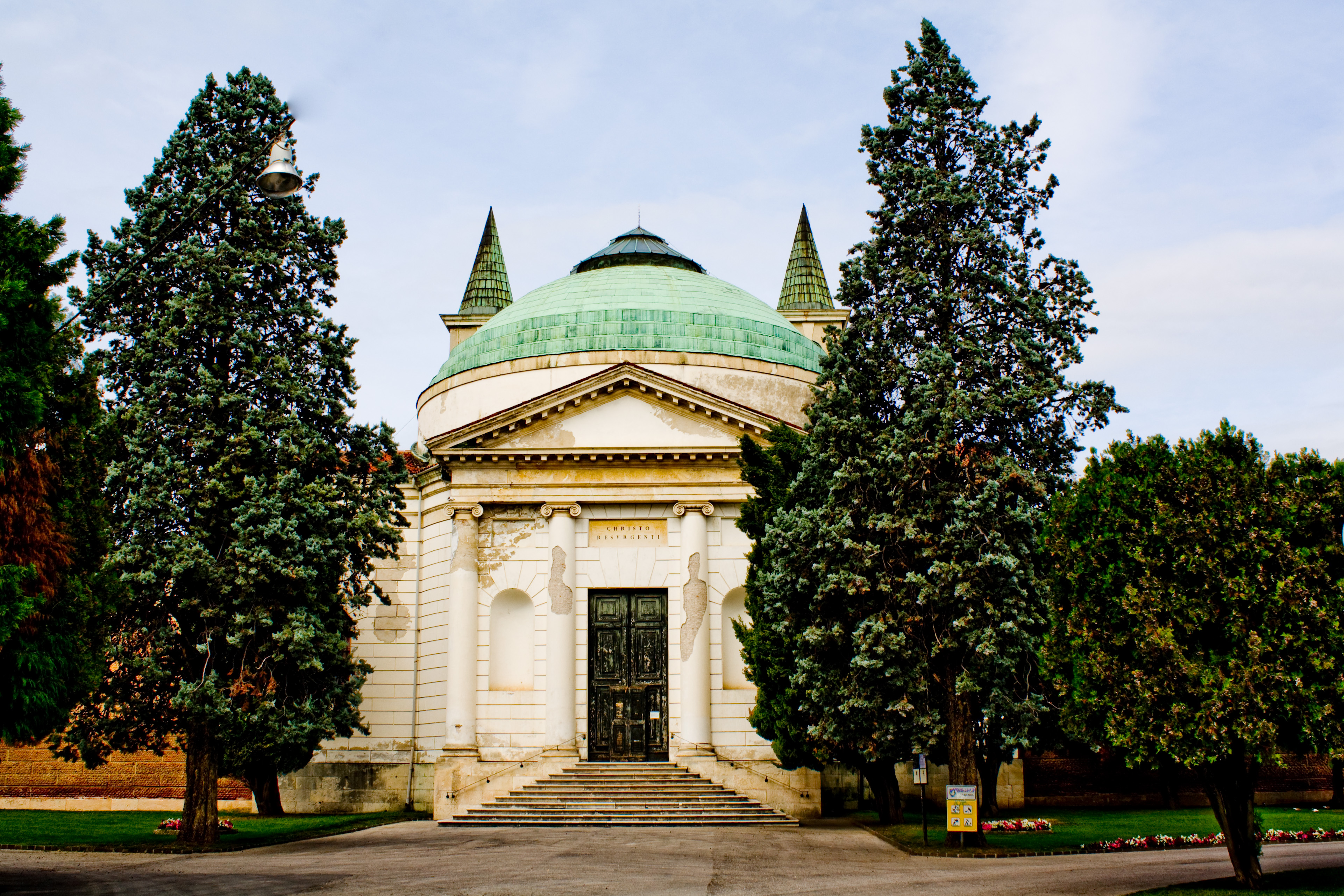
Cimitero Maggiore di Vicenza

Il quartiere è delimitato a nord da viale Cricoli, a est dalla circonvallazione esterna (via Ragazzi del ‘99 e viale Quadri), a sud da via Riello, a ovest dalla circonvallazione interna (via Legione Gallieno, via Ceccarini e viale Rodolfi) e dal fiume Astichello.
Storicamente nasce dai due piccoli borghi suburbani distinti ma vicini – Borgo Santa Lucia e Borgo Scroffa – e dalle loro estensioni di terreni coltivati; nella prima metà dell'Ottocento furono creati in zona due grandi complessi, il Seminario Vescovile e il Cimitero Maggiore.
Agli inizi del XX secolo la zona – che si estendeva fino a Saviabona e Anconetta ed era definita "la Caienna" - era ancora povera e malfamata e il Comune si poneva oramai il problema di integrare il centro storico con la nuova urbanizzazione che si stava sviluppando dentro e fuori le mura. Così una parte delle mura scaligere venne abbattuta e furono aperti dei varchi che permisero una maggiore viabilità.
Solo nel secondo dopoguerra, però, la zona venne realmente riqualificata e si riempì di abitazioni civili e di qualche edificio pubblico. Negli anni sessanta la costruzione della circonvallazione di via Quadri e di via Ragazzi del '99 ne delimitò il territorio, separando il nuovo quartiere – che pure mancava ancora di un proprio centro - dalle frazioni.
Di fronte al tratto non ancora demolito delle mura scaligere furono costruiti il Provveditorato agli Studi e il nuovo edificio dell'Istituto tecnico industriale Alessandro Rossi. Su di un'area ancora scoperta, contigua al Seminario vescovile, nel 1958 fu costruito dalla diocesi il Seminario minore.
Il quartiere è correntemente chiamato Araceli dal nome di quella che è stata la parrocchia di riferimento fino al 1958. Solo dopo questa data ha assunto una propria fisionomia, quando è iniziata l'attività parrocchiale e, nell'ottobre 1968, fu consacrata la nuova chiesa parrocchiale intitolata a Cristo Re, che contribuì all'unificazione della comunità locale del quartiere.
Luoghi interessanti sono: il Seminario Maggiore e il Seminario Minore (ora Centro Onisto), la chiesa di Santa Maria in Araceli, la chiesa di Santa Lucia, la chiesa parrocchiale di Cristo Re, il Cimitero Maggiore, l'Istituto Tecnico Industriale Statale Alessandro Rossi, il Provveditorato agli Studi di Vicenza.

#### Zona Astichello

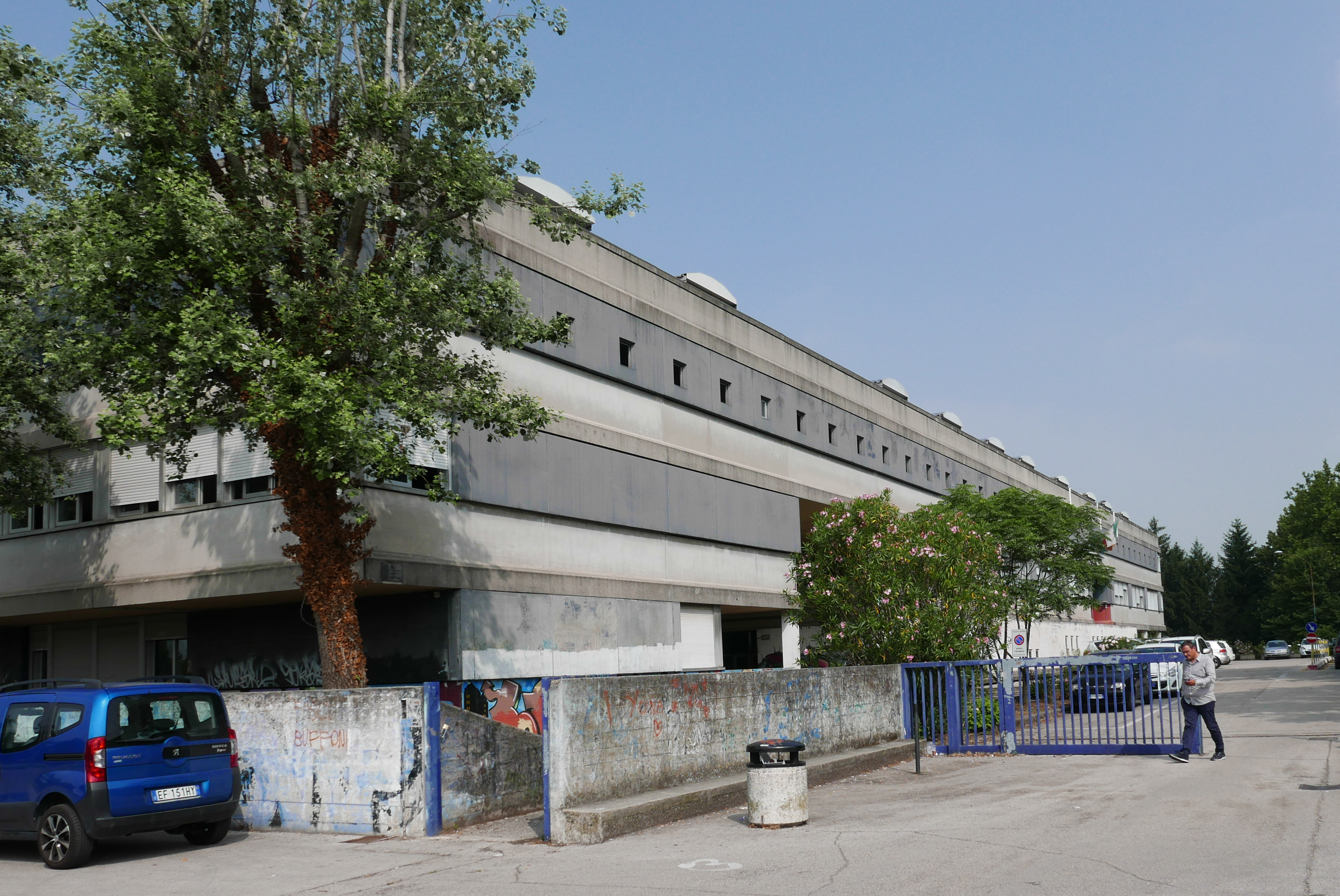
Istituto Canova nella Cittadella degli Studi

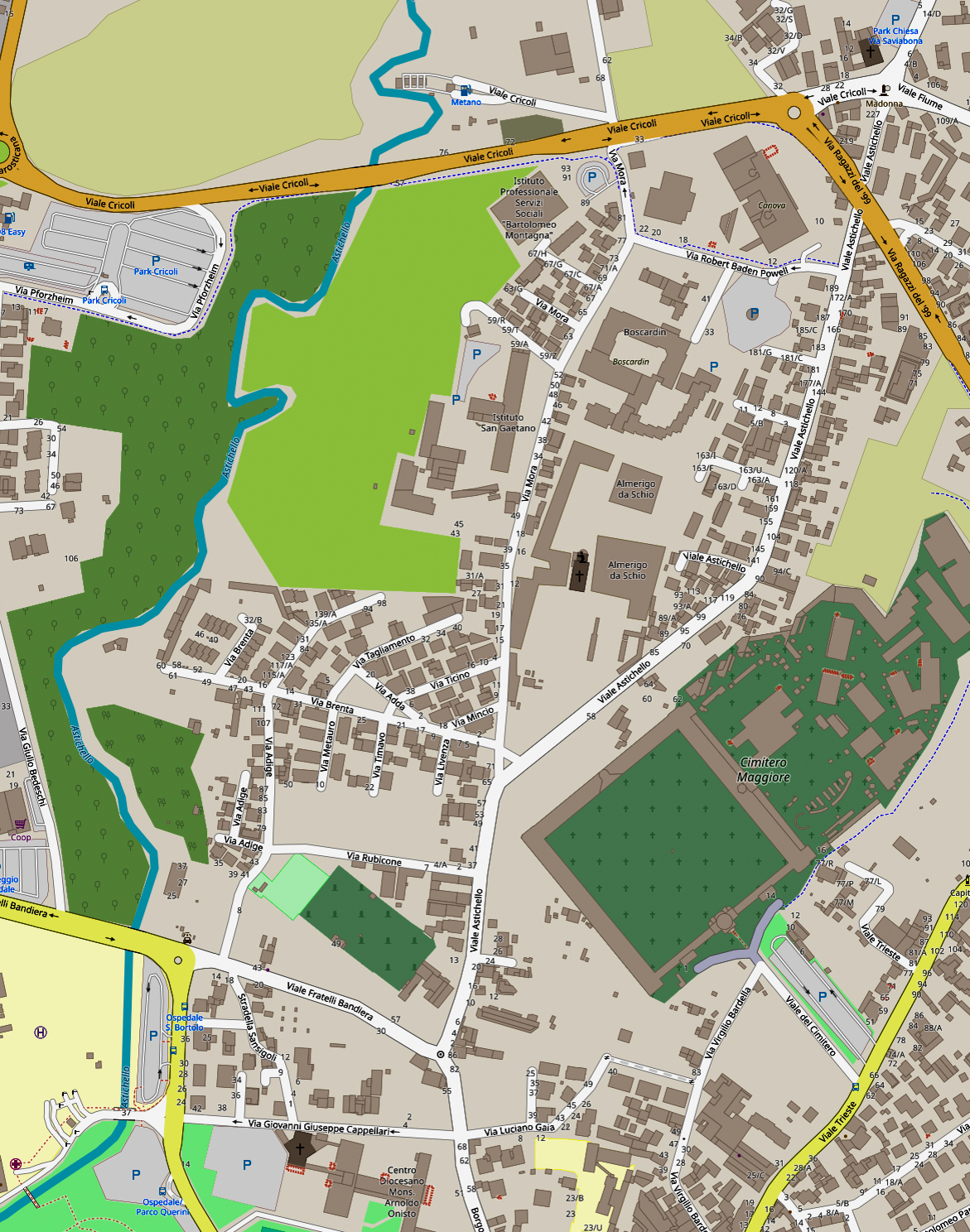
Mappa della Zona Astichello

La zona si è sviluppata tra il fiume Astichello e viale Astichello, che la delimitano rispettivamente a ovest e a est, mentre a sud è delimitata da via Fratelli Bandiera e a nord da viale Cricoli.
La parte centrale, tutta campagna fino agli anni quaranta del Novecento, fu caratterizzata dalla costruzione nel 1942 del primo edificio di quella che sarebbe poi divenuta la sede dell'Istituto San Gaetano.
Agli inizi degli anni sessanta si iniziò a edificare nella parte meridionale gruppi di case lungo strade private, cui furono poi attribuiti nomi di fiumi del Veneto. Nell'ultimo ventennio del Novecento nella parte settentrionale della zona furono costruiti grandi edifici per istituti scolastici di grado superiore, caratterizzandola così come "cittadella degli studi".
Edifici importanti sono la Casa dell'Immacolata e l'Istituto San Gaetano con il Centro di Formazione Professionale, gli IPSS Bartolomeo Montagna, IIS Almerigo da Schio, IIS Santa Bertilla Boscardin, IIS Antonio Canova.
Interessante è anche il Cimitero acattolico in via Fratelli Bandiera.

#### Saviabona

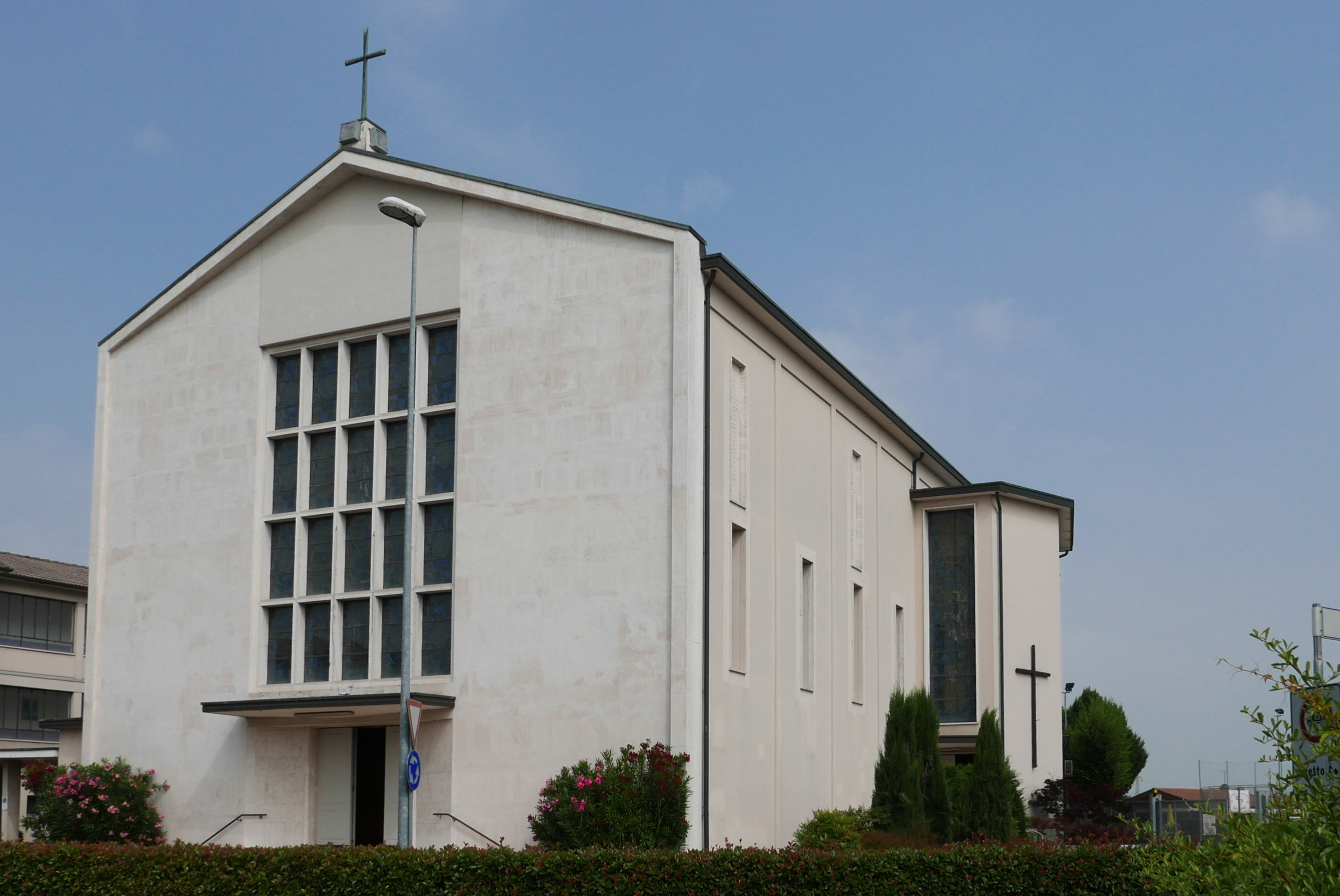
Chiesa di Santa Maria Ausiliatrice, Saviabona

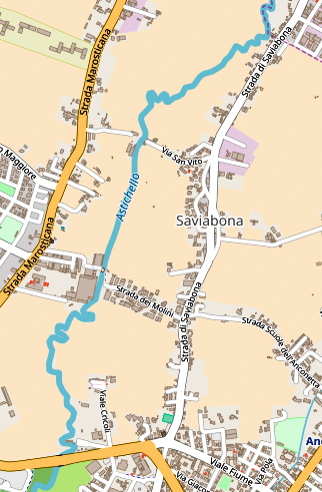
Mappa di Saviabona

Con questo nome veniva designata in passato la vasta zona di campagna situata in quella che nel Medioevo era chiamata "coltura dei SS. Vito e Lucia", che comprendeva anche la "Zona Astichello".
Il toponimo deriva da "sabbia buona", dal nome del profondo strato di sabbia silicea qui deposta dalle esondazioni del fiume Astico (o addirittura del Brenta) che fino all'XI secolo scorreva in questa zona, prima di spostarsi verso est.
Partendo dall'incrocio con viale Cricoli e via Ragazzi del '99, l'attuale abitato di Saviabona si sviluppa sui due lati dell'omonima strada - lunga circa due km - fino al confine con il comune di Monticello Conte Otto, dove è stata costruita una piccola zona industriale, anch'essa denominata Saviabona.
Edifici religiosi sono la chiesa di Santa Maria Ausiliatrice, sede della parrocchia che comprende anche metà della Zona Astichello, e la chiesa della Madonna del Rosario.

#### Quartiere San Francesco - Parco Città

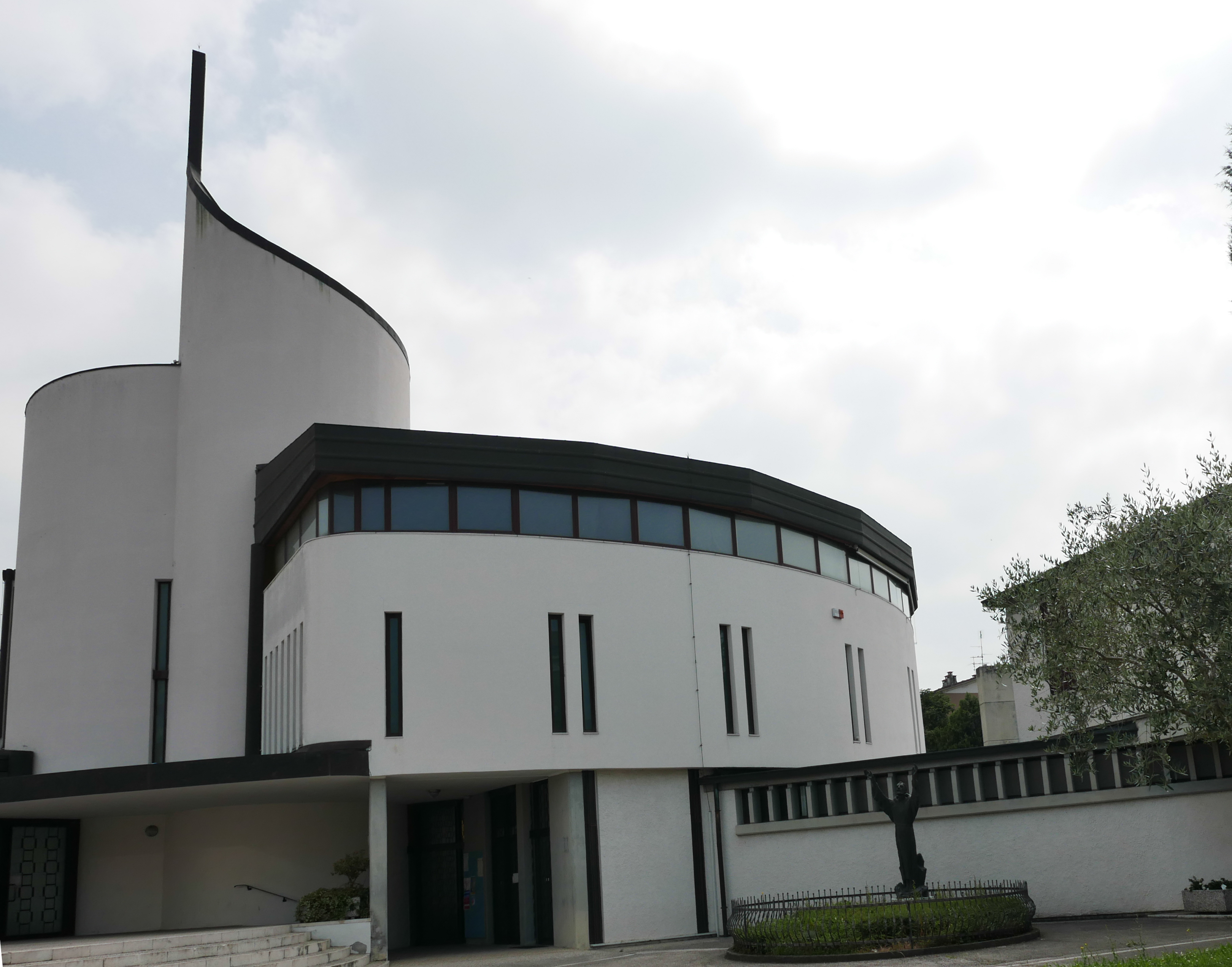
Chiesa di San Francesco

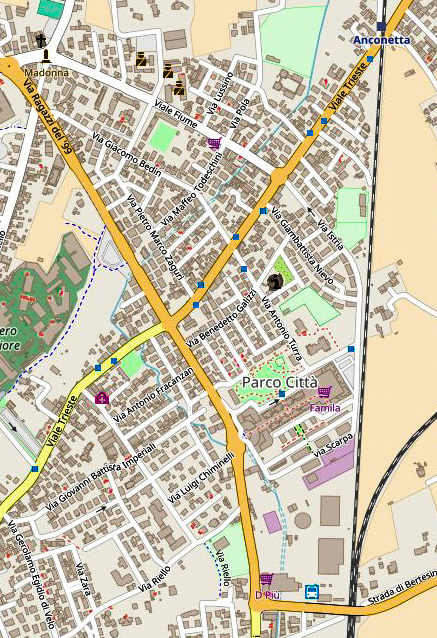
Quartiere di San Francesco - Parco Città

Il quartiere comprende gruppi di vie e di abitazioni poste su entrambi i lati di viale Trieste, lungo il tratto che va dall'incrocio con la circonvallazione esterna (via Quadri e via Ragazzi del '99) fino alla ferrovia Vicenza-Schio che lo separa dalla frazione di Anconetta.
È uno dei quartieri più recenti della città, sviluppatosi sostanzialmente negli ultimi decenni del Novecento; negli anni settanta è stata costruita la chiesa di San Francesco d'Assisi ed eretta la parrocchia che ha contribuito, con l'insieme di molte attività, a consolidare l'aggregazione della comunità.
La parte più meridionale del quartiere, quella del Parco Città, risale a fine anni novanta, in parte realizzata con i finanziamenti del Giubileo del 2000. Essa è caratterizzata da moderni palazzi collegati da una grande galleria commerciale al piano terra; dietro ad essa vi è una grande area verde.
Gli edifici ospitano la sede della circoscrizione 4 e la residenza per anziani "Parco Città".

#### Anconetta e Ospedaletto

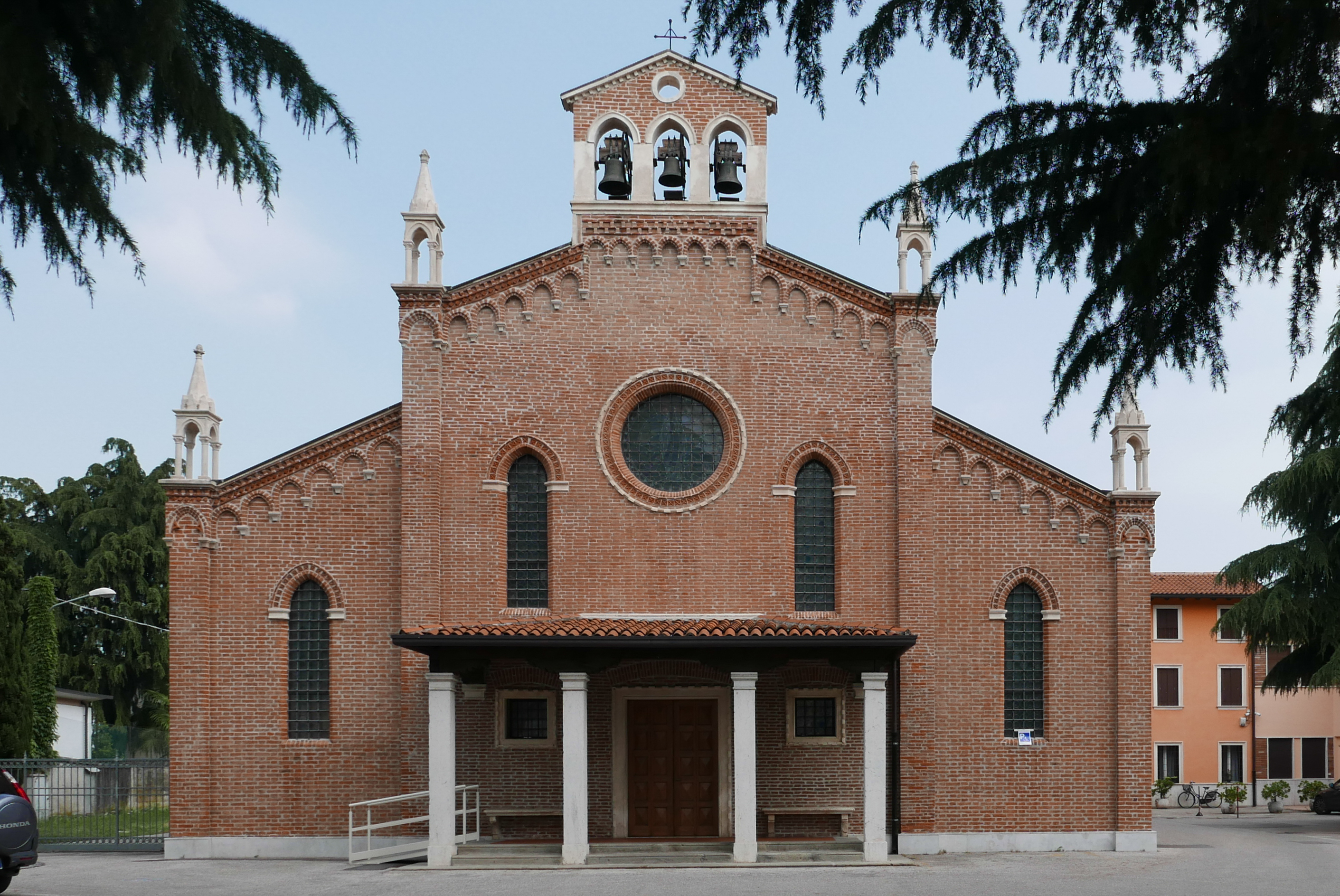
Chiesa dell'Immacolata di Lourdes

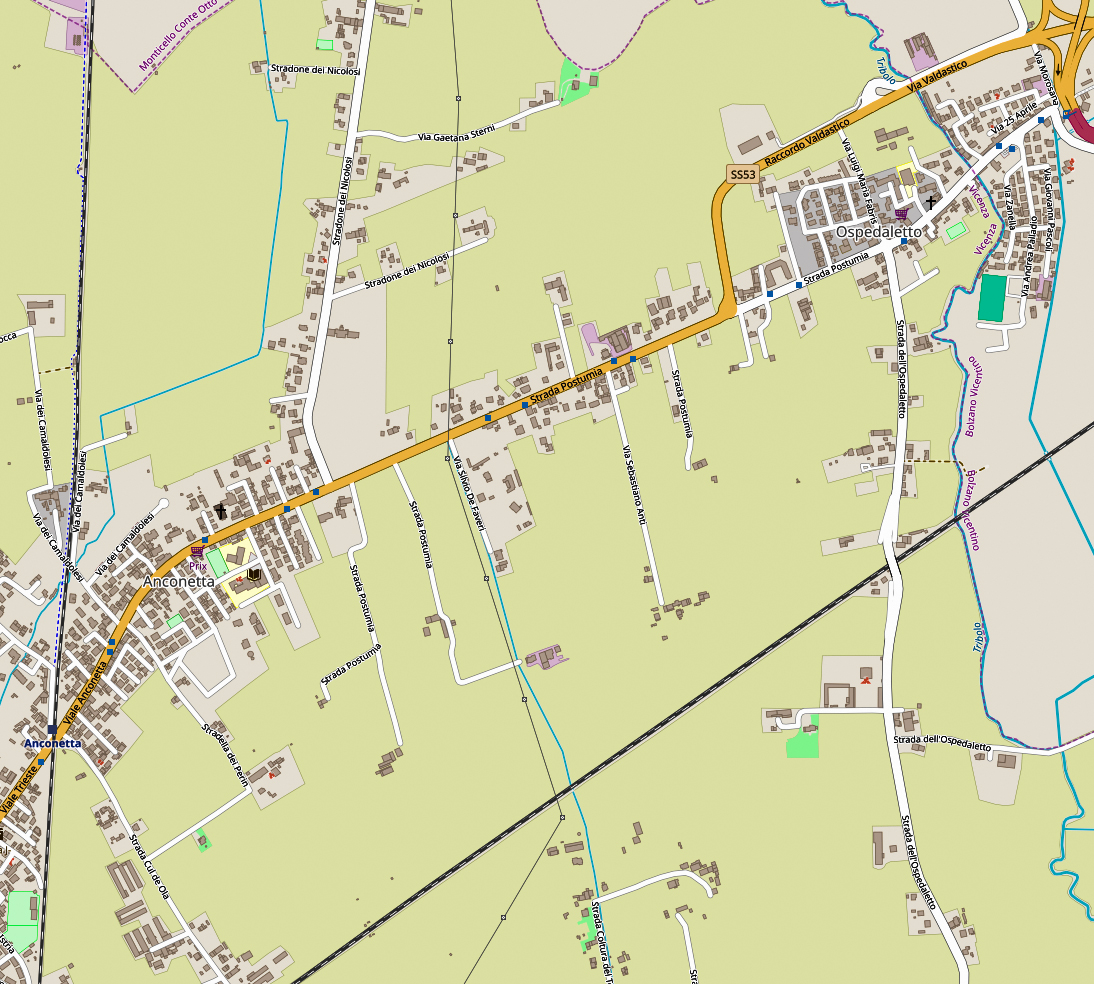
Anconetta e Ospedaletto

La frazione di Anconetta si sviluppa lungo la SS 53 "Postumia", è delimitata dalla Ferrovia Vicenza-Schio a ovest e dalla frazione di Ospedaletto a est.
Il toponimo Anconetta (diminutivo di "ancona") deriva da una piccola tavola dipinta con l'immagine della Madonna che tiene in braccio il Bambino, ora conservata nella chiesa parrocchiale.
Edifici interessanti sono la chiesa parrocchiale dedicata all'Immacolata di Lourdes, edificata nel 1908, la Villa Imperiali Trevisan Lampertico e la Villa Guiotto.
Quanto a Ospedaletto, una parte dell'abitato appartiene al Comune di Vicenza e un'altra al Comune di Bolzano Vicentino, dove è indicata come località della frazione di Lisiera.
Il nome ricorda l'ospizio per pellegrini, posto lungo la via Postumia, fondato dai benedettini nell'Alto Medioevo. Nel XII secolo l'ospitale non era più gestito dai monaci, ma da una comunità di laici dedita all'accoglienza e all'assistenza dei pellegrini; essa cessò di esistere nella prima metà del XIII secolo, ma l'ospitale continuò a svolgere il proprio servizio ed era ancora efficiente nel Seicento.

### A nord tra Astichello e Bacchiglione

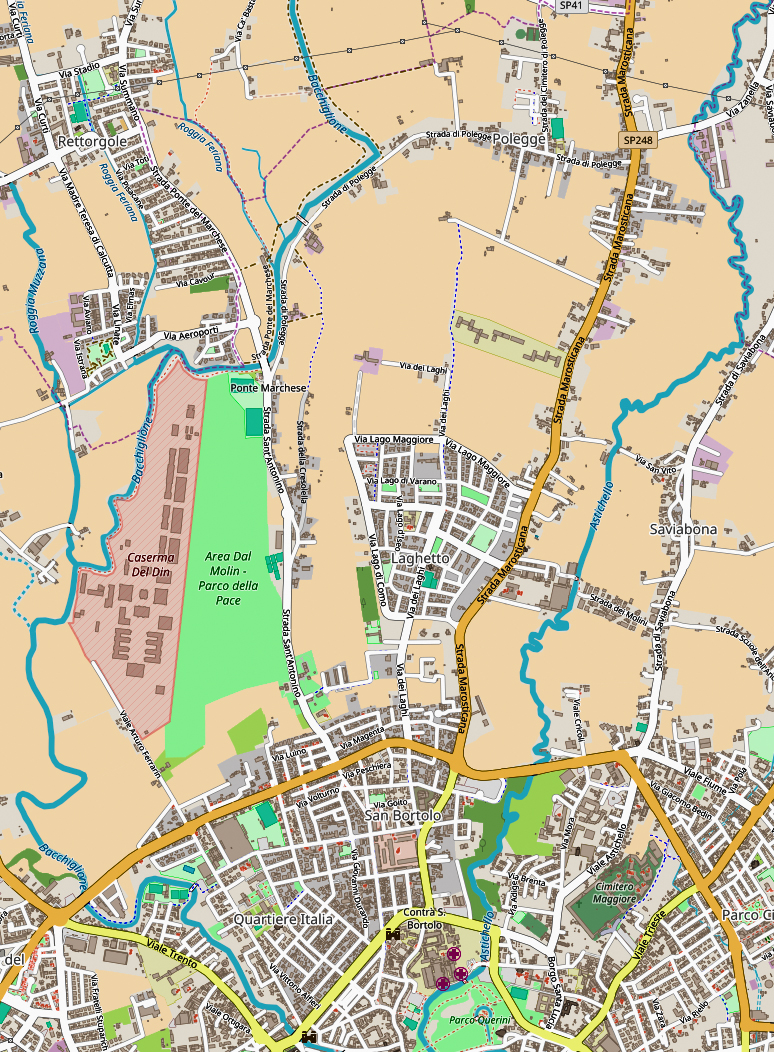
Mappa Circoscrizione 5

L'area è compresa tra i corsi dei fiumi Bacchiglione a ovest e Astichello a est.
Il quartiere di San Bortolo e il quartiere Italia sono sostanzialmente uniti e così delimitati: a est dall'Astichello, a sud da viale Bartolomeo D'Alviano che costeggia i resti delle fortificazioni veneziane del Quattrocento, a ovest dal Bacchiglione, a nord da zone di campagna, in parte occupate dalla base militare americana Del Din e dal nuovo Parco della Pace di Vicenza. Formalmente sono separati da via Durando che, dopo piazzetta Gioia, continua con via Sant'Antonino.
Laghetto. Rimasto zona completamente agricola fino al 1968, con un paio di ville e alcune fattorie, fu poi urbanizzato con la costruzione di una zona P.E.E.P. (Piano di Edilizia Economica Popolare), che venne completamente realizzata nel corso di un quinquennio, compresa la costruzione di strade, infrastrutture, scuole e una nuova chiesa. Il nuovo quartiere fu concepito come residenziale, mentre nella zona abitata in precedenza si sono sviluppate nuove piccole fabbriche e laboratori.
Polegge è l'abitato più settentrionale del territorio comunale, al confine con Caldogno (frazioni di Cresole e di Rettorgole), Dueville (frazione di Vivaro) e Monticello Conte Otto (frazione di Cavazzale) e, in quanto zona periferica, ha mantenuto l'originale carattere residenziale e agricolo.
Sotto l'aspetto amministrativo la zona coincide con la Circoscrizione 5 del Comune di Vicenza.

#### Quartiere San Bortolo

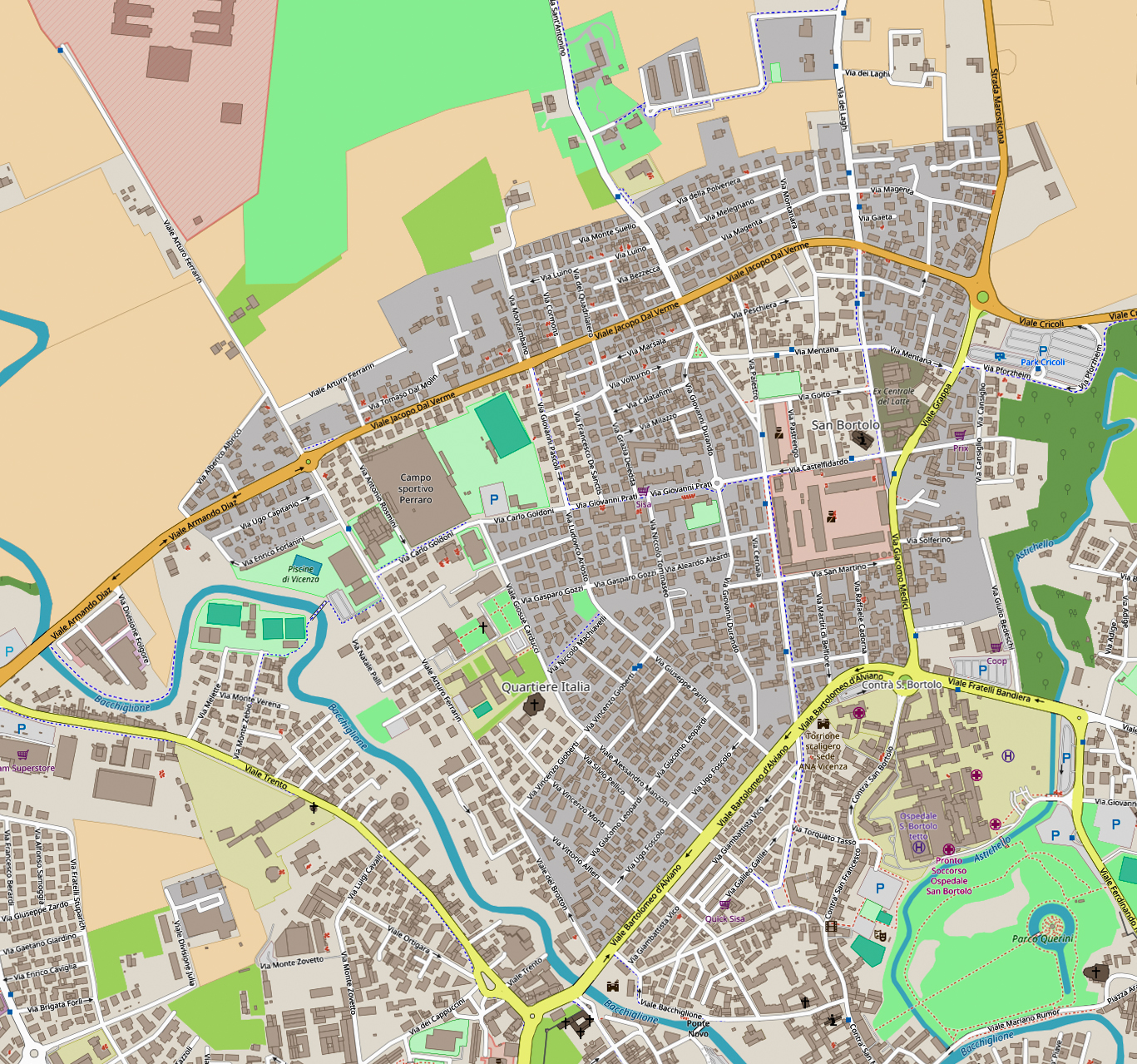
Mappa dei Quartieri Italia (a sinistra) e San Bortolo (a destra)

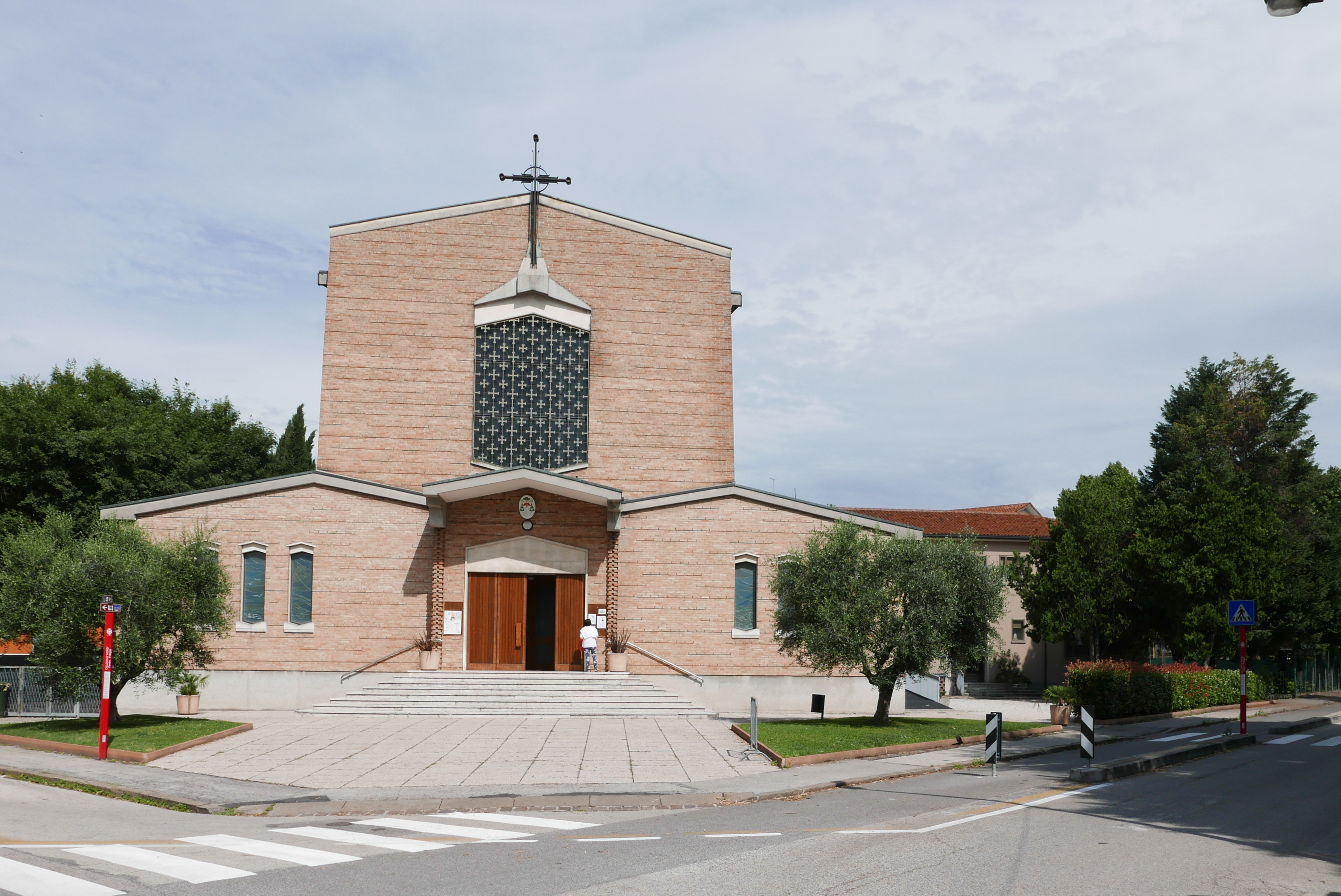
Chiesa parrocchiale del Cuore Immacolato di Maria

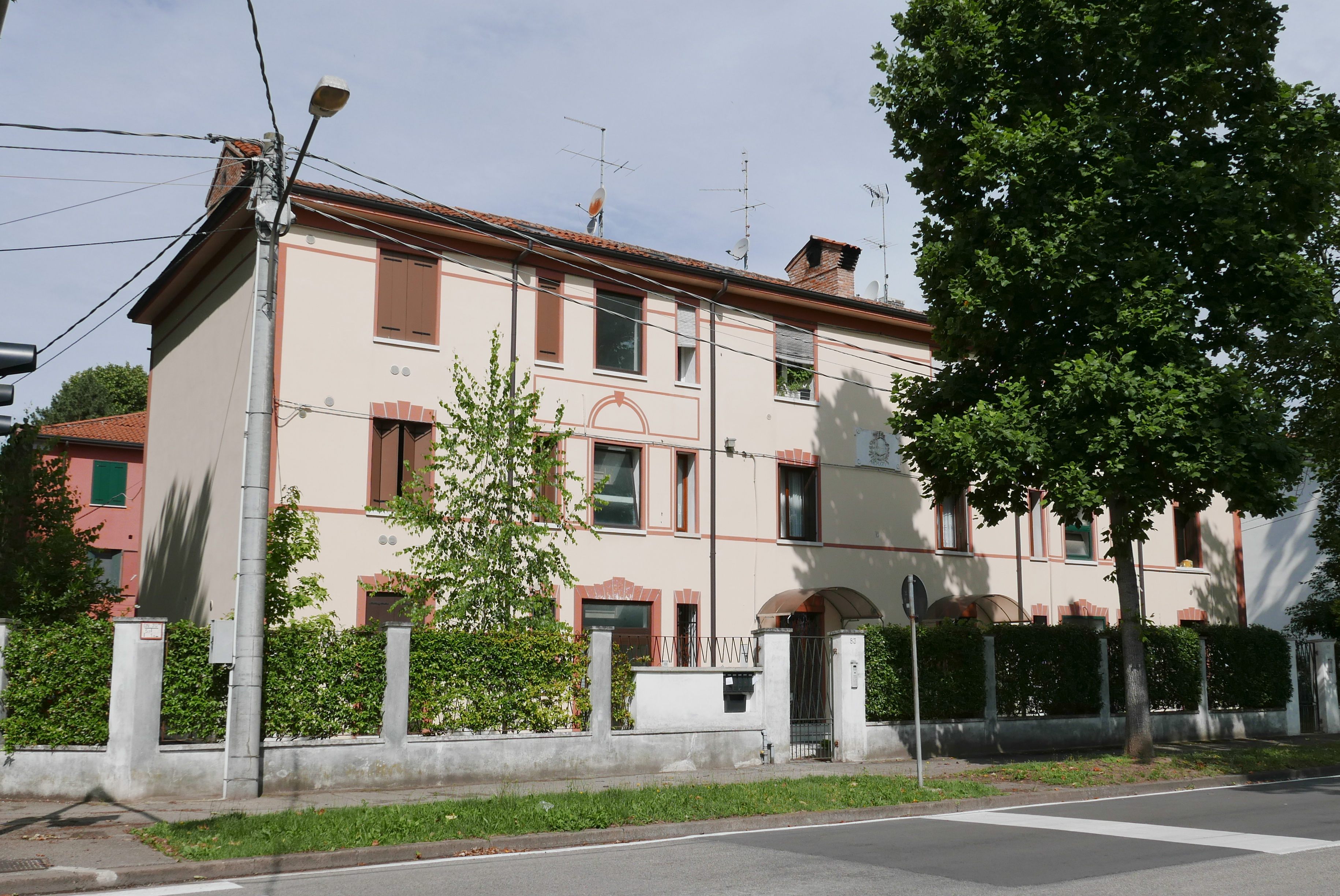
Case popolari inizio Novecento

Il quartiere nacque agli inizi del Novecento subito fuori Porta San Bortolo (da cui prende il nome) con gruppi di case - anche popolari - lungo le strade che portano verso Bassano (viale D'Alviano e strada Marosticana) e Caldogno (viale Durando e via Sant'Antonino). Fra queste due strade vi era una vasta area - compresa tra le attuali vie Guglielmo Pepe e Mentana - denominata "piazza d'armi", dove durante la prima guerra mondiale si esercitavano le truppe di fanteria e cavalleria; nel 1921 qui fu formato un piccolo aeroporto. In quest'area, acquistata dal Comune, agli inizi del Novecento fu costruita anche la Caserma "Chinotto" e nella zona di Sant'Antonino venne costruito un deposito di munizioni, la "Polveriera militare", di cui una via conserva ancora il nome. Queste opere divennero motivo di due bombardamenti durante la seconda guerra mondiale.
Nel tratto centrale di via Lamarmora, dietro la caserma, intorno al 1925 il Comune fece costruire le case popolari dette "le case rosse"; intorno al 1930 nella zona furono costruite altre case popolari e la zona fu delimitata dalla nuova arteria, viale Dal Verme, ora parte della circonvallazione nord della città. Negli anni 1930-31 venne costruita nel quartiere la Centrale del latte.
Essendo stato uno dei quartieri più danneggiati dalla seconda guerra mondiale, nel dopoguerra il Comune formulò un piano di ulteriori insediamenti abitativi nella vasta zona di Piazza d'Armi, più tardi anche oltre viale Dal Verme.
Nel 1949 fu posta la prima pietra della nuova chiesa del quartiere, dedicata al Cuore Immacolato di Maria, che nel 1957 divenne parrocchia autonoma, staccandosi da quella di San Marco. Nello stesso anno venne eretta la Scuola elementare di via Prati, al confine con il quartiere Italia.
Oltre alla chiesa, interessanti sono la sei-settecentesca villa Trevisan, con a fianco la colombaia a forma di torre, e tre gruppi di vecchi lavatoi pubblici.

#### Quartiere Italia

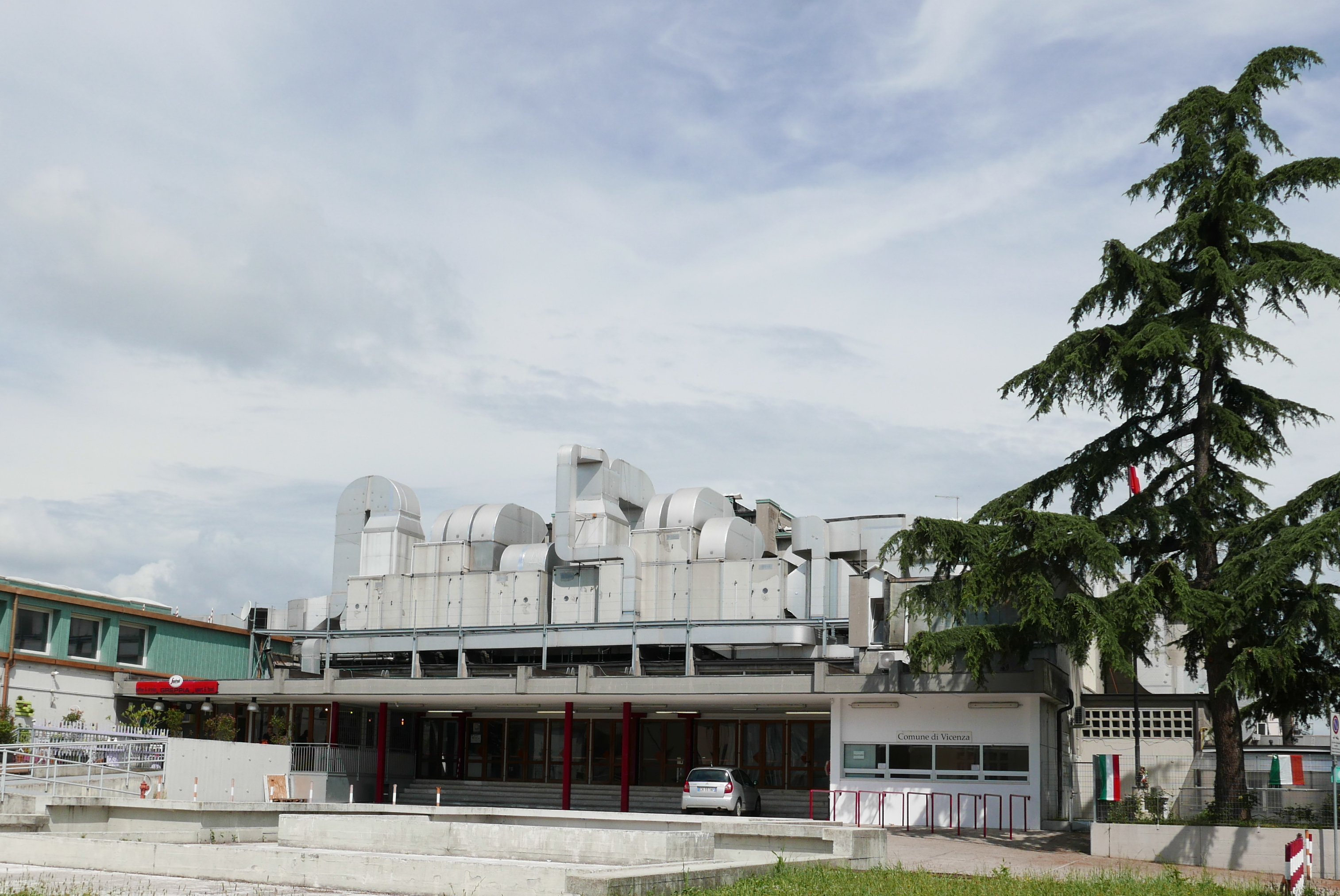
Palasport

Nei primi decenni del Novecento nacque un quartiere di piccola borghesia (soprattutto intorno alla parte sud), con villette singole e case di cooperative; nel 1935 fu tracciato un nuovo reticolo viario a nord di viale D'Alviano, tra via sant'Antonino e viale Brotton, che diede la possibilità di dar forma ad un nuovo rione chiamato in seguito "Quartiere Italia". Le strade erano, all'inizio, intitolate ai più famosi personaggi di casa Savoia e solamente nel 1944 le stesse presero il nome di poeti e scrittori.
Tra gli anni cinquanta e settanta, su iniziativa dell'amministrazione comunale, vi si aggiunsero nuove lottizzazioni, aree ed edifici per le attività sportive, come il palasport "Città di Vicenza", il pattinodromo, il campo di atletica "Guido Perraro" e le piscine (coperte e scoperte), la palestra per l'atletica pesante.
In quelli stessi anni il quartiere si completò con scuole, servizi commerciali e civili, oltre alla chiesa parrocchiale, dedicata a san Paolo apostolo, di cui venne posta la prima pietra nel 1964 e che fu completata nel 1969.

#### Laghetto

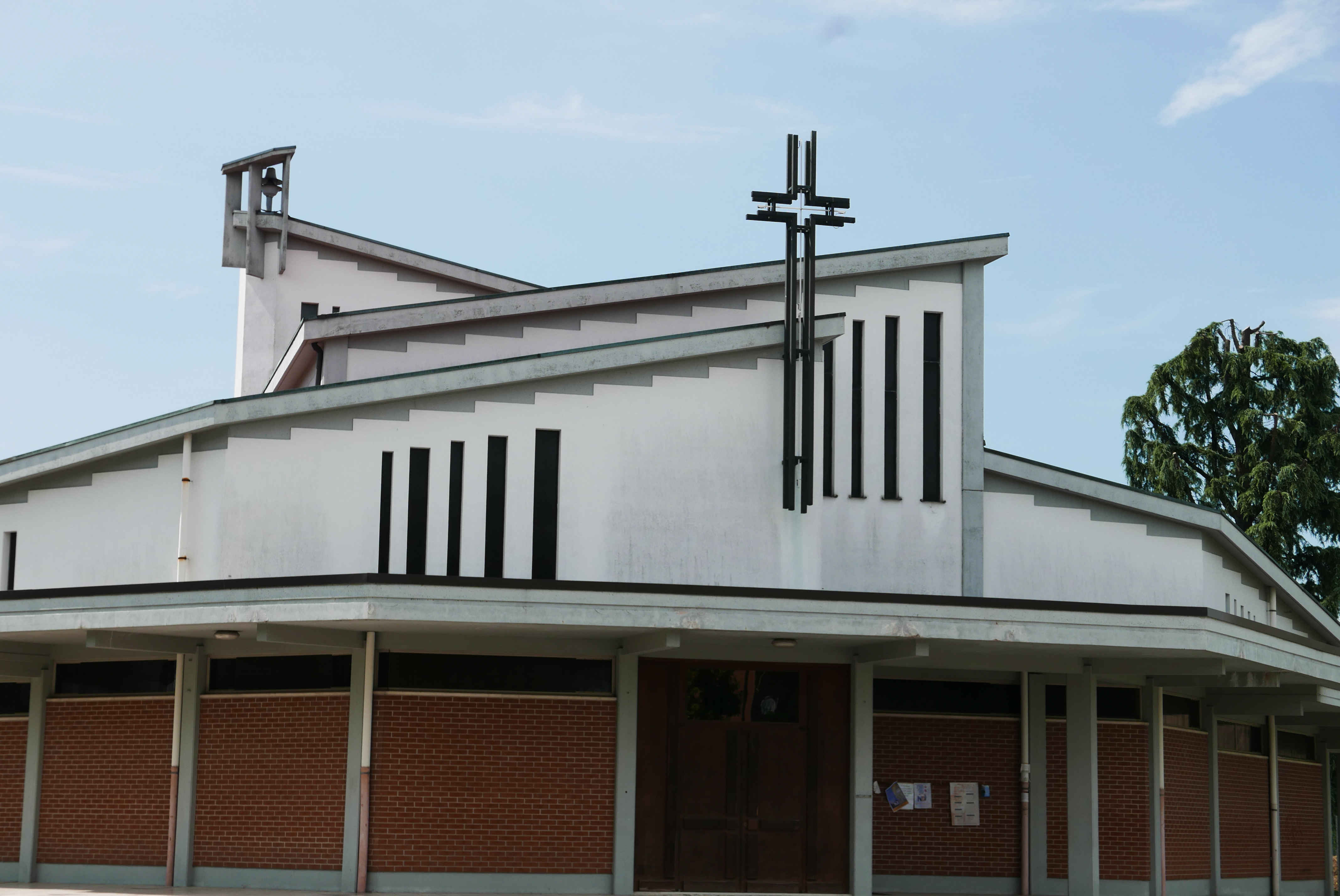
Chiesa parrocchiale di San Giovanni Battista

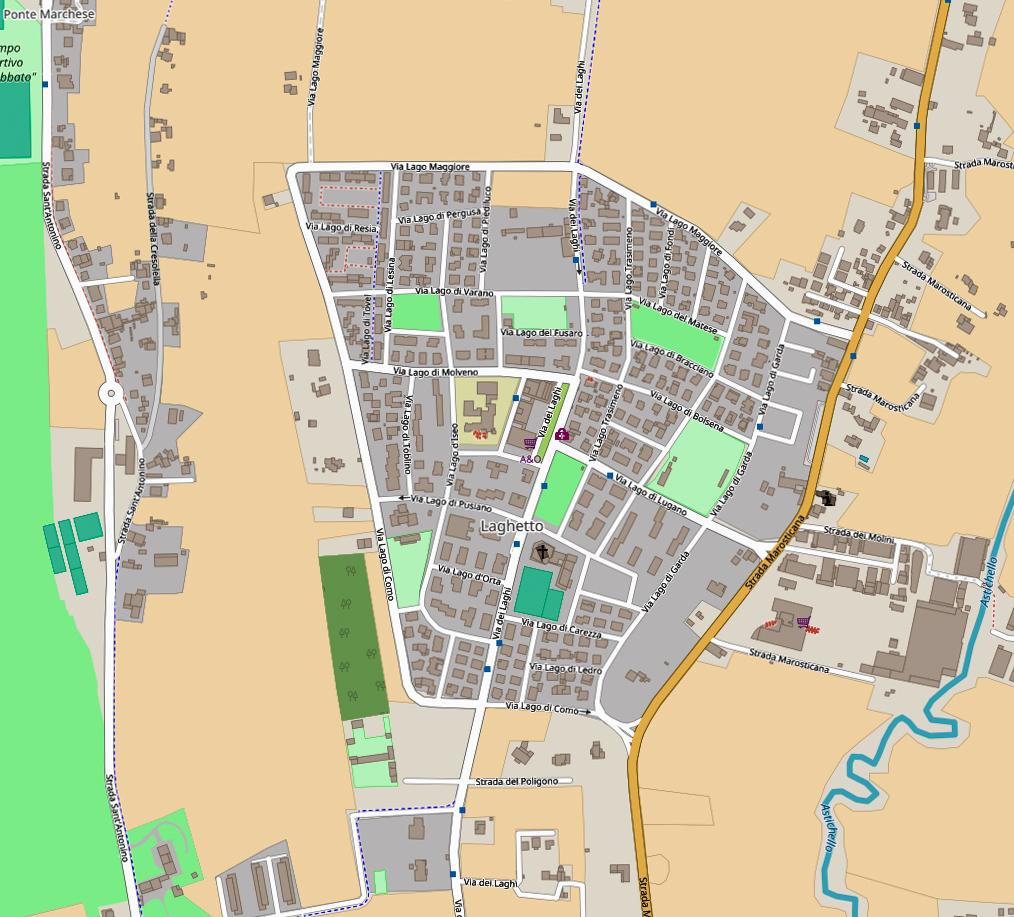
Quartiere di Laghetto

Il quartiere deve il suo nome ai residui del Lacus Pusterlae, che per secoli hanno caratterizzato una parte del territorio; il primo abitato, di origine medievale, per secoli fu chiamato "Lago". Fino all'Ottocento, non si ha notizia di una vera comunità organizzata dal punto di vista civile e religioso; la stessa chiesetta era un oratorio gentilizio, eretto per servire i membri della famiglia Barbaran e i loro lavoranti, e solo per benevola concessione aperta ai villici della zona.
La zona rimase completamente agricola fino al 1968, con un paio di ville e alcune fattorie, attraversata per tutta la lunghezza dalla Roggia del Trissino. Le abitazioni erano poste lungo la strada Marosticana e tra questa e il fiume Astichello.
Nel 1966 il Comune di Vicenza progettò l'urbanizzazione della zona, con la costruzione di una zona P.E.E.P. che venne completamente realizzata nel corso di un quinquennio, compresa la costruzione di strade, infrastrutture, scuole e una chiesa. Il nuovo quartiere fu concepito come residenziale, mentre nella zona abitata in precedenza si svilupparono nuove piccole fabbriche e laboratori. Alle strade vennero dati i nomi di laghi italiani.
Nel quartiere vi sono la sede della circoscrizione 5, la scuola media "G. Ghirotti", il palasport "Palalaghetto" e la biblioteca di zona; vi è anche un parco giochi molto esteso e l'inizio di una pista ciclabile che porta verso Polegge.
Edifici religiosi sono la chiesa parrocchiale di San Giovanni Battista e il cinquecentesco oratorio con lo stesso nome. Interessanti anche la Villa Breganze Oliva e la Villa Saccardo Cerato.

#### Polegge

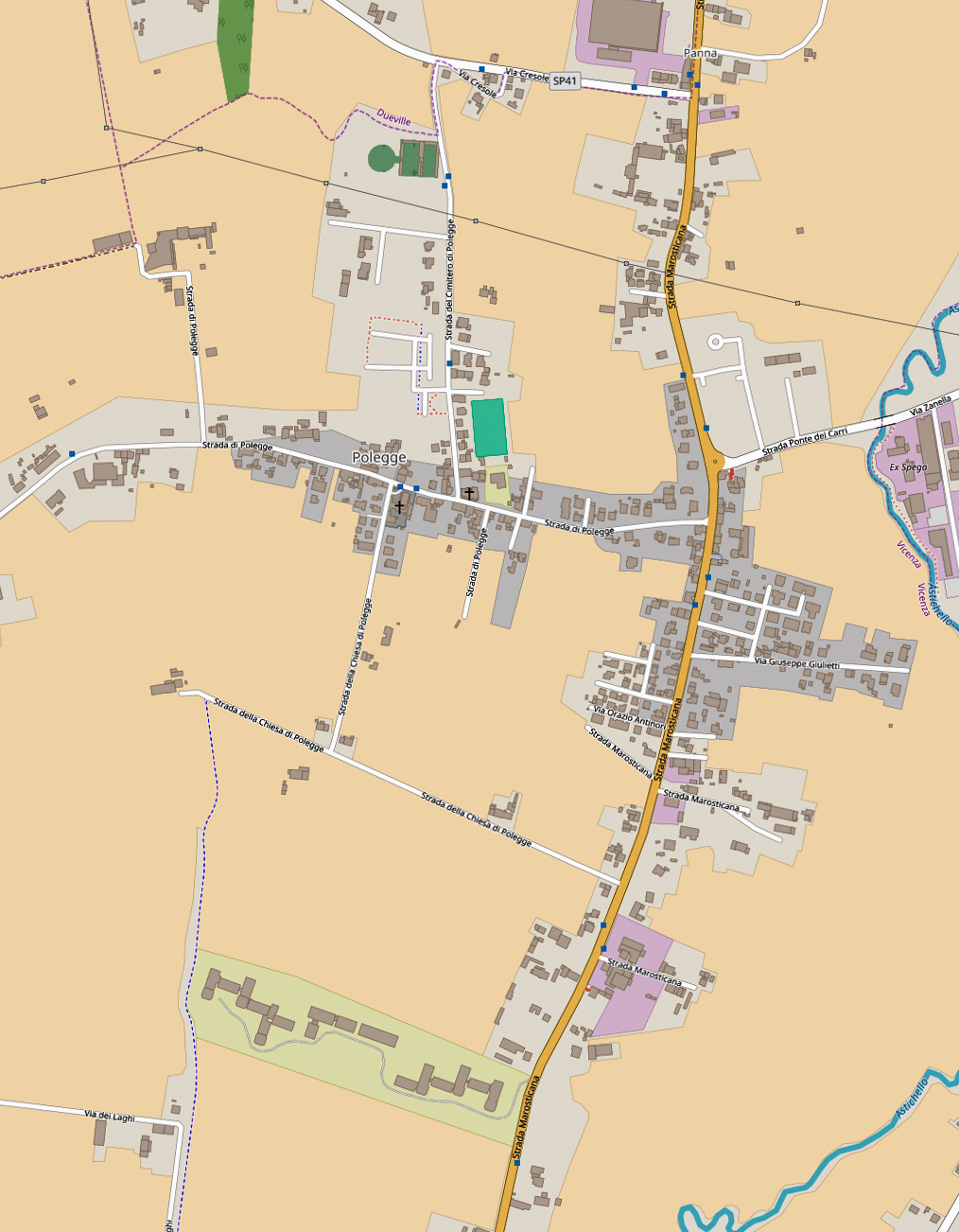
Frazione di Polegge

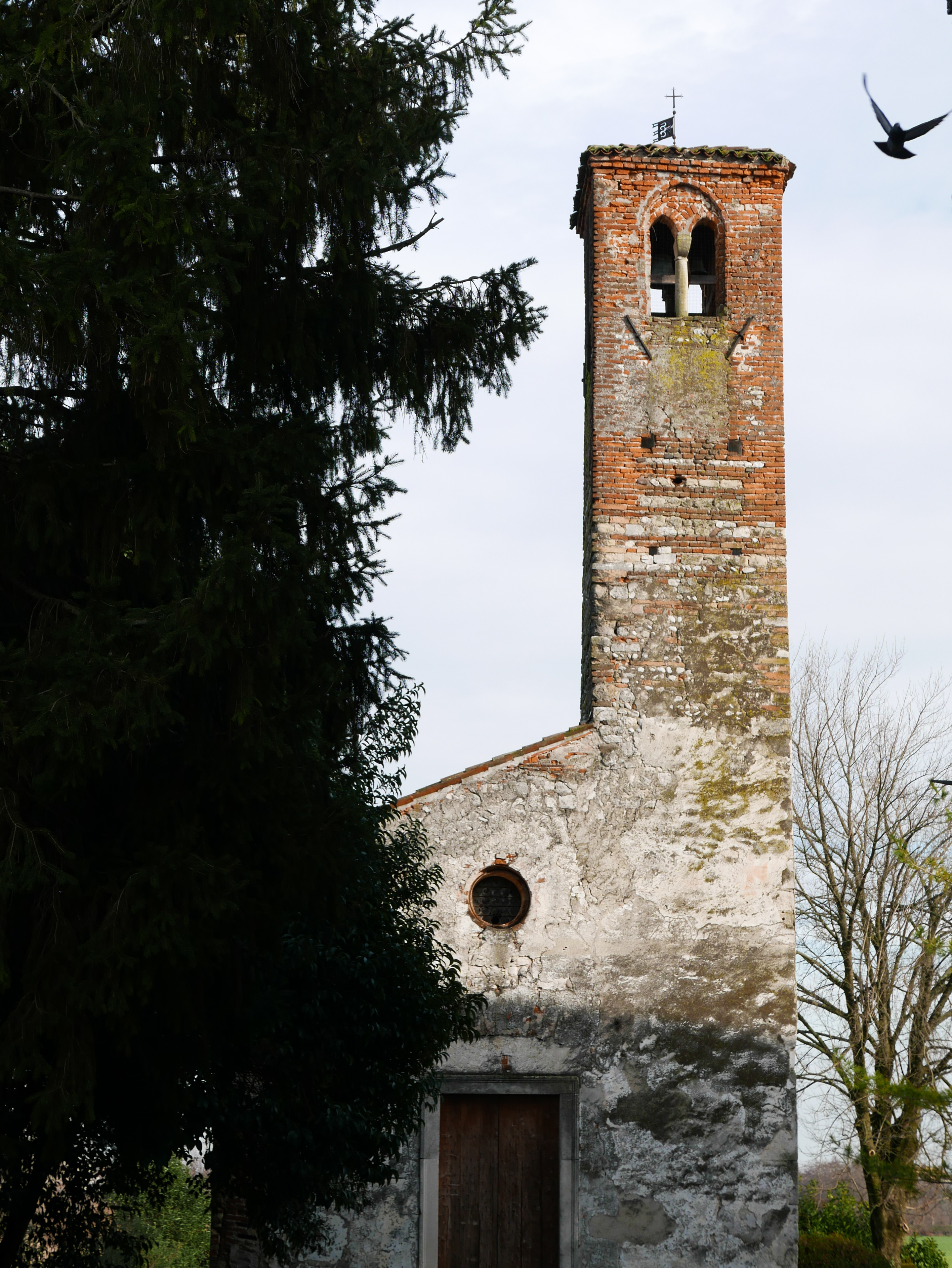
Chiesa di Santa Maria Etiopissa

Si tratta dell'abitato più settentrionale del territorio, al confine con Caldogno (frazioni di Cresole e di Rettorgole), Dueville (frazione di Vivaro) e Monticello Conte Otto (frazione di Cavazzale) e, in quanto zona periferica, ha mantenuto l'originale carattere residenziale e agricolo. Sorge tra i corsi del Bacchiglione, a ovest, e dell'Astichello a est.
Nel Basso Medioevo, dopo la deviazione operata dai vicentini del fiume Astico e il progressivo prosciugamento del Lacus Pusterlae, l'abitato di Polegge si costituì al centro della depressione compresa tra questi due fiumi, una striscia di territorio allungato in direzione nord-sud, caratterizzato dalla presenza di paludi e percorso da canali. Probabilmente il nome deriva da Paulecle, cioè da Paludiculae = zona di piccole paludi.
La frazione di Polegge è costituita da due zone abitative: una dalla parte della chiesa, del teatro, del piccolo cimitero locale, l'altra sui due lati della strada Marosticana.
Edifici religiosi sono la chiesa parrocchiale di San Giovanni Evangelista, edificata sul sito della chiesa precedente e con un pregevole organo ottocentesco, il campanile della prima metà dell'Ottocento e la chiesa di Santa Maria Etiopissa, lungo la strada Marosticana.
Edifici civili interessanti sono la Villa Cordellina Rigon Soldà, la Villa Garzadori Dainese, la Villa Garzadori Thiene Berton, la Villa Saccardo Cerato e la Villa Trissino Barbieri Stimamiglio.

### A nordovest lungo la strada Pasubio verso Schio
Questa zona era un tempo chiamata la "coltura di Santa Croce", un territorio fertile per la ricchezza di acque e intensamente coltivato. Comprendeva l'area delimitata a sud dalla via dei Cappuccini, poco fuori di porta Santa Croce, a ovest dalla contrada (ora quartiere) delle Cattane, ancora a ovest dal Biron di Sotto, Biron di Sopra e strada di Monte Crocetta fino all'abitato di Maddalene, a nord dai confini con i comuni di Costabissara e di Caldogno, a est dal Bacchiglione fino al ponte di Santa Croce.
Fino al Novecento era un insieme di piccoli abitati, sostituiti poi da moderni quartieri sviluppatisi verso ovest del centro urbano e lungo la strada che, fin dall'epoca romana ma anche durante il Medioevo e l'età moderna, portava verso Schio. Sono:
- Borgo Santa Croce (suburbano) e viale Trento
- Villaggio del Sole e Villaggio della Produttività
- Monte Crocetta e Maddalene vecchie
- Viale Pasubio, Albera, Capitello, Maddalene, Moracchino

Tutta la zona fa parte della circoscrizione amministrativa 6.

#### Borgo Santa Croce e viale Trento

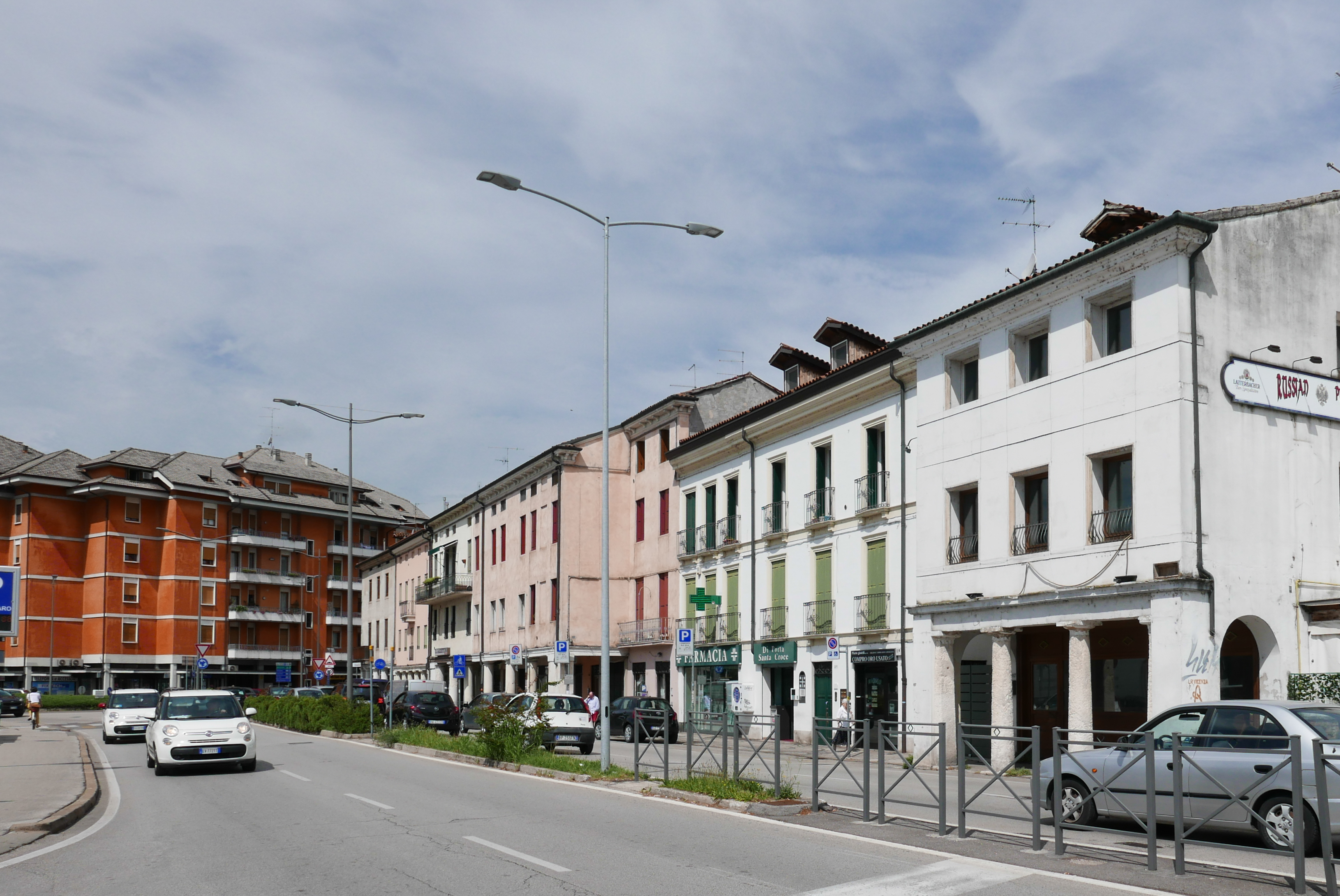
Borgo Santa Croce

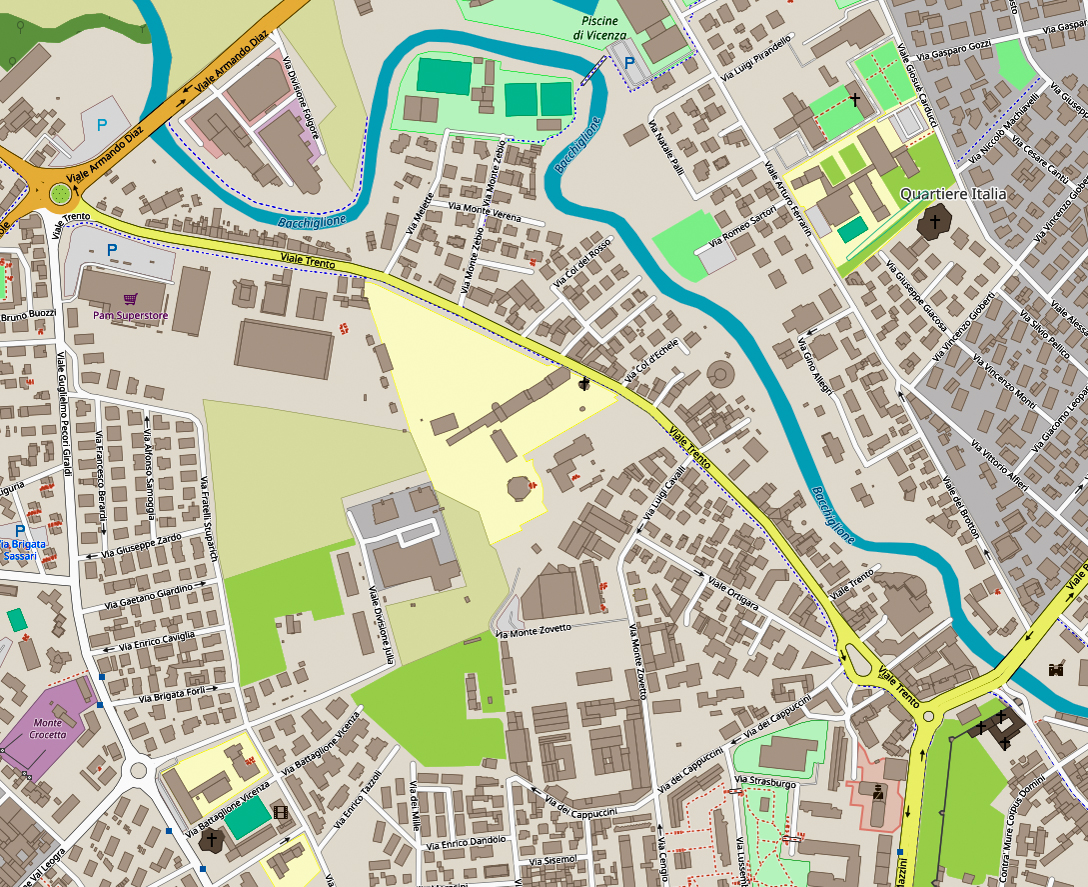
Borgo Santa Croce e viale Trento

Il borgo (suburbano) nacque già alla fine del Trecento, dopo la costruzione delle mura scaligere occidentali, fuori della porta Santa Croce.
È costituito dall'agglomerato di case che costeggiano l'ultimo tratto di viale Mazzini e tutto viale Trento fino all'incrocio con la circonvallazione esterna. L'area è delimitata a nord e ad est dal Bacchiglione, a sud da via dei Cappuccini e ad ovest dal quartiere delle Cattane.
Subito all'inizio di viale Trento si trova il piazzale Tiro a segno, dal quale si diparte via dei Cappuccini, a metà della quale vi era appunto - tra fine Ottocento e gli anni trenta del Novecento - il poligono di tiro. Alla fine di questa via verso la fine del XIII secolo era stato costruito un monastero di benedettini, divenuto nel XV un convento di frati minori osservanti, che vi costruirono la chiesa di San Biagio.
A circa metà di viale Trento si trovano l'Istituto Saveriano Missioni Estere e la sede dei corsi di laurea organizzati dal Centro Studi "Cardinal Baronio". Proseguendo lungo il viale sulla sinistra vi sono grandi edifici con centri commerciali.

#### Villaggio del Sole e Villaggio della Produttività

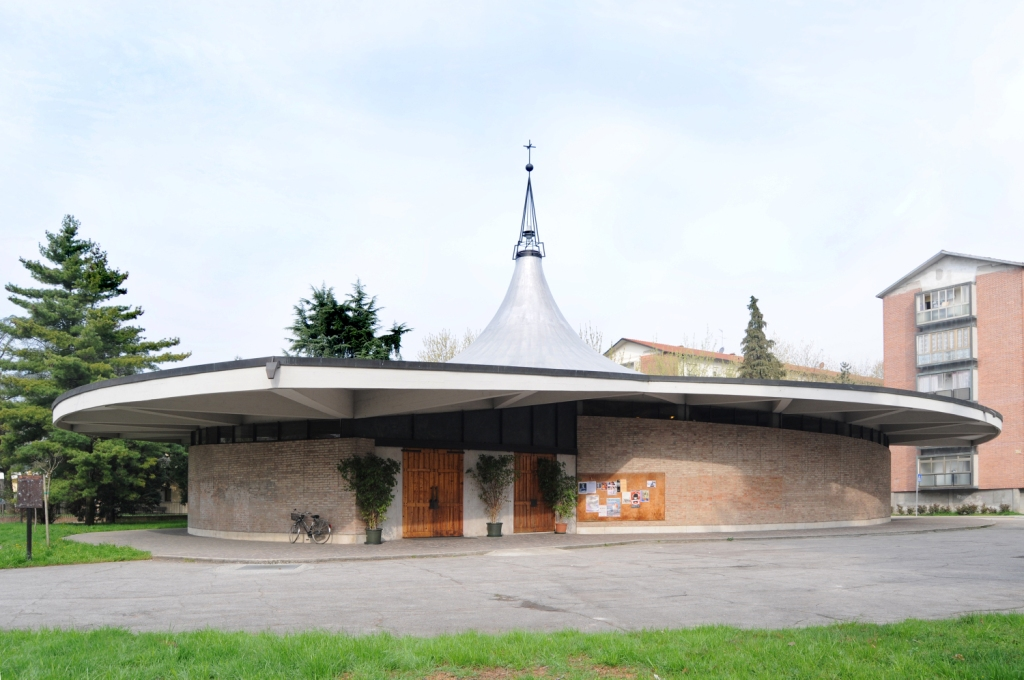
Chiesa parrocchiale di San Carlo al Villaggio del Sole

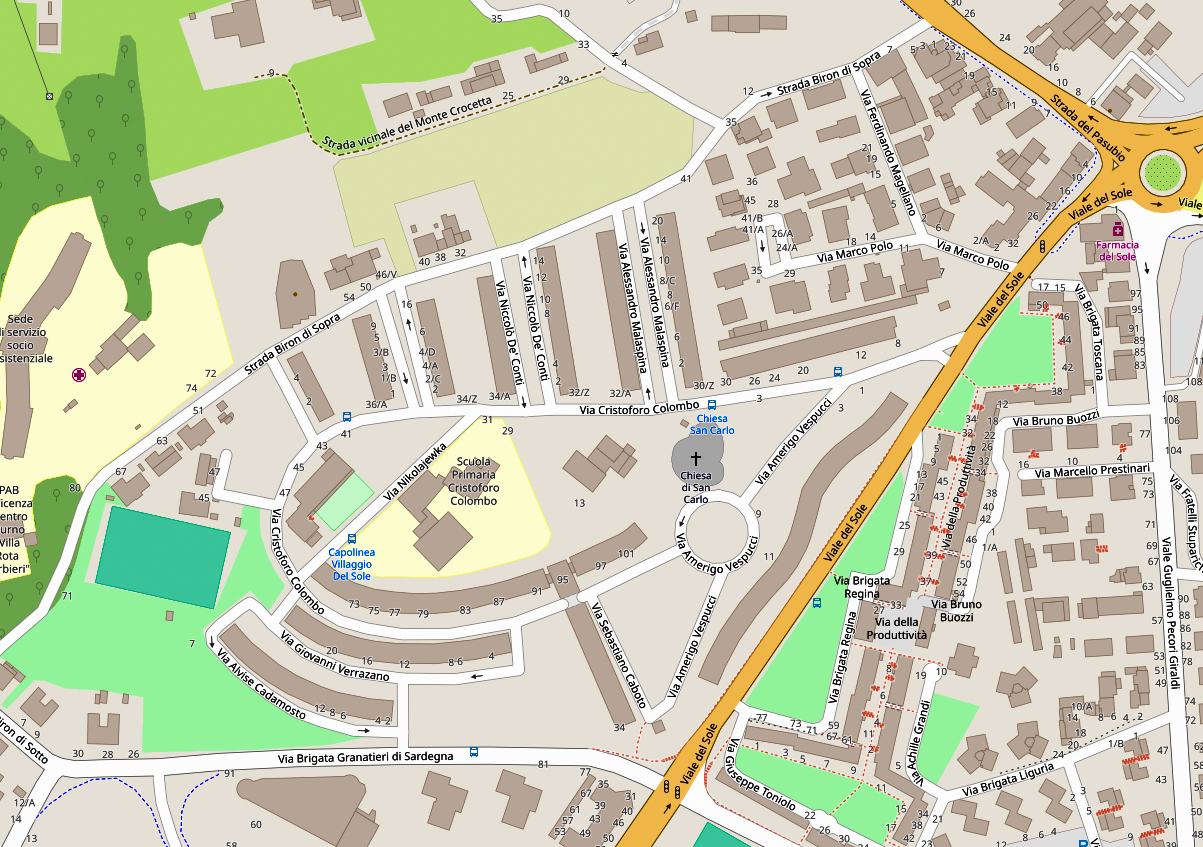
Villaggio del Sole e della Produttività

Il "Villaggio del Sole" è sorto ai primi anni sessanta grazie al Piano Case dell'INA, premio In-Arch 1962, su terreno venduto dal Comune a sud del Monte Crocetta. La caratteristica del quartiere è la costruzione "a biscia" dei lunghi caseggiati che danno un andamento sinuoso anche alle stesse strade; la dotazione di verde, che caratterizza ogni edificio, attribuisce inoltre al quartiere una dimensione armoniosa.
Il nome deriva dal fatto che, tra le due guerre, qui era attivo un piccolo centro elioterapico detto "Casa del sole" presso la sei-settecentesca Villa Rota Barbieri, con la torre quattrocentesca; struttura che, dopo aver ospitato le scuole elementari, quindi gli sfollati del Polesine e infine la scuola materna, è ritornata a funzionare diventando un centro diurno riabilitativo per malati di Alzheimer.
Il quartiere ospita la biblioteca di zona e il mercato settimanale. La parrocchia è dedicata a San Carlo Borromeo e la relativa chiesa, sorta negli anni sessanta, ha la forma di una tenda, a simboleggiare il peregrinare del popolo di Dio sulla terra.
Il "Villaggio della Produttività" fu costruito tra il 1959 e il 1962 - su un terreno ceduto gratuitamente dal Comune allo IACP - a est del viale del Sole. Si tratta di due lunghe file di fabbricati con 110 alloggi popolari e sei botteghe artigiane posti lungo la stretta via della Produttività.

#### Monte Crocetta e Maddalene vecchie

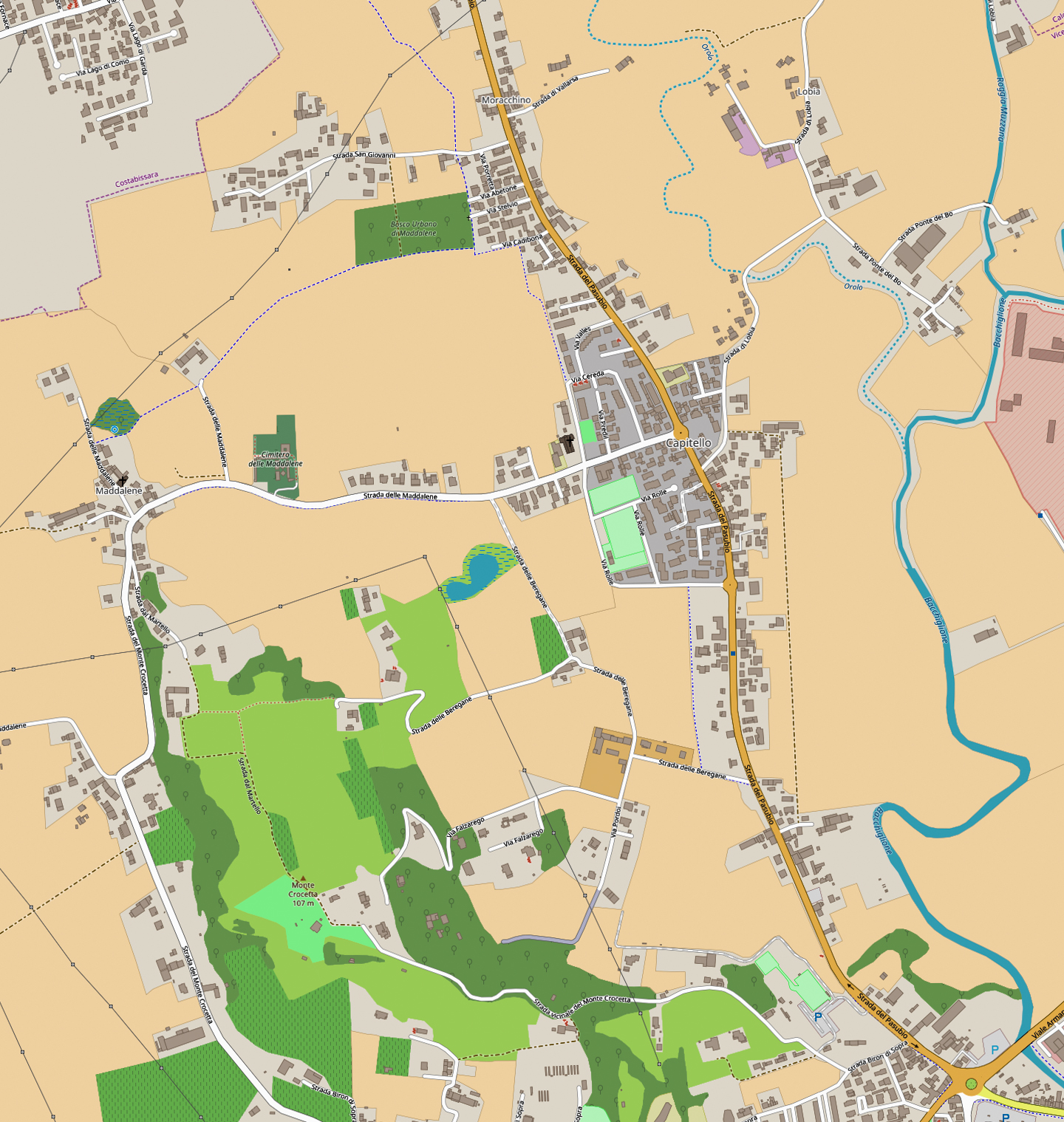
Viale Pasubio, Maddalene Capitello Monte Crocetta

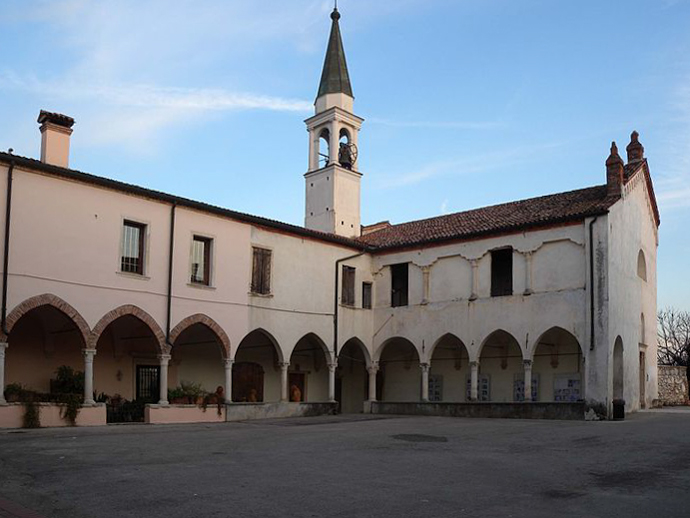
Chiesa di Santa Maria Maddalena

Monte Crocetta è una modesta altura, delimitata a ovest dall'omonima strada e a sud da quella del Biron di Sopra. Risalendo dal Biron è attraversata fino alla sommità dalla strada vicinale del Monte Crocetta che poi continua con la strada del Martello fino alla chiesa vecchia di Maddalene, dove esisteva un piccolo monastero benedettino che ne aveva la proprietà (tanto che in un documento del 1340 l'altura veniva chiamata mons famulorum).
La chiesa di Santa Maria Maddalena e ciò che rimane del chiostro sono in stile tardo gotico, come era uso nella seconda metà del Quattrocento. Nel corso dei secoli la chiesa e il piccolo monastero passarono per diverse mani: i primi proprietari furono l'abbazia benedettina di San Felice, nel XV secolo una comunità di eremiti, più tardi i frati Gerolimini che rimasero alle Maddalene per oltre due secoli restaurando la chiesa, ampliando il convento, bonificando le paludi attigue trasformandole in campi fertili, rendendo così il complesso conventuale il maggior punto di riferimento delle campagne circostanti. Soppresso dalla Repubblica di Venezia nel 1772, vent'anni più tardi fu donato agli abitanti della "Coltura di Santa Croce".

#### Viale Pasubio, Albera, Capitello, Maddalene, Moracchino

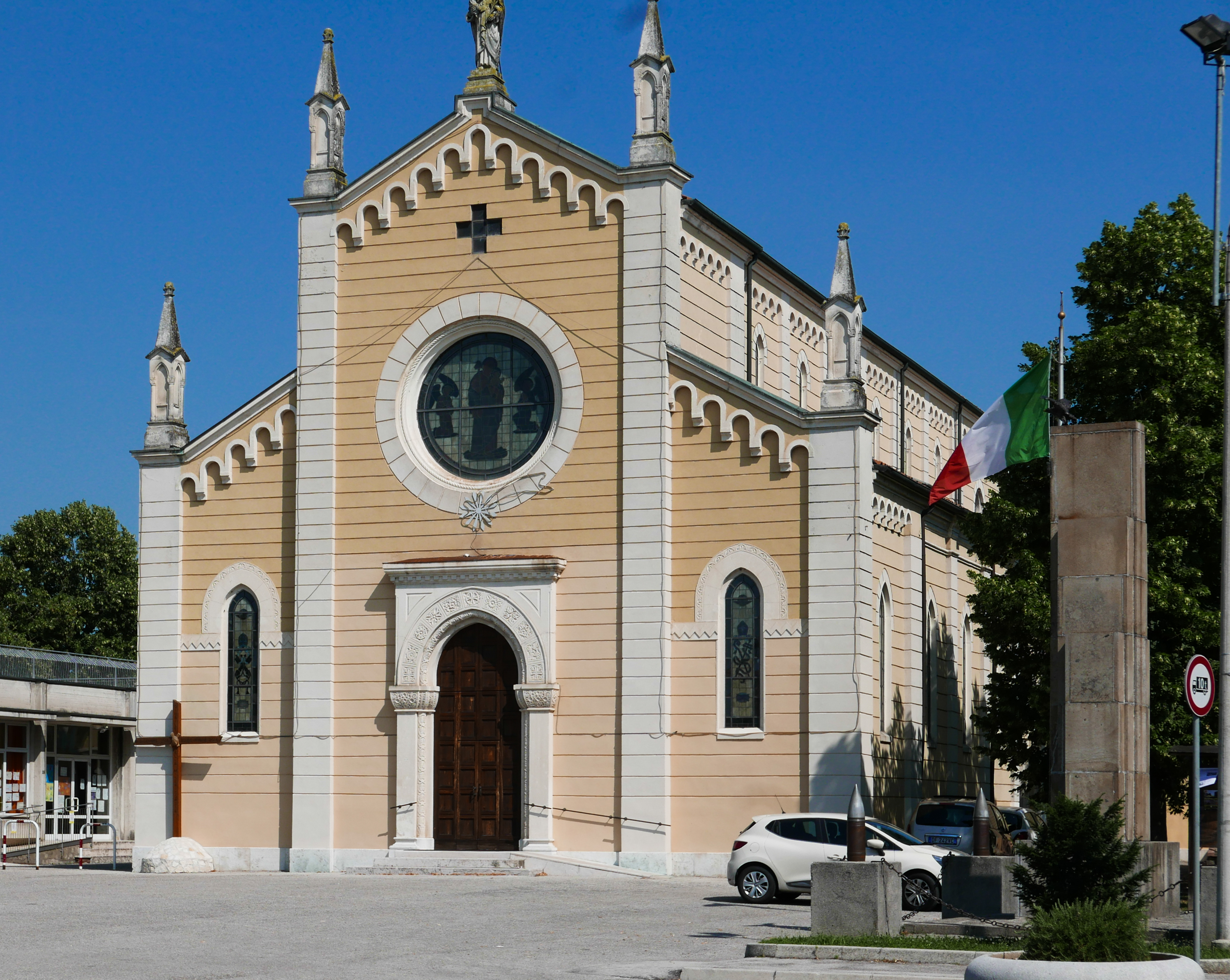
Chiesa parrocchiale di San Giuseppe a Maddalene Capitello

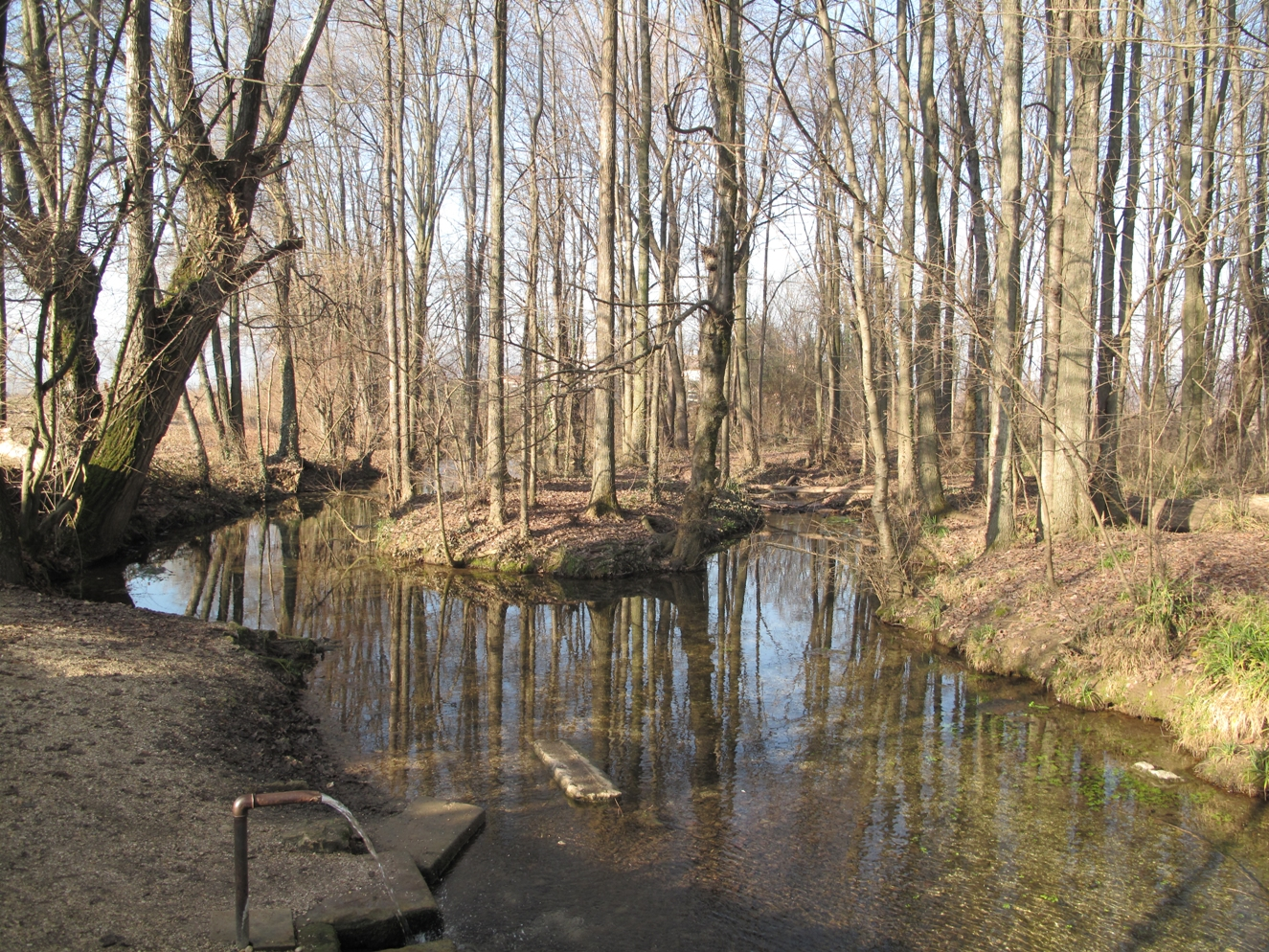
Sorgenti della Roggia Seriola a Maddalene

Viale Pasubio è il nome dato alla strada Statale 46, già Nazionale del Pian delle Fugazze, già Provinciale della Vallarsa e prima ancora Strada Tirolese; il tratto che va dall'Albera, presso l'incrocio con la circonvallazione esterna, fino a Moracchino, al confine con il territorio comunale di Costabissara, è lungo circa 3 km.
Il primo abitato è quello dell'Albera, che ha preso il nome da un grande pioppo (populus alba) che sorgeva a lato della strada vicino a un'omonima osteria campestre. Il secondo era chiamato Capitello, dal nome del tabernacolo posto all'incrocio con la strada della Lobia.
Intorno a Capitello a partire dai primi anni ottanta del Novecento ha avuto un considerevole sviluppo edilizio il quartiere Villaggio P.E.E.P. delle Maddalene, che conta una popolazione di oltre 3.000 abitanti. Al centro di esso la chiesa parrocchiale, dedicata a San Giuseppe.
Più a nord l'abitato di Moracchino (il nome deriva da quello di una famiglia di possidenti), importante perché posta su copiose falde acquifere e dove si trovano le prese dell'acquedotto cittadino.
La zona è adagiata ai piedi di Monte Crocetta ed è ricca di attrattive naturali e architettoniche: le risorgive della roggia Seriola e della Boja, ville e palazzi padronali risalenti al periodo della Repubblica di Venezia quali Cà Beregane abitata dai nobili Beregan, Cà Dal Martello, villa Teodora e altre.

### A ovest del centro storico

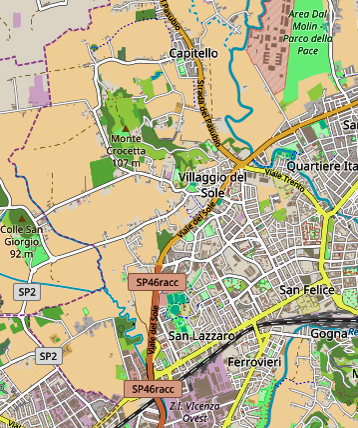
Mappa Circoscrizione 6

Tutta l'area a ovest delle mura scaligere occidentali fino al Novecento è stata ben poco abitata. Nella prima metà di questo secolo lo spazio venne occupato da grandi strutture di imprese industriali, come la Montecatini poi Montedison, la ditta farmaceutica Zambon, le acciaierie Valbruna, le Fornaci.
Durante la seconda guerra mondiale queste aziende furono danneggiate da furiosi bombardamenti; nel dopoguerra, soprattutto per ridurre l'inquinamento ambientale, i piani regolatori ne determinarono lo spostamento verso la nuova Zona Industriale e, nelle aree liberate, furono edificati complessi residenziali e grandi edifici per servizi, negli ultimi decenni furono create anche aree verdi pubbliche.
Anche se molto integrate tra loro, si possono individuare le seguenti zone:
- Viale Mazzini e "Vicenza nuova"
- Quartieri di Santa Bertilla e delle Cattane
- Zona del Mercato Nuovo e delle Fornaci

#### Viale Mazzini e "Vicenza nuova"

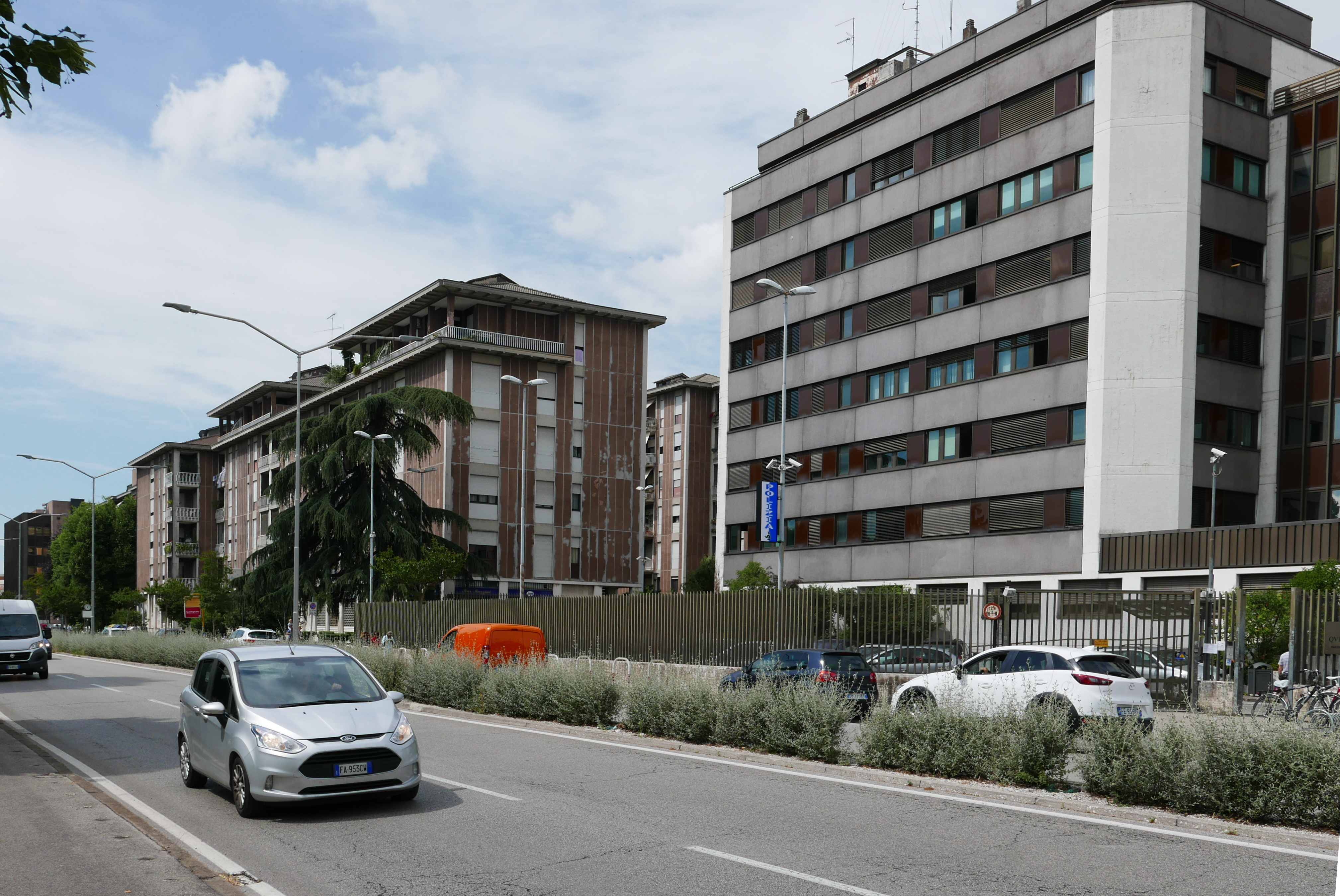
Viale Mazzini

Larga arteria di circa 1 km che va dall'incrocio con corso San Felice fino a Porta Santa Croce. Il primo tratto, fino alla traversale di via Carlo Cattaneo, fu costruito nel 1909 per proseguire il tronco di viale Milano, il secondo corre per quasi tutta la sua estensione lungo le mura scaligere, dalle quali è separata dal prato che copre l'area in cui fino agli anni sessanta scorreva la roggia Seriola.
La prima area di terreno a ovest del viale - compresa tra le vie Cattaneo, Saudino e Cairoli - un tempo si chiamava "contrada del Camposanto", perché a fine Settecento vi era stato costruito un cimitero cittadino, che però fu soppresso nel 1815 perché una falda acquifera a poca profondità impediva le inumazioni.
Più avanti il terreno - ora compreso tra viale Milano e le vie Cairoli, dei Mille, Manara e dei Cappuccini fino al piazzale Tiro a segno - era privo di case e con poche vie campestri, chiamato "contrada Campo di Gallo". Nel Novecento su quest'area si insediarono alcuni complessi industriali, come la Montecatini poi Montedison, la fonderia Geisler poi Gresele e, al di là della via dei Cappuccini, l'azienda farmaceutica Zambon; ma soprattutto fu creata una rete di strade trasversali, in cui sorse una zona densamente popolata di abitazioni, tanto che il nuovo quartiere ebbe l'appellativo di "Vicenza nuova".
Nella seconda metà del Novecento, smantellati gli impianti industriali, su quest'area sono stati costruiti grandi edifici tra i quali, nell'ordine: un supermercato, il Teatro comunale Città di Vicenza con il suo grande parcheggio, la sede della Banca Popolare di Vicenza (ora Intesa Sanpaolo) nella laterale via Btg. Framarin, vari complessi di servizi commerciali e sanitari, il palazzo della questura.

#### Quartieri di Santa Bertilla e delle Cattane

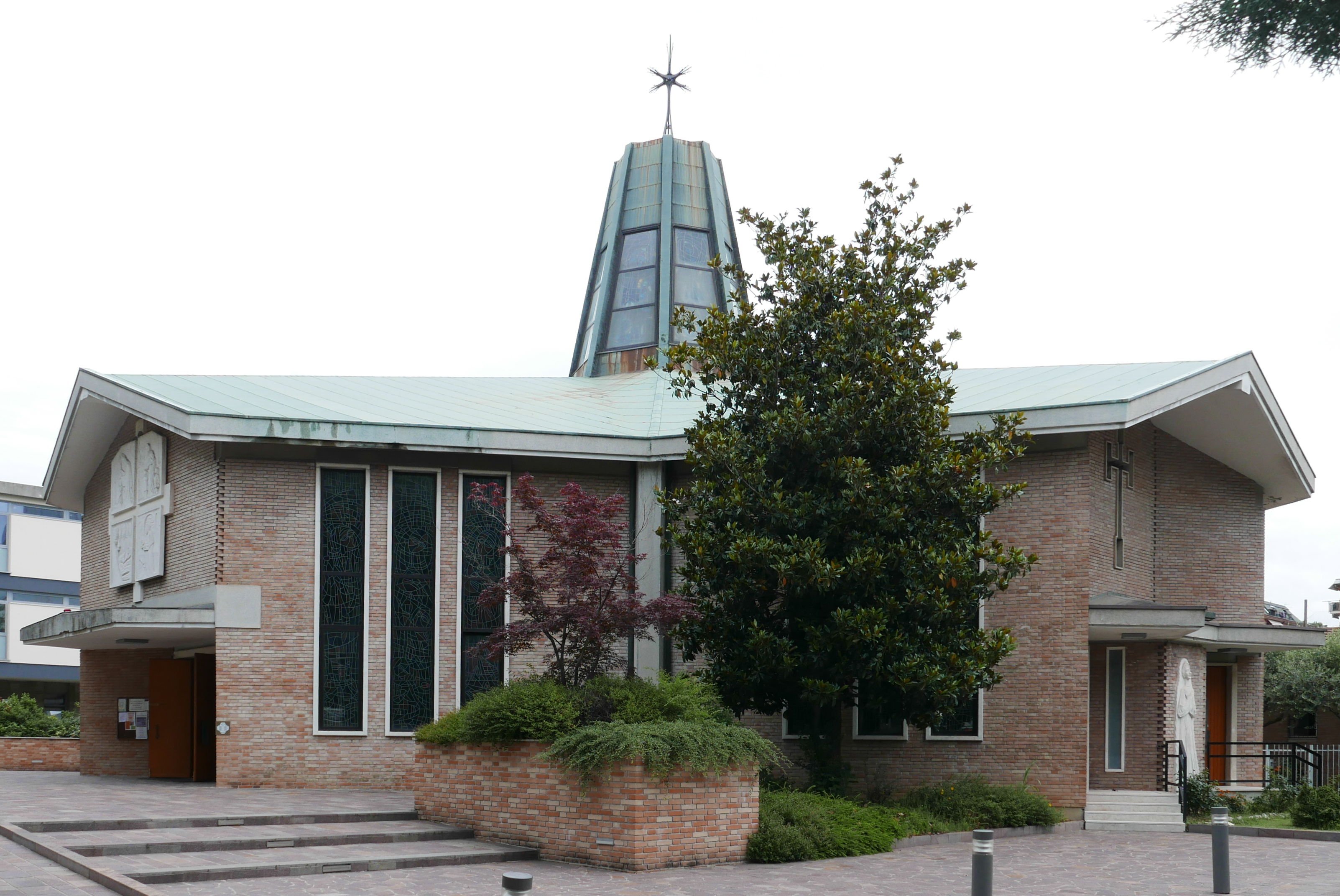
Chiesa parrocchiale di Santa Bertilla Boscardin

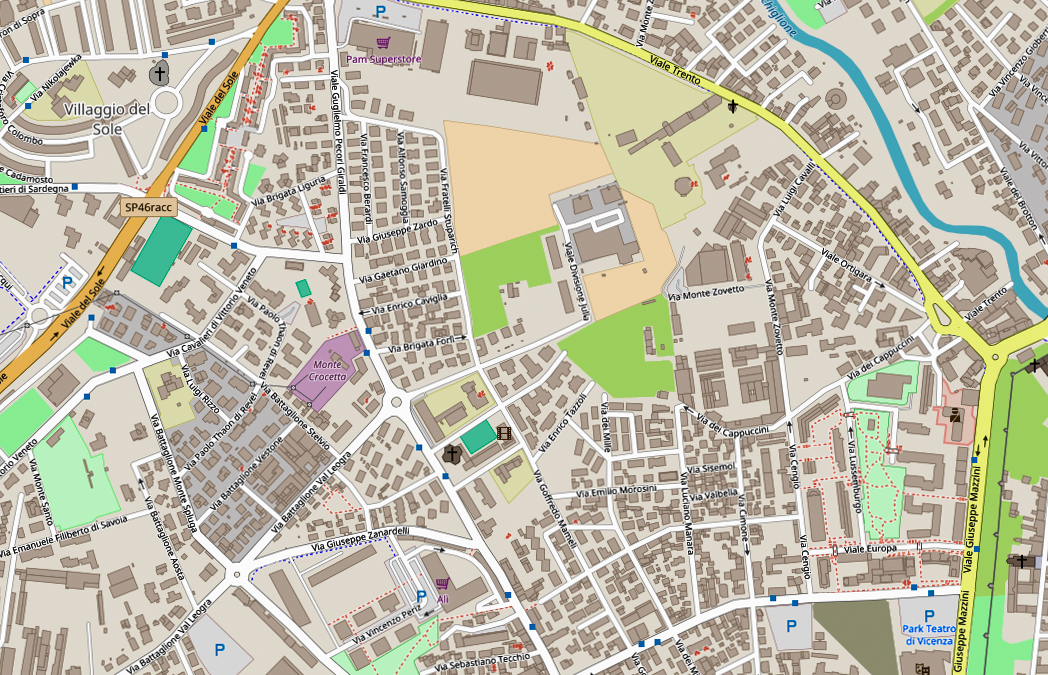
Santa Bertilla - Cattane

Si possono considerare i quartieri più vasti e più popolati della zona, caratterizzati da un tessuto sociale eterogeneo.
Il quartiere di Santa Bertilla, subito a ovest di quello precedente aggregato a viale Mazzini, si sviluppa intorno all'incrocio delle quattro ampie strade Divisione Julia, Legione Antonini, Battaglione Val Leogra e Pecori Giraldi. Presso quest'incrocio è stata costruita la chiesa parrocchiale di Santa Bertilla, parrocchia che ha contribuito alla coesione sociale della comunità di quartiere.
Quello delle Cattane è delimitato a est da via Battaglione Val Leogra, a sud dall'omonima strada delle Cattane, a ovest da viale del Sole; in esso vi è il Centro Sport Palladio, uno dei centri sportivi più grandi d'Italia.
Tra i due quartieri si trova il Centro civico di Villa Lattes, sede della circoscrizione amministrativa 6, che offre l'opportunità di ospitare molte associazioni della zona.

#### Zona del Mercato Nuovo e delle Fornaci

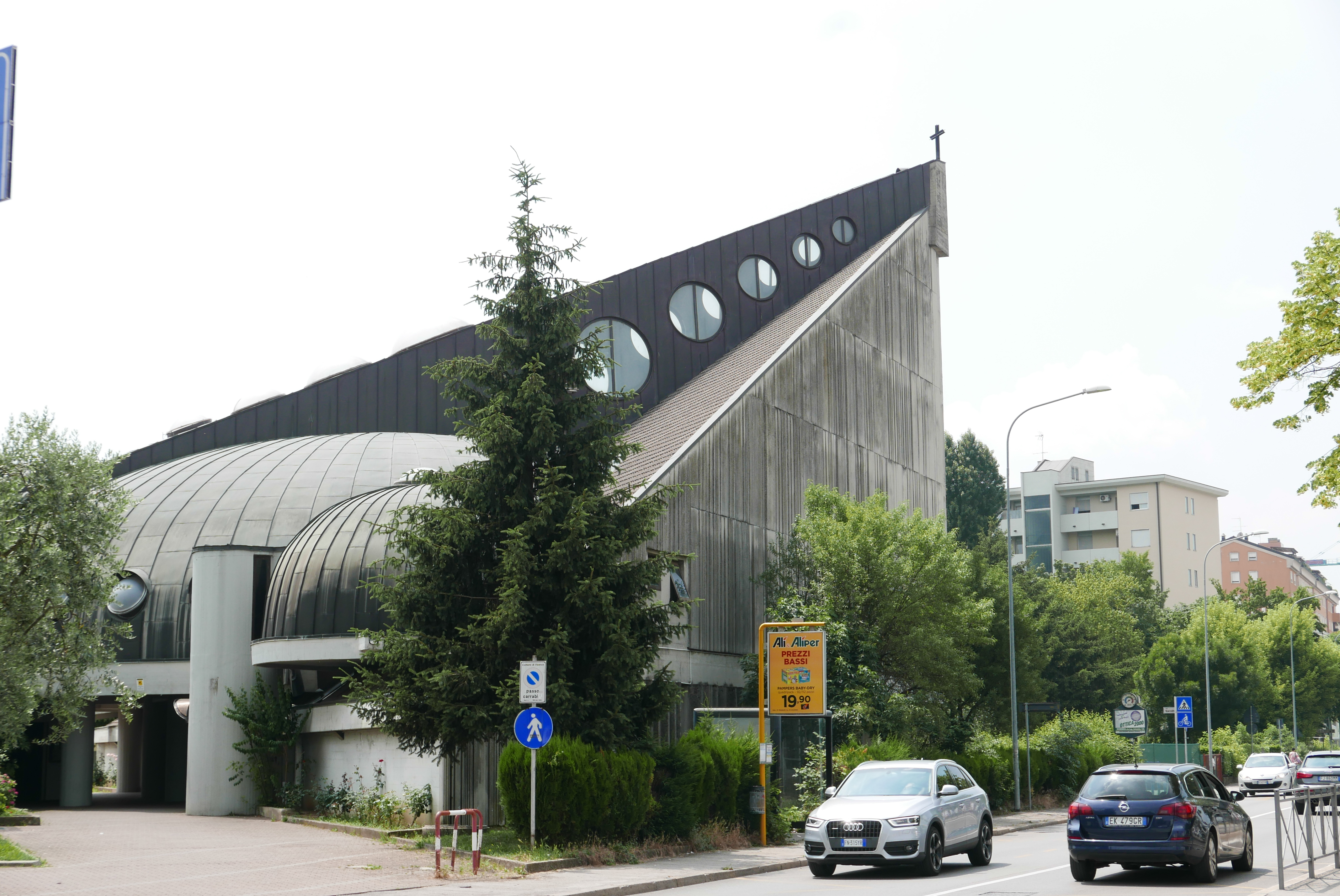
Chiesa di San Giuseppe Lavoratore

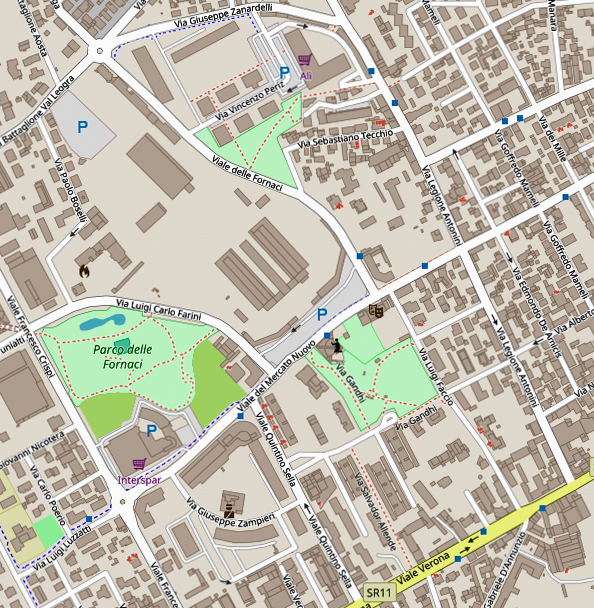
Mercato Nuovo - Fornaci

La zona è delimitata a sud dall'omonimo viale del Mercato Nuovo, a ovest da viale Crispi, a nord da via Btg. Val Leogra e ad est da via delle Fornaci.
Il Mercato Nuovo è un complesso per la vendita di prodotti ortofrutticoli costruito alla fine degli anni cinquanta, quando ormai in città risultavano insufficienti i piccoli mercati del centro storico e rionali (che funzionano ancora a cadenza settimanale). Dietro al Mercato vi sono la Ricicleria ovest della città e il Comando dei Vigili del Fuoco.
Il Parco Fornaci, che vanta un'estensione di 35.000 m², è stato istituito nell'estate del 2007 tra il Mercato Nuovo, via Farini e viale Crispi, in un'area che ha richiesto un intervento di bonifica ambientale dopo la demolizione delle vecchie Fornaci Lampertico. È dotato di un centinaio di piante, di un laghetto, di tre fontane con giochi d'acqua, di strutture ricreative come un campo da bocce, un percorso vita e una pista da skateboard, la seconda più grande d'Italia.
Negli anni settanta, anche al fine di aggregare la comunità formata da persone provenienti da luoghi diversi, in zona è stata istituita la parrocchia di San Giuseppe Lavoratore, con l'omonima chiesa a tenda e un grande oratorio.

### A ovest lungo la strada per Verona
La parte più antica di questa zona è costituita dal Borgo San Felice, sempre rimasto suburbano perché la cinta muraria altomedievale non fu mai inglobata in una più esterna, come invece prevedevano diversi progetti veneziani del Cinquecento.
Fino ai primi del Novecento tutta la zona più ad ovest del borgo e lungo l'antica via Postumia che portava a Verona, apparteneva alla "coltura dei Santi Felice e Fortunato", vasta area di campagna.
In questo secolo la città si è ulteriormente espansa fino alla tangenziale ovest e oltre. I quartieri sono quelli di Viale Verona, di San Lazzaro, dei Pomari.
Dopo la tangenziale, lungo la statale si trovano Ponte Alto e Olmo.

#### Borgo San Felice

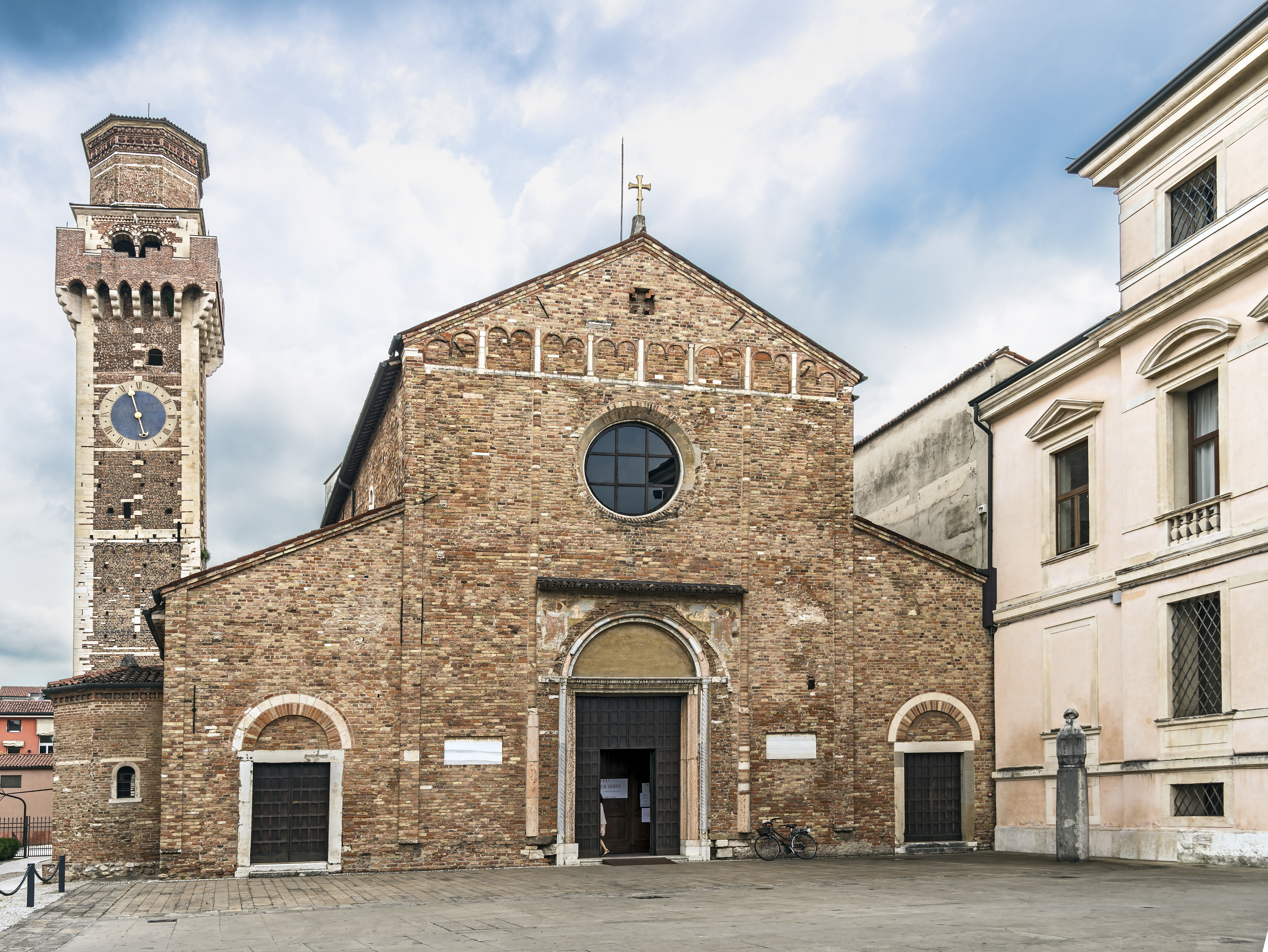
Basilica dei Santi Felice e Fortunato

È formato dagli aggregati di edifici posti su entrambi i lati del corso dei Santi Felice e Fortunato - lungo circa 1 km - che esce da Porta Castello e, dopo aver attraversato la circonvallazione interna (formata da viale Milano e viale Mazzini) continua fino alla trasversale sinistra di via Gabriele D'Annunzio, per poi proseguire con la denominazione di viale Verona.
La parte più orientale del quartiere - quella compresa tra viale Roma, viale Milano, viale Giuseppe Mazzini, contrà Mure della Rocchetta, contrà Mure Porta Nova, contrà Mure Porta Castello, piazzale Alcide De Gasperi - fa parte, sotto l'aspetto urbanistico, del Centro storico.
Al giorno d'oggi San Felice è un quartiere molto abitato, con stabili nuovi o rinnovati nel Novecento. Sotto l'aspetto ecclesiale fa riferimento alla parrocchia dei Santi Felice e Fortunato.
Luoghi interessanti del quartiere sono: i Giardini Salvi, l'ex chiesetta di San Bovo, la Basilica dei Santi Felice e Fortunato, la facciata barocca dell'Istituto Piovene che ha occupato gli edifici del vecchio monastero, gli stabili e il parco interno dell'ex Istituto Psichiatrico Provinciale, ora sede di servizi sociali e sanitari dell'Ulss 6.

#### Viale Verona, Quartiere San Lazzaro, Pomari

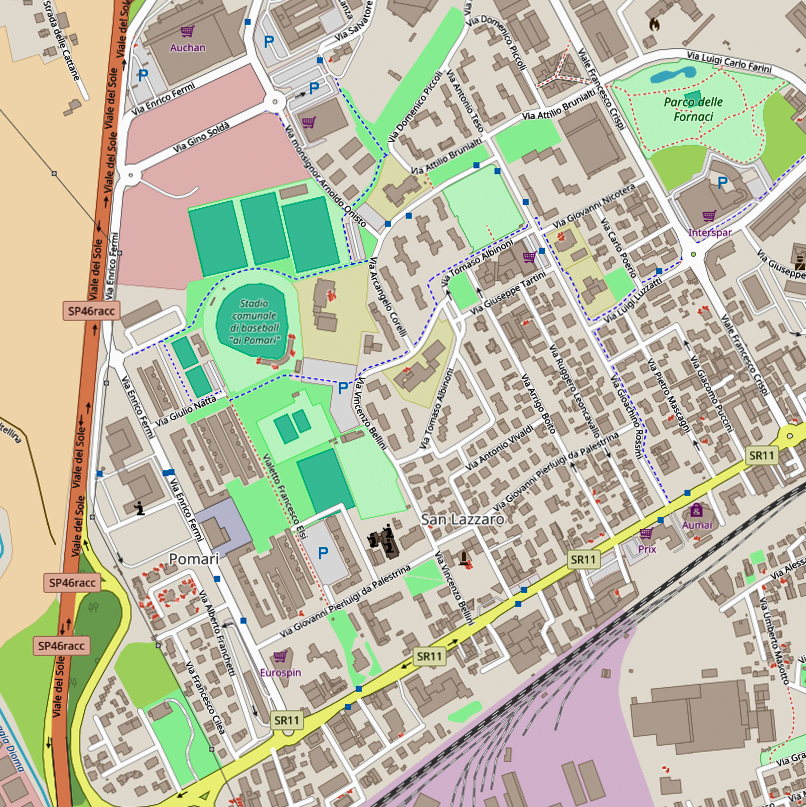
San Lazzaro e Pomari

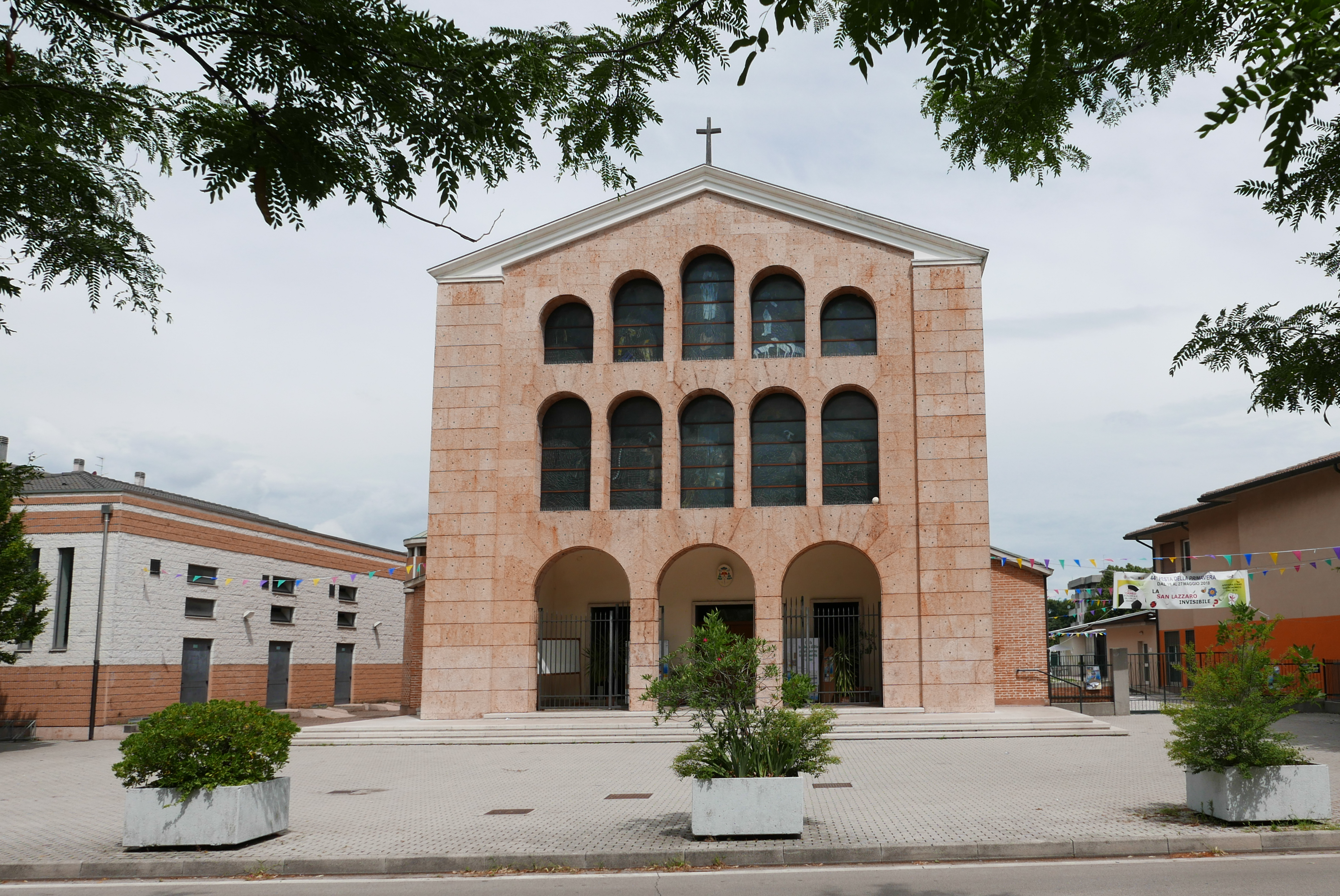
Chiesa parrocchiale della Sacra Famiglia a San Lazzaro

Viale Verona, a suo tempo primo segmento della Strada statale 11 Padana Superiore e ora strada cittadina, continua il corso San Felice per altri 500 m fino all'incrocio con viale Crispi, circonvallazione esterna. È attorniato da edifici di vario tipo, case e condomini con abitazioni, negozi e uffici.
Il quartiere di San Lazzaro (il nome deriva da un antico lazzaretto qui ubicato perché fuori città) è racchiuso dall'omonimo viale a sud, da via Vincenzo Bellini a ovest, da viale Crispi ad est; i nomi di quasi tutte le strade sono quelli di musicisti italiani. Di carattere prettamente residenziale, in parte è costituito da una Zona PEEP sorta a cavallo degli anni sessanta e settanta.
Zona Pomari è più recente e tuttora in espansione, sorta negli anni ottanta e novanta; è delimitata a est dal quartiere di San Lazzaro, a ovest dalla tangenziale viale del Sole. Ne forma l'asse portante la larga via Enrico Fermi dove, oltre a grandi condomini, vi sono le sedi di TVA Vicenza, del Il Giornale di Vicenza, il palazzo di Confartigianato Vicenza, la sede vicentina dell'ACI e la nuova sede della Camera di commercio.
Negli anni settanta in zona è stata istituita la parrocchia della Sacra Famiglia (anche se più comunemente viene chiamata parrocchia di San Lazzaro) e costruita la chiesa e le opere parrocchiali.

#### Ponte Alto e Olmo
Qualche centinaio di metri dopo aver superato il sottopasso della tangenziale ovest, la strada Padana Superiore riceve prima il nome di via Ponte Storto e poi di via Olmo, separando il comune di Creazzo a nord da quello di Vicenza (che finisce al ponte sul Retrone) a sud.
Tra questa strada e la ferrovia Venezia-Milano si trova una fila di costruzioni, soprattutto di negozi e di attività artigianali. La vecchia denominazione del primo tratto era quella di Ponte Alto, del secondo resta quella di Olmo.

### A sud ovest tra la ferrovia e i Colli Berici
Fino a metà dell'Ottocento tutta la zona, a meridione della strada che portava a Verona, apparteneva alla parte meridionale della "coltura dei Santi Felice e Fortunato", vasta area di campagna a sud-ovest della città. Dopo che nel 1849 fu costruita la linea ferroviaria Vicenza-Verona, essa restò piuttosto separata dal resto della città, avendo accesso solo da piazzale Santa Libera. Vi fanno parte:
- la zona di Gogna
- il quartiere dei Ferrovieri
- la Zona Industriale
- la frazione di Sant'Agostino

Sotto l'aspetto amministrativo tutta questa parte è ricompresa nella circoscrizione amministrativa 7.

#### Gogna

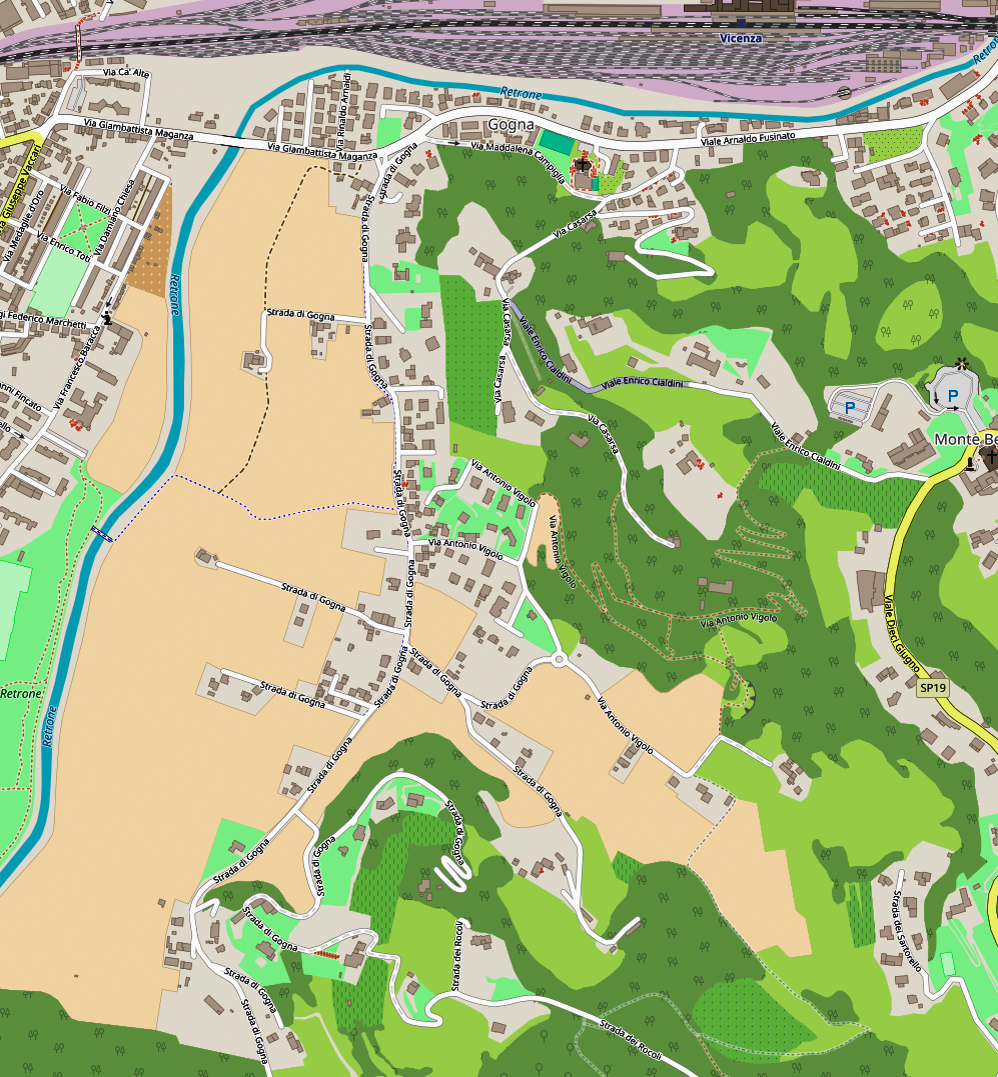
Mappa della Zona di Gogna)

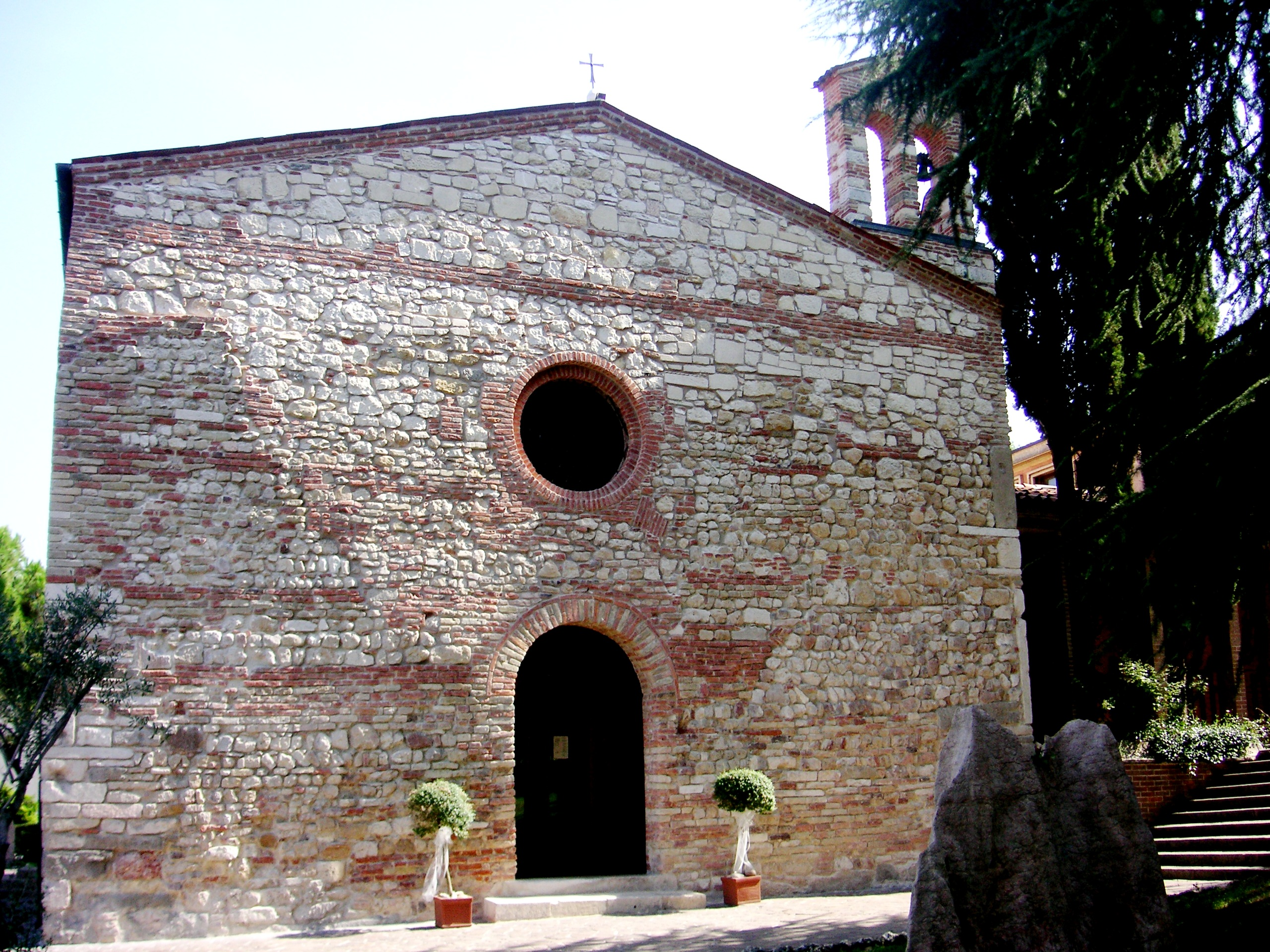
Chiesa di San Giorgio in Gogna

L'ampia zona verde collinare e di campagna, con poche abitazioni, è delimitata a est da Monte Berico, a sud dall'autostrada A4, a ovest e a nord dal fiume Retrone.
È percorsa nella parte settentrionale da viale Arnaldo Fusinato e poi, in tutta la sua lunghezza, dalla strada di Gogna, che inizia a poche decine di metri dall'antica chiesa di San Giorgio e si dirige verso sud, per 2/3 asfaltata e per l'ultimo terzo sterrata per unirsi infine, dopo il sottopasso dell'A4, a un'altra strada campestre che porta alla chiesa di Sant'Agostino.
La chiesa di San Giorgio in Gogna è una delle più antiche chiese della città, sicuramente anteriore all'anno mille; un privilegio del 983 attesta che il vescovo Rodolfo la assegnò ai benedettini dell'abbazia dei Santi Felice e Fortunato con l'obiettivo di bonificare la zona paludosa. La denominazione di "Gogna" deriva dal fatto che, nel Cinquecento, per qualche tempo la chiesa di San Giorgio fu destinata a prigione.

#### Quartiere dei Ferrovieri

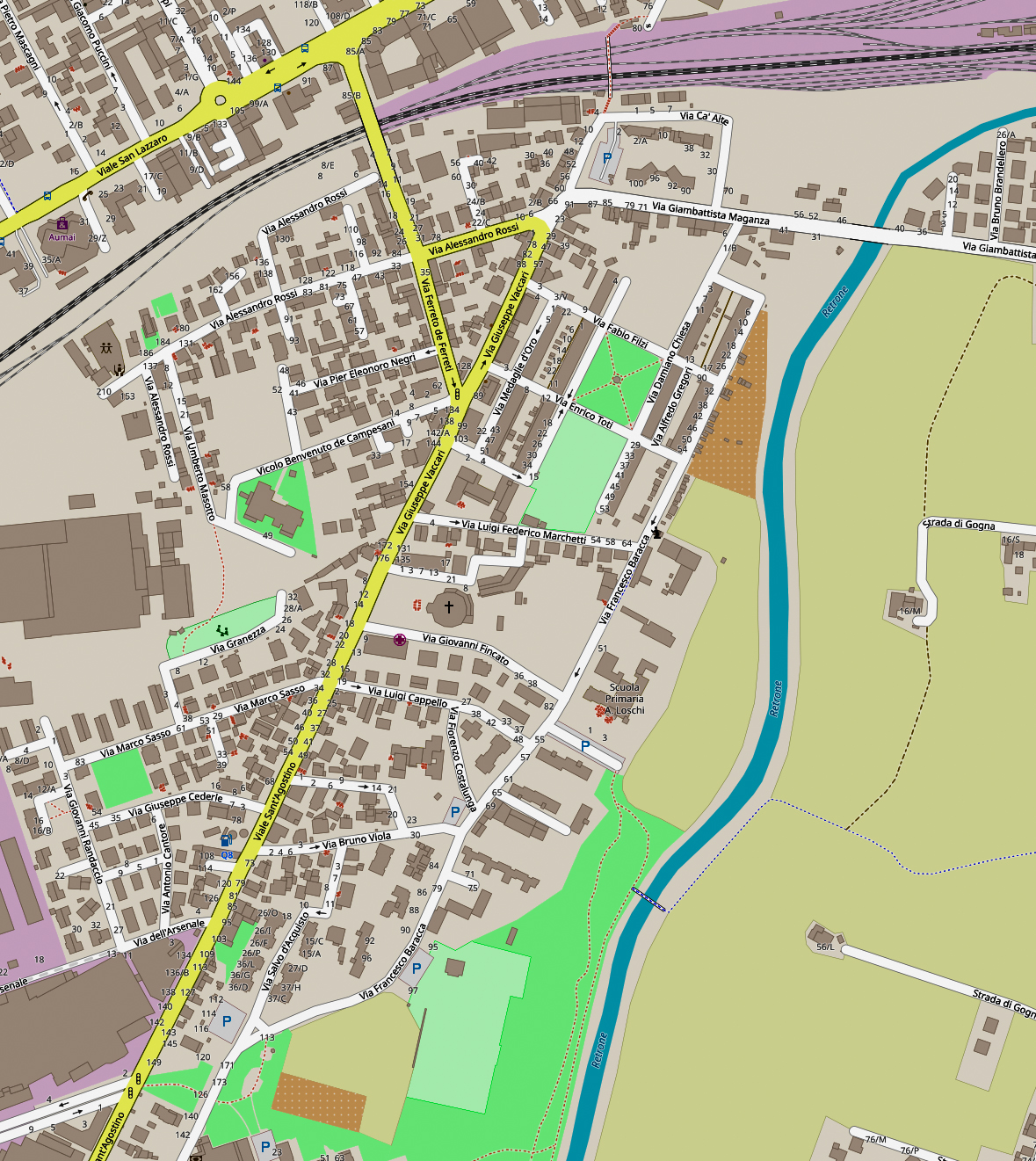
Mappa del Quartiere Ferrovieri

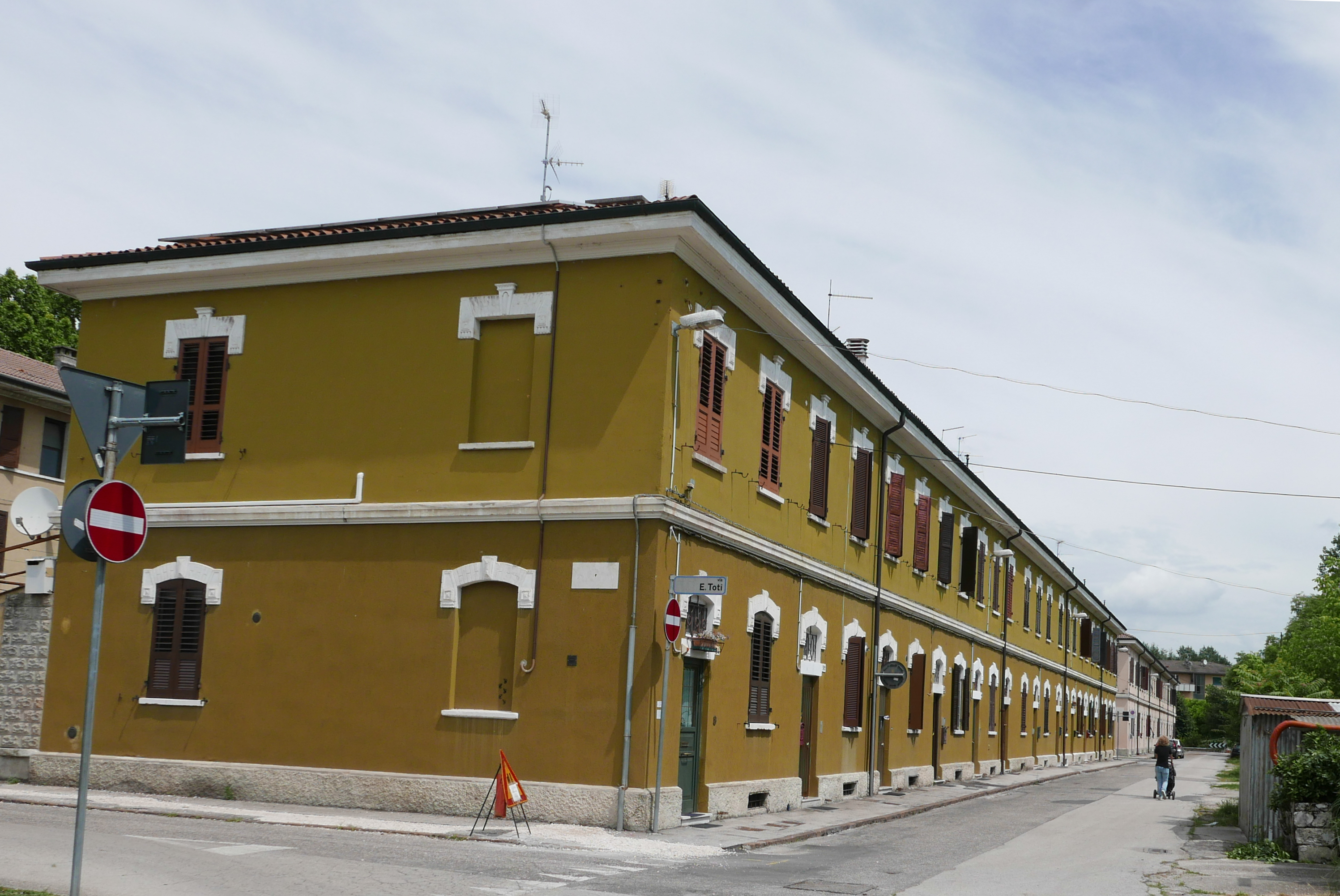
Case popolari in Zona Ferrovieri

Il quartiere - un tempo aperta campagna e chiamato "Riva alta" dagli argini del vicino fiume Retrone - è situato a sud-ovest della città, tra la ferrovia Milano-Venezia e questo corso d'acqua.
Durante la prima guerra mondiale il quartiere (all'epoca composto solo dalle case dei ferrovieri) venne utilizzato come caserma dall'esercito. La zona si sviluppò ulteriormente tra le due guerre con l'apertura del Lanificio Rossi, assumendo uno spiccato carattere operaio e popolare, fino ad arrivare ai recenti ampliamenti residenziali degli anni novanta.
Il nome ufficiale, dato nel gennaio 1936, fu "Quartiere Martiri della Patria" - molte delle vie del rione sono infatti dedicate a decorati al valor militare) - ma il fatto che i primi abitanti furono gli operai del vicino "arsenale" (Officine Grandi Riparazioni) delle Ferrovie dello Stato ospitati nelle case popolari appositamente edificate per loro (i "Casermoni"), battezzò spontaneamente il quartiere come "Ferrovieri".
Il quartiere è sede della circoscrizione 7 e in esso è presente il Parco Retrone. La parrocchia, costituita nel 1959, è dedicata a Sant'Antonio da Padova; la chiesa ad esso dedicata fu inaugurata nel 1966.

#### Zona Industriale Vicenza Ovest

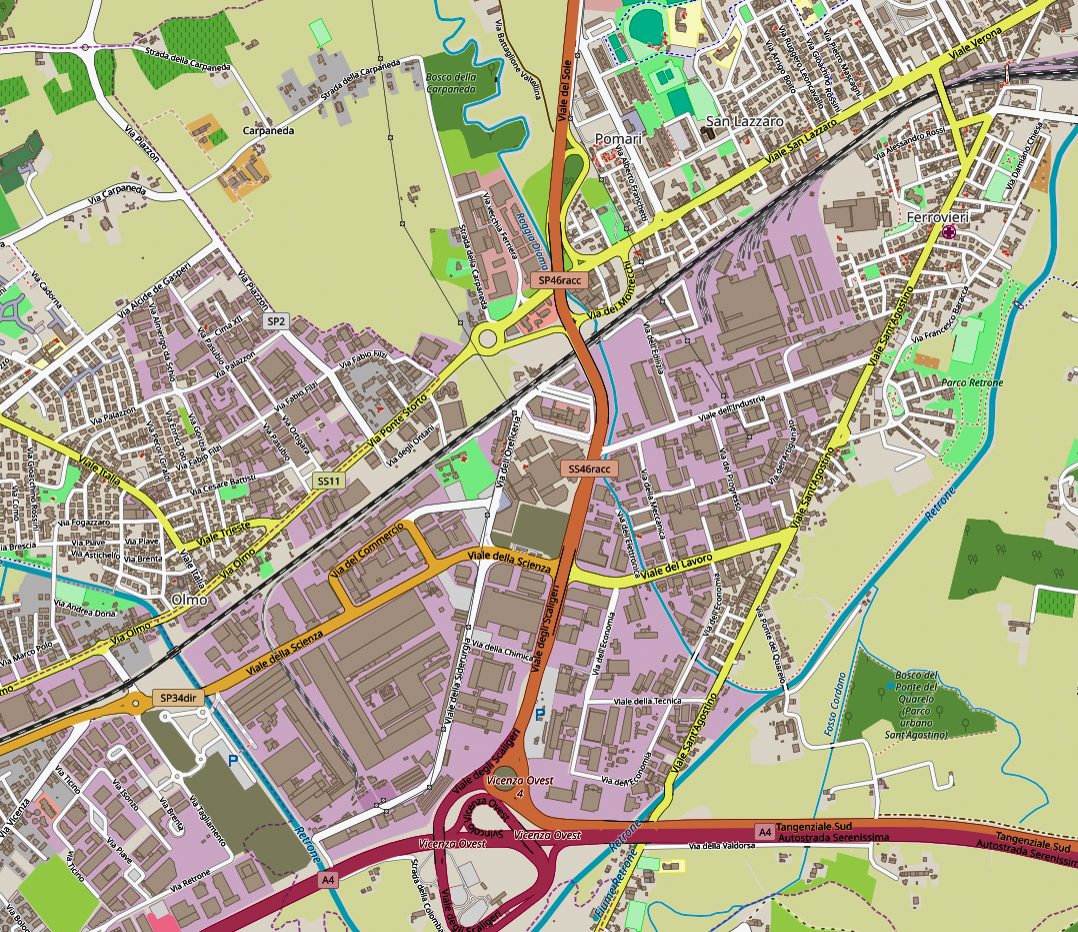
Mappa della Zona Industriale Ovest

Vasta area compresa tra la linea ferroviaria a nord ovest, il fiume Retrone a sud ovest, il raccordo dell'autostrada A4 a sud, viale Sant'Agostino a est, il quartiere dei Ferrovieri a nord. È attraversata - in direzione nord sud - da viale degli Scaligeri, ultimo tratto della tangenziale ovest.
Quasi tutti i nomi delle strade riguardano attività economiche (viale dell'Industria, viale del Lavoro, viale dell'Oreficeria, ecc.).
In via dell'Oreficeria, vicino ai binari della ferrovia, esiste ancora la Villa Bonini Matteazzi.

#### Sant'Agostino

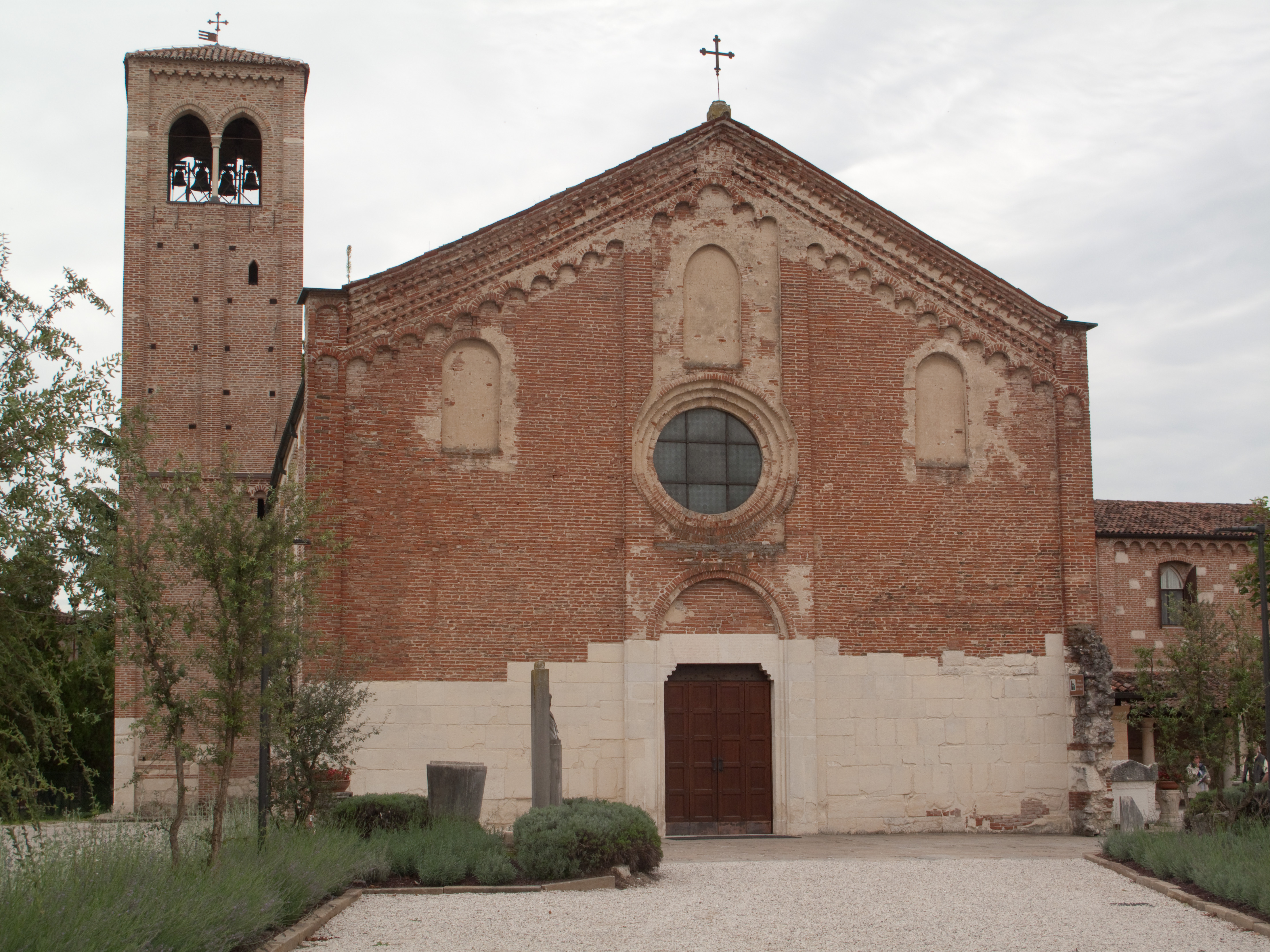
Abbazia di Sant'Agostino

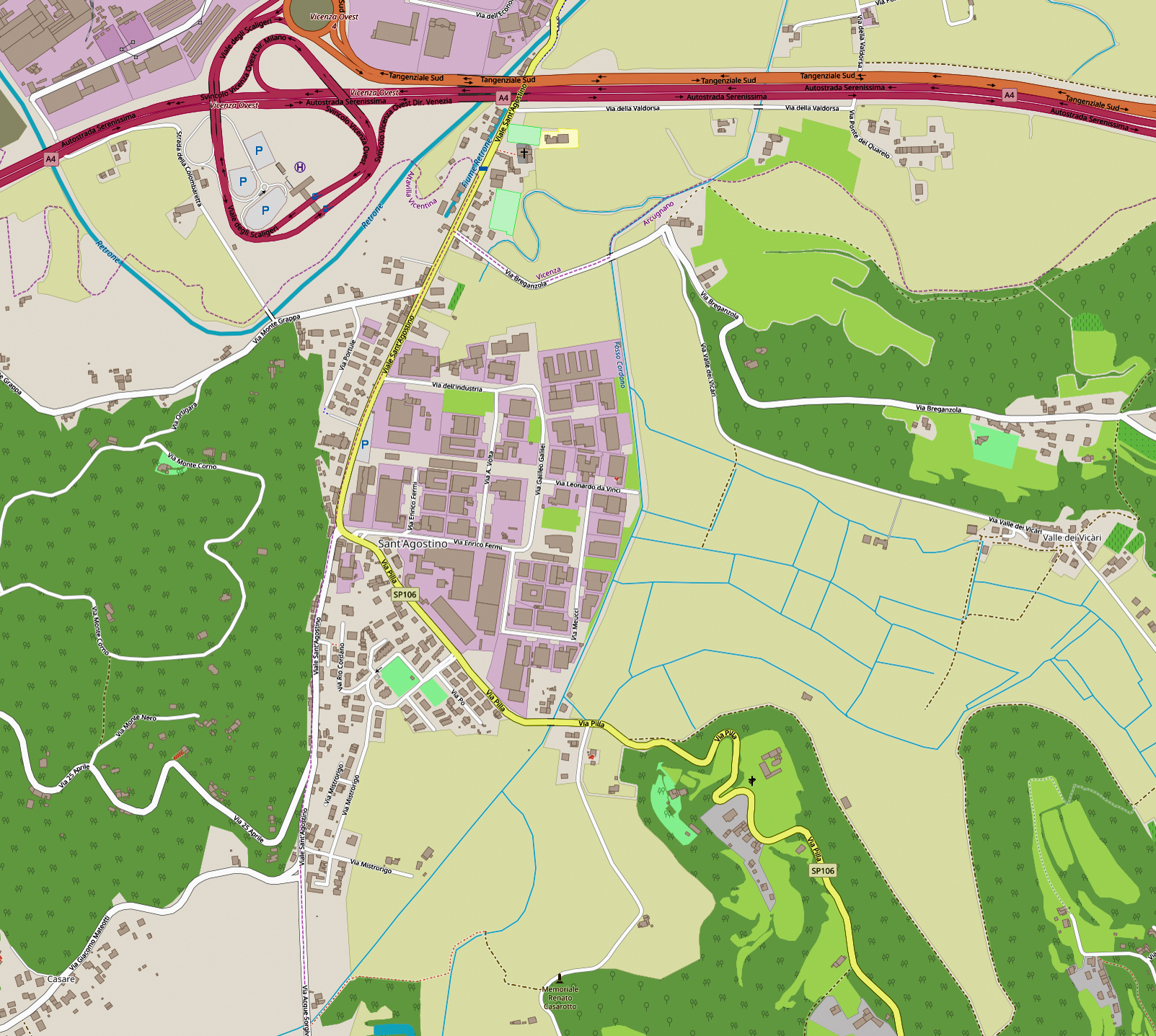
Mappa di Sant'Agostino

La zona si estende tutta sul lato orientale di viale Sant'Agostino, lungo 2,5 km., che inizia davanti alla chiesa di Sant'Antonio, ancora nel quartiere dei Ferrovieri e arriva sino al confine del territorio comunale.
A qualche centinaio di metri dall'inizio del viale negli anni settanta-ottanta è stata creata una Zona PEEP con l'omonima denominazione. Dietro ad essa, lungo il fiume, si estende il grande Parco del Retrone, terzo parco della città per estensione (40.000 m²); ricco di giovani alberi (il parco è stato istituito nel 1997), cespugli fioriti e spazi per lo sport (pallavolo, calcio e canoa), è gestito dalla Legambiente.
A circa metà del viale si stacca a sinistra la strada del Ponte del Quarelo (dal nome dialettale del mattone usato per la sua costruzione), con un gruppo di case coloniche. Poco dopo il viale passa sotto l'autostrada A4 e giunge all'ultimo piccolo abitato di vecchie case poste intorno all'abbazia di Sant'Agostino.
Nella chiesa e nel piccolo monastero, costruiti verso la metà del Trecento nelle forme della transizione romanico-gotica, si succedettero per alcuni decenni vari ordini monastici; poi vennero abbandonati perché situati in zona acquitrinosa e malsana. In seguito ai radicali restauri del Novecento, che hanno demolito le sovrastrutture barocche, la chiesa può essere vista nella sua struttura originaria, vasta ed ariosa, che richiama lo schema basilicale del gotico veneto.